# 秦始皇
秦始皇（前259年2月18日—前210年7月11日:2），嬴姓，名政，史書多作秦王政或始皇帝。祖籍嬴城（今山东省济南市莱芜区），生於趙國首都邯鄲（今河北邯鄲市），是秦莊襄王及趙姬之子，商朝重臣惡來的第35世孫。出土《北京大學藏西漢竹書》第三卷中稱其為趙正。唐代司馬貞在《史記索隱》引述《世本》稱其為趙政。曹植《文帝诔》最早称始皇帝为嬴政，後世通稱嬴政，亦被某些文學作品稱為「祖龍」。他是戰國末期秦國君主，十三歲即位，先後鏟除嫪毐與呂不韋，並重用李斯、尉繚，三十九歲時滅亡六國建立秦朝，自稱「始皇帝」，四十九歲出巡時駕崩，在位三十七年。
秦始皇是中國史上第一位使用「皇帝」稱號的君主。統一天下後，秦始皇繼承了商鞅變法的郡縣制度和中央集權，統一度量衡，「車同軌，書同文，行同倫」及典章法制，奠定了中國政治史上兩千餘年之專制政治格局，他被明代思想家李贄譽為「千古一帝」。但另一方面，秦始皇在位期間亦進行多項大型工程，包括修築長城、阿房宮、驪山陵等，施政急躁，令人民徭役過重，是秦朝在他死後3年迅速灭亡的重要原因。

始皇帝（《說文》小篆）

## 称呼
秦始皇統一六國後，認為過去「皇」、「帝」、「王」等稱號都不足以顯示自己崇高的地位，因而創造出「皇帝」這個新頭銜授予自己，自稱「始皇帝」:107-113：
- 「始」有最初、首次的意思[參⁠ 1]:12-24,26，秦始皇希望自己的後繼者沿稱「二世皇帝」、「三世皇帝」，以至萬世傳之無窮[古⁠ 5][參⁠ 12]。
- 「皇帝」一詞主要引用「三皇五帝」的神話傳說[參⁠ 13]，從中抽取「皇」字和「帝」字結合而成。秦始皇顯然希望透過這個頭銜，以示自己不遜於黃帝的地位和威望[參⁠ 14]。
- 「皇」的意思指「大」[註⁠ 6]或「輝煌」[註⁠ 7]，通常是古代中國人對「天庭」的稱謂[註⁠ 8]，如皇天；皇穹（指天帝）等[參⁠ 15]。
- 「帝」的意思指「天帝」、「上帝」[註⁠ 9]，古人想像中宇宙萬物的主宰。

自称“皇帝”，是為了顯示其至高无上的地位和权威，是上天给予的，即“受命於天”，反映了他並不滿足仅仅做一個人间的统治者:107-113。
「秦始皇帝」和「始皇帝」的稱謂，首見於西漢太史公司馬遷著作的《太史公书》，即《史記》，其中「秦始皇帝」出自《秦本紀》，而「始皇帝」則出自《秦本紀》及《秦始皇本紀》。由於秦始皇首度将“皇”和“帝”两个字结合起来，故此秦始皇的正式稱謂應為「秦始皇帝」。

## 早年生活

### 人質之子

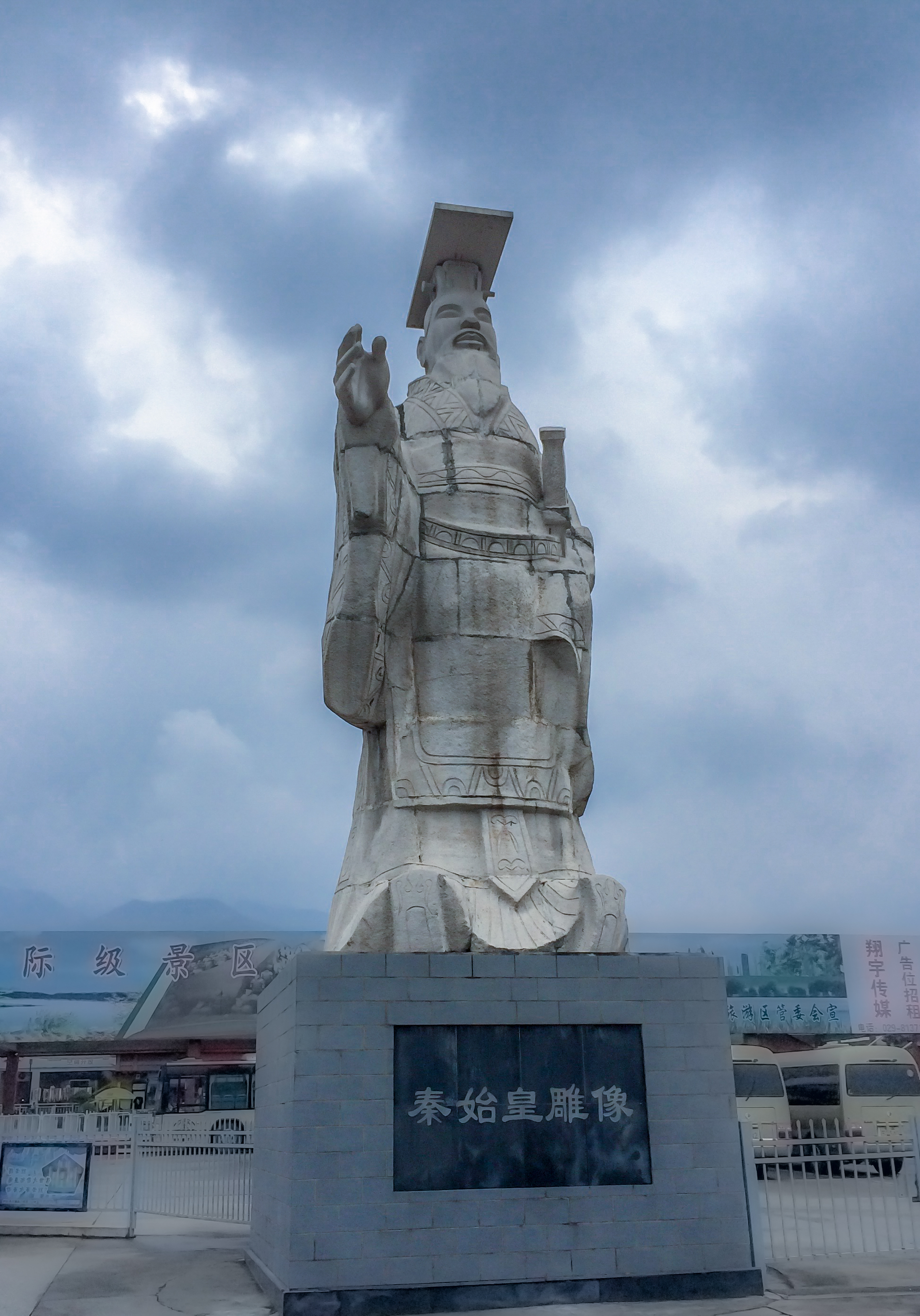
邯郸秦始皇雕像

嬴政在秦昭王四十八年正月生於邯鄲，父親是秦公子異人（有一說其真實生父為呂不韋），母親是趙姬。
由於秦昭襄王採用了范睢「遠交近攻」的戰略，將近攻的對象選定為鄰國韓國和魏國，而和較遠的趙國停戰。按照當時的慣例，秦趙兩國需要互換人質（質子）以示真誠。秦國派到趙國的質子是秦始皇的父親異人（又名子楚，即秦莊襄王），異人當時是被秦昭襄王立為太子的安國君（即秦孝文王）的其中一個庶子。异人有20多個兄弟，加上他的母親夏姬不受安國君寵愛，因此他繼承王位的機會很低。更不幸的是，由於秦趙兩國已發生數次的軍事衝突，因此異人在趙國的待遇並不好:21-30。
異人就這樣成為趙國的人質，但是濮陽大商人呂不韋卻改變他晚年的命運。呂不韋有着遠大的政治抱負，覺得異人「奇貨可居」，很快成了異人的朋友。當時異人的父親安國君是儲君，華陽夫人是儲君的正室，但華陽夫人無子，呂不韋便親自遊說華陽夫人之弟陽泉君，指秦王年事已高，子傒也可能登位，一登位必重用士倉，陽泉君的權勢就會煙消雲散。陽泉君大驚下問計於呂，呂不韋指异人才德兼备，可惜没有母亲在宫中庇护。華陽夫人若能說動安國君立异人为太子，異人肯定会感念华阳夫人的恩德。
陽泉君被呂不韋說服，同意遊說華陽夫人，她便要求赵国将异人遣返秦国。

### 安然返秦
異人的返秦之路並非一帆風順，由於趙國不允異人返國，呂不韋不得不親自游說趙孝成王，指秦國不會因為一個質子而放棄攻趙，但若厚禮相送異人返秦登上王位，便可以贏得未來秦王的友誼，而且呂不韋更稱現時秦孝文王年事已高，一旦駕崩，趙國尽管以異人為質，秦國也隨時可以另立秦王，趙國只會一無所得，最終趙王同意異人返國。
自返秦後，吕不韋便让異人穿着楚服拜見王后，王后大悅並替異人改名為“楚”，史稱「子楚」。其後子楚在秦王面前展現自己的才華，秦孝文王大悅，在丞相面前稱兒子們沒人比得上子楚，同時在華陽王后勸說下將子楚立為太子。
秦孝文王在位時間很短，先是服喪一年，正式稱王後僅僅三天便駕崩，享年54歲。隨後太子子楚即位，也就是秦莊襄王，他任命呂不韋為丞相、兼封文信侯，賜食邑藍田十二縣，並繼續秉承「遠交近攻」的國策，對三晉（韓趙魏三國）開戰，以確立秦國的強勢地位:30-37。不過莊襄王在位時間也不長，三年後便駕崩，享年35歲，時年13歲的嬴政因而正式坐上秦王的寶座。

### 身世之謎
据《史記·秦始皇本紀》记载：「秦始皇帝者，秦莊襄王子也。莊襄王為秦質子於趙，見呂不韋姬，悅而取之，生始皇。以秦昭王四十八年正月生於邯鄲。」，秦王政是秦庄襄王子楚与赵姬所生。但《史記·呂不韋列傳》卻记载：「呂不韋取邯鄲諸姬絕好善舞者與居，知有身。子楚從不韋飲，見而說之，因起為壽，請之。呂不韋怒，念業已破家為子楚，欲以釣奇，乃遂獻其姬。姬自匿有身，至大期時，生子政。子楚遂立姬為夫人。」，呂不韋將趙姬餽贈給子楚時，已經知道她懷孕，亦即是說嬴政很有可能是吕不韦的私生子。東漢史家班固亦引用此說法，在他的著作《漢書》中稱嬴政為呂不韋之私生子。
「奇貨可居」的故事是作為秦始皇嬴政身世的主要證明，分別記載在《戰國策》及《史記·呂不韋列傳》中，但即使是同一個故事，在細節上仍有不少出入，現摘錄下表如下：
| 細節                   | 《史記》版本                         | 《戰國策》版本                                                                           |
| 呂不韋的籍貫           | 陽翟人                               | 濮陽人                                                                                   |
| 呂不韋與子楚的初次會面 | 秦昭襄王在位後期                     | 秦孝文王在位時                                                                           |
| 呂不韋游說對象         | 華陽夫人之姊，未提及秦孝文王之子子傒 | 華陽夫人之弟陽泉君，並提及若秦孝文王之子子傒登位，必重用士倉，陽泉君的權勢就會煙消雲散。 |
| 子楚返秦經過           | 於邯鄲之圍期間逃亡赴秦               | 呂不韋成功遊說趙孝成王使其放子楚回國。                                                   |
| 呂不韋所封食邑         | 河南雒陽十萬戶                       | 藍田十二縣                                                                               |
| 呂不韋獻姬一事         | 有詳細記載                           | 沒有記載                                                                                 |

歷代史家均相信《史記》所載，其中以清人梁玉繩為之辯論最力，但梁卻跟很多文人，包括明人王世貞及湯聘尹一樣，質疑「不韋獻匿身姬」的說法；在他所著的《史記志疑》中，根據唐初孔穎達《春秋左傳注疏》所云：「十月而產，婦人大期」，但《史記》卻以十二月作大期，此外亦指出若趙姬未足月就生下嬴政，子楚絕無不知的道理，而且修史很多時候服務於政治，為了證明本朝得位「順天應人」，對前朝故事總有曲筆、污衊之辭，可信性存疑，由於漢承秦祚、惡盡歸秦，司馬遷總不能公然在史書中翻案，故此特意記下生秦始皇的年月，至於一般人相信「不韋獻匿身姬」一事應為誤讀《史記》的緣故。翻譯《呂氏春秋》的外國學者约翰·诺伯洛克（John Knoblock）教授及杰弗瑞·瑞杰尔（Jeffrey Riegel）教授認為這種說法是用以誹謗秦始皇及呂不韋，而按照现代医学理论，“呂不韦生父论”中所谓的赵姬“怀胎十二個月”，根本就不可能成立，這是因為人類的妊娠時間只有266天（不足九個月）。
近代治先秦史名家馬非百不但質疑「不韋獻匿身姬」，更指《史記》中「奇貨可居」的版本實屬偽造，其中最重要一點是呂不韋封邑的記載。據《漢書·地理志》所言，秦代並無河南之名，莊襄王元年初置三川郡，至漢高祖時，始改名河南郡。呂不韋之采邑顯然不會是河南郡，而是《戰國策》所記載的「藍田十二縣」。此外，馬非百指司馬遷在記述六國史事時，多數引用《戰國策》，惟獨「奇貨可居」一事別據他說，令人奇怪:59-60。此外，「不韋獻匿身姬」一事只在《史記》記載，並沒有其他同時代的文獻記錄，按照郭沫若在《十批判书》的說法，在史學上屬於「孤證」，可信性成疑:30-37。
另一方面，郭沫若亦在《十批判书》提及其他疑点:30-37：
1. 「不韋獻匿身姬」一事與春申君將懷有身孕的李園之妹，獻給無子的楚考烈王的情節雷同，過於巧合。
2. 《史記·吕不韦列传》又有「子楚夫人赵豪家女」之说，显然与前文「趙姬乃邯鄲諸姬絕好、善舞者」自相矛盾。

## 即位

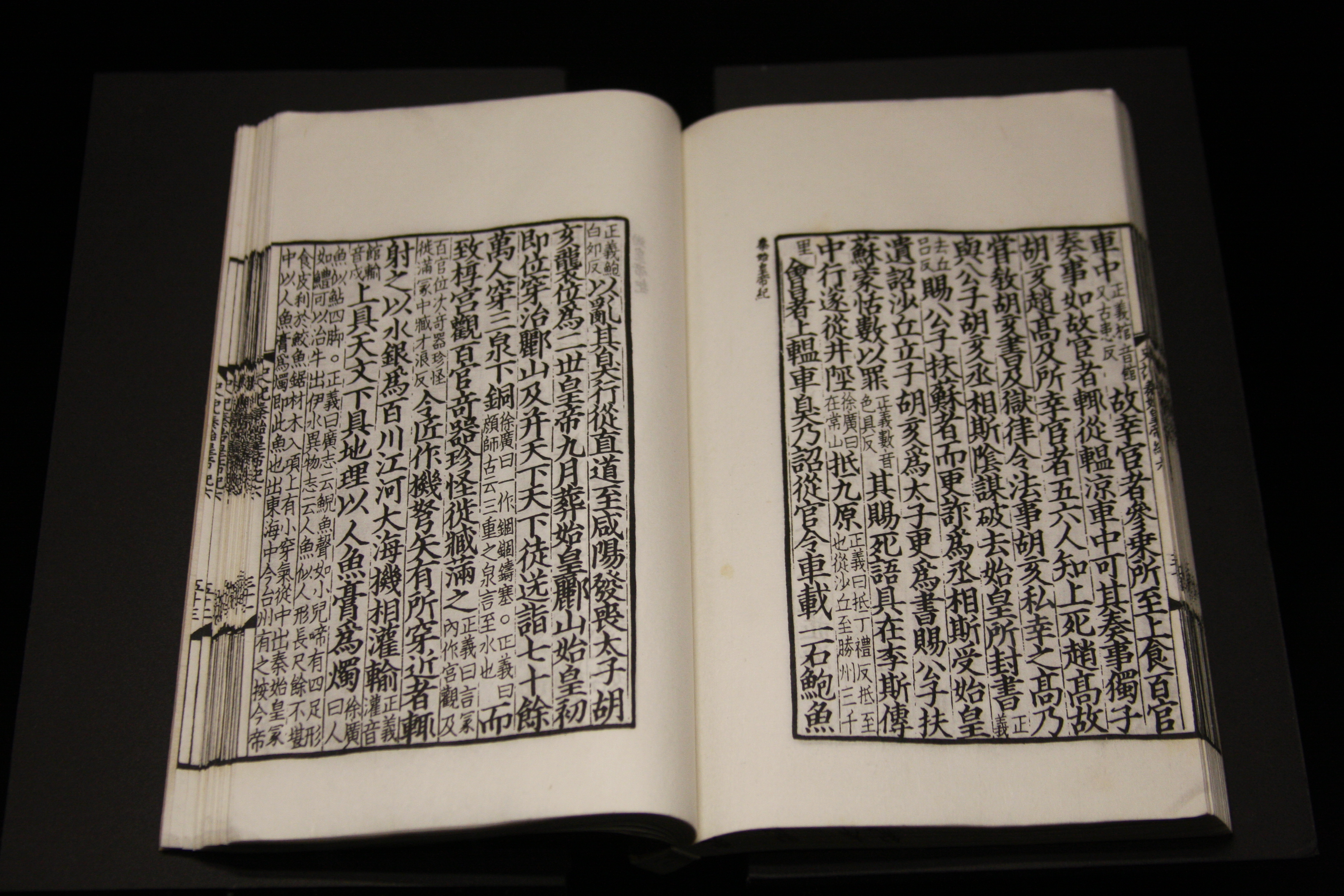
《史記·卷六·秦始皇本紀》古籍刻本

嬴政即位當年，晉陽發生叛亂，後被秦將蒙驁迅速平定。
由於年齡尚幼的關係，嬴政尊稱相國呂不韋為仲父主持國政，以蒙驁、王齮、麃公等為將軍。
當時各諸侯國的貴族為了鞏固其政治地位，都會專門招收人才。凡是投奔到其門下的，皆收留下來並供養他們，這些被供養的人一般稱為「食客」，供養食客眾多名揚天下的，則以戰國四公子（魏國信陵君、趙國平原君、齊國孟嘗君及楚國春申君）為首。呂不韋自地位鞏固後，感歎以秦國之強，居然在養士方面不如戰國四公子，因此亦大力招攬食客，並重金禮聘許多有學問的人，其門下食客一度達三千人。他更授意自己的食客編撰《呂氏春秋》，寫成八覽、六論、十二紀，共二十萬言:30-37。
據日本就实大学綜合歷史學系李開元教授的分析，當時秦國的國政，完全掌握在三大外戚勢力手中，分別是以嬴政的養祖母華陽夫人為代表的楚系外戚，嬴政真正祖母夏姬為代表的韓系外戚，以及嬴政生母趙姬為代表的趙系外戚，這三大外戚勢力的傾軋，深刻地影響嬴政即位初期的歷史。

### 成蟜叛變
成蟜为秦庄襄王之子，嬴政之弟，其生母有可能是祖母夏姬為代表的韓國系外戚的族人，被封为长安君。
公元前239年（秦王政八年），嬴政命成蟜率军攻打赵国，成蟜在屯留（今山西省屯留县）叛秦降赵。秦军攻占屯留后，成蟜的部下皆因连坐被斩首处死，屯留的百姓被流放到临洮（今甘肃省岷县）。成蟜投降赵国后，被赵悼襄王封于饶（今河北省饶阳县东北）。
對於成蟜叛變的原因，據李開元分析，有可能因為其主要靠山，韓系外戚的夏姬於秦王政七年去世，嫪毐在趙姬授意下，彻底清洗韩系外戚势力，领兵在外的成蟜被迫叛亂。吴裕垂、黄式三等认为是饶是成蟜生前所受封，也可作为其通赵的证据，更怀疑其系在叔父们支持下认为兄长秦王政非亲生而投靠赵国意欲在叔父们支持下夺位，但辛德勇结合了钱大昕、许宗彦、李慈铭的部分观点，指成蟜在深受兄长倚重的情况下，没有理由为了饶这个封地放弃长安这个封地并背弃家国，故认为被赵悼襄王封以饶的是另一个长安君，即赵悼襄王的叔父。辛德勇认为“反”应作“返”解，即成蟜是在出征时突然染病不得不班师，途中在屯留去世；成蟜死于军营中后，因屯留原属韩国，不乐属秦，故屯留卒“蒲鶮”趁机作乱并获得一定支持，失败后遭清算，即成蟜是没有叛秦的，这也就能解释他为何没得到赵国接应、死后也没有作为罪魁被戮尸。
有一說法指秦朝末代君主子嬰是成蟜的後裔。

### 嫪毐之亂

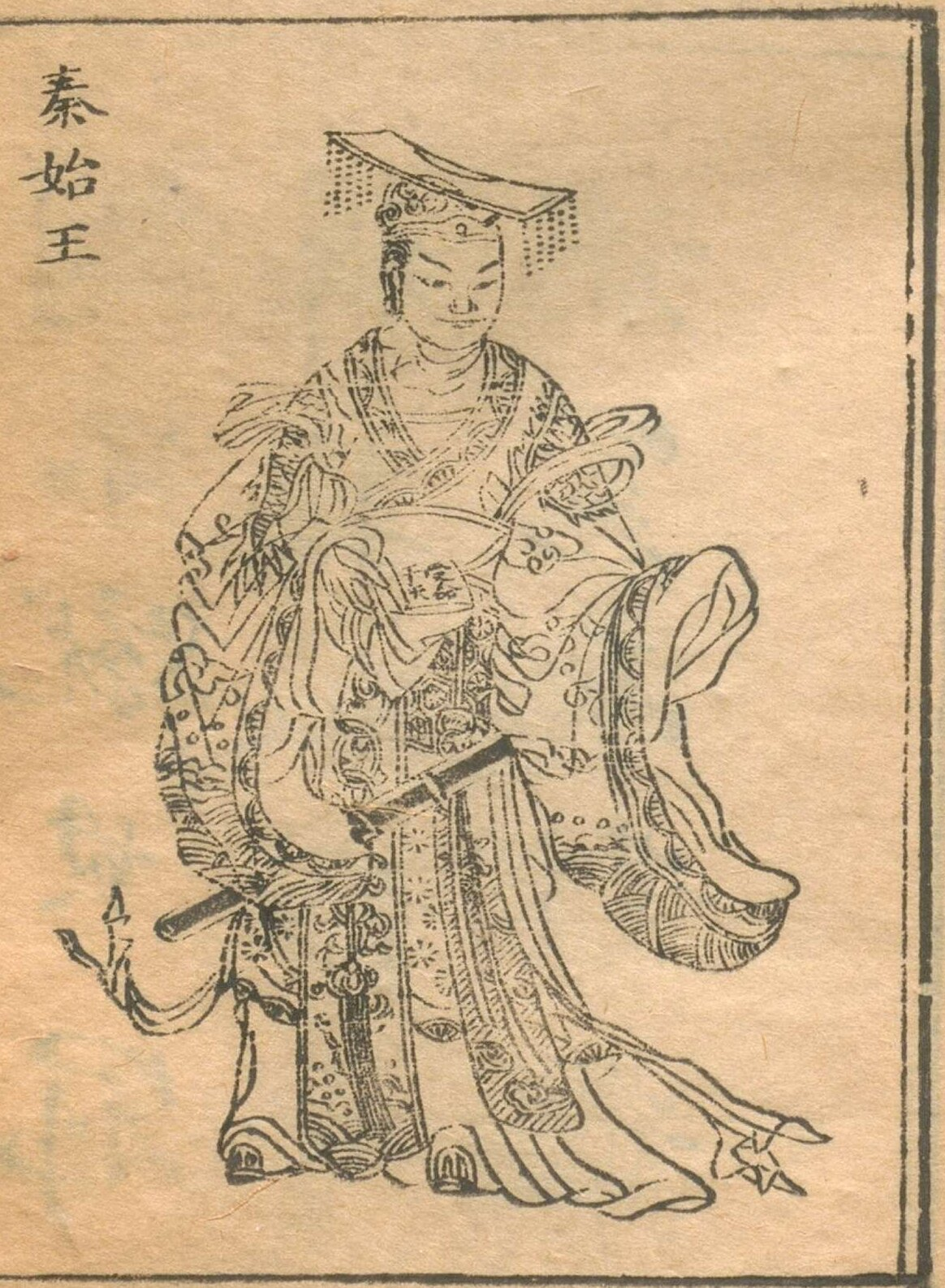
秦始皇，繡像東周列國全志插圖

自秦莊襄王亡故後，呂不韋跟太后趙姬（嬴政的母親）的關係一直藕斷絲連，不過這段不倫關係似乎是趙姬主動單方面展開的:45-53。隨著嬴政年齡漸長，吕不韦唯恐事情败露，灾祸降临在自己头上，就暗地寻求了一个陽具特别大的人嫪毐（lào ǎi，音“涝矮”，粵音“路藹”）作为门客，並借機讓嫪毐在一場盛大的宴會中，表演陽具驅使桐木車輪轉動的把戲，故意傳到太后趙姬耳中。
正如呂不韋所料，太后果然對嫪毐大感興趣，於是呂不韋假裝不知情地將嫪毐帶進宮中，並找人假意告發嫪毐有犯腐罪之嫌。另一方面，呂不韋又暗中教唆太后，替嫪毐安排「給事中」的職務留在宮中。太后深以為然，暗中收買行腐刑的役人，不對嫪毐執行腐刑，但要他們對外宣稱嫪毐已受刑，並將嫪毐的鬍鬚拔除。嫪毐就這樣成為服侍太后趙姬身邊的侍宦。
太后完全為嫪毐的「巨陰」而痴狂，其間竟意外懷孕。為了避人耳目，太后與嫪毐捏造卜辭，指居於咸陽不利，雙雙移至秦國舊都雍（今陝西省鳳翔縣南），其間太后與嫪毐誕下兩子:45-53。
公元前239年（秦王政八年），嫪毐獲封長信侯，以山陽郡（今河南焦作市東南）為其食邑，又以河西、太原等郡為其封田。嫪毐門下最多時有家僮數千人，希望做官而自愿成为嫪毐门客的，也達到千餘人。
不過按照秦國的規矩，封侯可謂相當困難，例如王翦在滅楚前，曾向嬴政提到自己為將多年，仍未得封侯之賞，而王翦當時已經有消滅趙國，重創燕國的戰績。令人訝異的是，《史記》也沒有提到嫪毐封侯的原因。有學者推斷，嫪毐封侯不外乎軍功或告奸（商鞅法：告奸者與殺敵同賞），正是在嫪毐封侯的同一年，成蟜與蒲鶮在屯留發動叛亂，有可能是嫪毐平定成蟜之亂有功，他才有封侯的資格。
公元前238年（秦王政九年），22歲的嬴政按照慣例到秦國舊都雍舉行冠禮:45-53，其間有人向嬴政告發嫪毐為假宦，並與太后趙姬淫亂，甚至還試圖以其與太后所生之子為秦王，嬴政下令徹查。嫪毐決心孤注一擲，先發制人，遂偽造秦王與太后印信，引導其童僕門客和少數受騙軍隊發動政變，攻擊蘄年宮。
嬴政令相國呂不韋及有楚系外戚背景的昌平君、昌文君率兵平叛。嫪毐軍本是烏合之眾，不堪一擊，加之不得人心，很快就被擊潰:45-53。在懸紅銅錢百萬的重賞下，嫪毐被生擒，被送至咸陽後，處以車裂之刑，「夷三族」，其和太后所生的兩個兒子也被殺，其童僕門客皆被流放蜀地，太后趙姬則被囚在雍都。
可是在當時，禁錮親母始終有悖孝道，嬴政餘怒未消，下令凡為太后求情的，先用蒺藜责打，然后杀掉，为此有27位进谏者被殺。這時齊國人茅焦勸說嬴政，指出幽禁母親有損嬴政聲名，難以讓天下人信服；杀害进献忠言的大臣，會寒了天下人才之心，对收买六國人心、统一天下大业不利。嬴政頓時茅塞頓開，采纳了茅焦的建议，厚葬被杀的大臣，又亲自率领车队，前往雍地把太后接回咸阳，復居甘泉宮，母子关系得以恢复。茅焦因此事被尊为上卿。
不過亦有學者認為茅焦的一番話未足於令嬴政改變初衷，真正讓嬴政擔憂的，是趙系外戚勢力在嫪毐之亂中幾乎煙消雲散，讓華陽夫人為首的楚系外戚勢力成為最終的勝利者，出於帝王平衡的需要，嬴政才寬大對待嫪毐流放蜀地的門客，以及將趙姬迎歸咸陽，避免楚系外戚獨霸朝堂。
公元前229年（秦王政十九年），太后趙姬去世，谥号为帝太后，与庄襄王合葬在茝陽。

### 呂不韋失勢
嫪毐叛亂最終牵连到相国吕不韦，嬴政打算誅殺呂不韋，但呂不韋畢竟令嬴政父親得以登上秦王之位，有擁立之功，而且有眾多呂不韋門客求情，於是打消了判處呂不韋死刑的念頭。公元前237年（秦王政十年）十月，嬴政以失職為名罷免吕不韦的相國职务，並把呂不韋放逐到其領地。
不過一年過後，吕不韦仍然名聲顯赫，有不少來自各诸侯国的宾客使者，專程拜訪呂不韋。嬴政惟恐呂不韋发动叛乱，在公元前235年（秦王政12年）向他賜下一封指責他的敕書，大致內容如下：
呂不韋被下詔，命他與其族人遷往蜀地，想到嬴政不會放過自己，惟有服毒酒自殺，遺體被其食客偷偷安葬在洛邑北邙山。
嬴政对于呂不韋的舊部，與參加呂不韋葬禮的賓客，採取下列措施：
- 對於出身自六國[註⁠ 20]的呂不韋門客，一律驅逐出境。
- 對於俸禄在六百石以上的秦國官員，參加呂不韋葬禮者，即剝奪其官爵，流放至房陵[註⁠ 21]。
- 對於俸祿在五百石以下的秦國官員，不參加呂不韋葬禮者，同樣流放至房陵，但不剝奪其爵位[註⁠ 22]。

自嫪毐及呂不韋相繼死去後，嬴政怒氣稍歛，就让流放到蜀地的嫪毐门客都回到京城咸陽，並警告其臣下若膽敢像呂不韋、嫪毐等人不遵從正道處理國事的話，就會剝奪其官職，家人充當為奴。
京都大學名譽教授吉川忠夫推測，在嫪毐叛亂事件當中，嬴政查出背后跟呂不韋有關，實際已出乎嬴政的預料:45-53。至於陳舜臣則推測少年嬴政早有剷除呂不韋，獨攬大權的念頭:154-194。另一方面，從嬴政在嫪毐叛亂之後三年，才對呂不韋作出較嚴厲處分，以及對出席呂不韋葬禮賓客的不同處分，都顯示嬴政在政治上的慎重:154-194。
至此，嬴政徹底掃清了威脅自己王位的因素，大權獨攬，成為秦國實權在手的君主。

## 殲滅六國

### 滅六國前的預備
儘管嬴政即位初年年齡尚幼，但其麾下秦軍並未停止擴張的步伐，例如秦國將領蒙驁分別在秦王政三年（公元前244年）攻取韓國十三城，以及在秦王政五年（公元前242年）攻取魏國二十城，並在該地設置東郡。

#### 鄭國渠

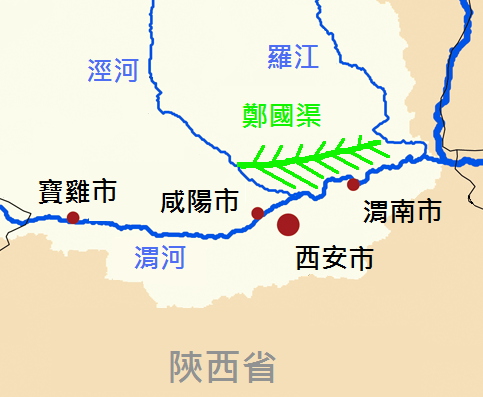
鄭國渠的現今位置

鄭國渠在公元前246年（秦王政元年）开始建造，位於今日中國陝西省涇陽縣上然村涇出口一帶。建議者為來自韓國的水利專家鄭國，其真正身份是韓國的細作。
當時三晉之一的韓國聽說秦國喜歡大興土木，就想以建渠消耗秦國的國力，使秦國無法向東用兵，韓國便讓水工鄭國找機會遊說秦國，讓秦國鑿通涇水，從中山以西到瓠口修一條水渠，出北山向東流入洛水長三百餘里，用來灌溉農田。工程進行途中，鄭國的陰謀被發覺，嬴政打算殺掉鄭國。鄭國指自己雖然是為韓國做細作而來，但建渠不會為韓國延續多少國祚，而渠建成以後的確會對秦國大為有利。
實際上以秦國之強，也免不了受到自然災害的烕脅，秦王政四年（公元前243年）蝗災嚴重導致瘟疫流行，甚至逼使嬴政下詔鼓勵老百姓納粟受爵，在某程度上說明在關中地區建渠，以抵禦自然災害的必要性，因此嬴政最終命令鄭國繼續把渠修成。
自渠成後，淤積混濁的涇河水被引至灌溉兩岸低洼的鹽鹼地，面積達四萬多頃，畝產達到了六石四斗。從此關中成為沃野，再沒有饑荒年份，為併吞六國打下堅實基礎，該渠也因此被命名為「鄭國渠」。

#### 諫逐客書與李斯
雖然鄭國渠的建設本身對秦國利大於弊，但其企圖疲弊秦國的意圖，郤引起秦國本土大臣的警覺，認為山東六國出身的客卿根本不值得信任，在他們的慫恿下，嬴政頒布「逐客令」，驅逐一切出身六國的客卿:54-62。
據《史記·秦始皇本紀》記載，嬴政頒布「逐客令」的時間為秦王政十年（公元前237年），正值呂不韋因嫪毐之亂被罷免的時間，因此「逐客令」很有可能針對的是「養士三千」的相國呂不韋，以削弱呂不韋的勢力。呂不韋的門客之一，出身自楚國上蔡的李斯也在被逐之列。為了避免被逐的命运，李斯主動向嬴政上書，這就是著名的「諫逐客書」，內容大致如下：
嬴政讀了李斯的上書，就廢除了“逐客令”，命人追回李斯，並恢復其官職。

#### 徵辟韓非
韓非出身韓國公族，有口吃的毛病，與李斯都是戰國著名思想家荀子的學生，李斯自覺才學不如韓非，他們都信奉「性惡論」，認為人的思想容易受到環境左右:54-62。
自商鞅變法後使秦國強大後，秦國的統治階級便相當重視法家思想，並用之作為治國方針:62-69。另一方面，韓非自荀子處學成歸來後，多次上書韓王，但不為所用，於是寫下《五蠹》、《孤憤》、《顯學》、《難言》等著作。
韓非的著作流傳到秦國後，嬴政相當欣賞其所闡述的治國思想，曾说：“寡人得见此人与之游，死不恨矣！”，當從李斯口中得知作者為韓非後，即以戰爭作要脅，逼韓王命韓非出使秦國。
公元前233年（秦王政14年），韓非出使秦國，受到嬴政的欣賞，準備加以重用，李斯與姚賈怕嬴政重用韓非，私下誣陷韓非，說韓非是韓國宗室公子，必定不會效忠秦國，既然不能為嬴政所用，那就是一個禍患，勸嬴政把韓非禁錮在雲陽，嬴政深以為然:81-88。不過李姚兩人害怕嬴政反悔，為免夜長夢多，於是派人给韩非送去毒药，让他自杀:81-88。韩非想向嬴政自陈心迹，却又不能进见。
后来嬴政後悔，命人赦了韓非的罪名，但為時已晚，韓非已死。
在眾多韓非著作中，嬴政則比較欣賞韓非在《孤憤》、《五蠹》的理論闡述，例如韓非在《孤憤》中稱有才有谋的人，一定有远见并且能明察秋毫，不能明察，就不能照亮私暗处的奸邪；能执法之人，一定性格坚毅并且為人刚劲正直，不刚劲正直，就不能矫正奸邪。另一方面，韓非亦在《五蠹》論述，指作為明君，應不用有关学术的文献典籍（指詩經、書經），而該以法令为教本；禁绝先王的言论，而以吏為师；不提倡游侠刺客的凶悍，而只以杀敌立功为勇敢。这样，国内民众的一切言论都必须遵循法令，—切行动都必须归于为国立功，一切勇力都必须用到从军打仗上，才能奠定称王天下的资本
韓非亦毫不客氣稱學者（儒生）、言議者（縱橫家）、帶劍者（墨家俠者與俠客）、患御者（怕被徵調作戰的人）、工商買賣者等，為擾亂君王法治的五種人（五蠹），指這些人无益于耕战，就像蛀虫那样有害于社会。這些論調也間接影響嬴政日後作出「焚書」、「坑儒」的決定:81-88。

### 歼灭六国

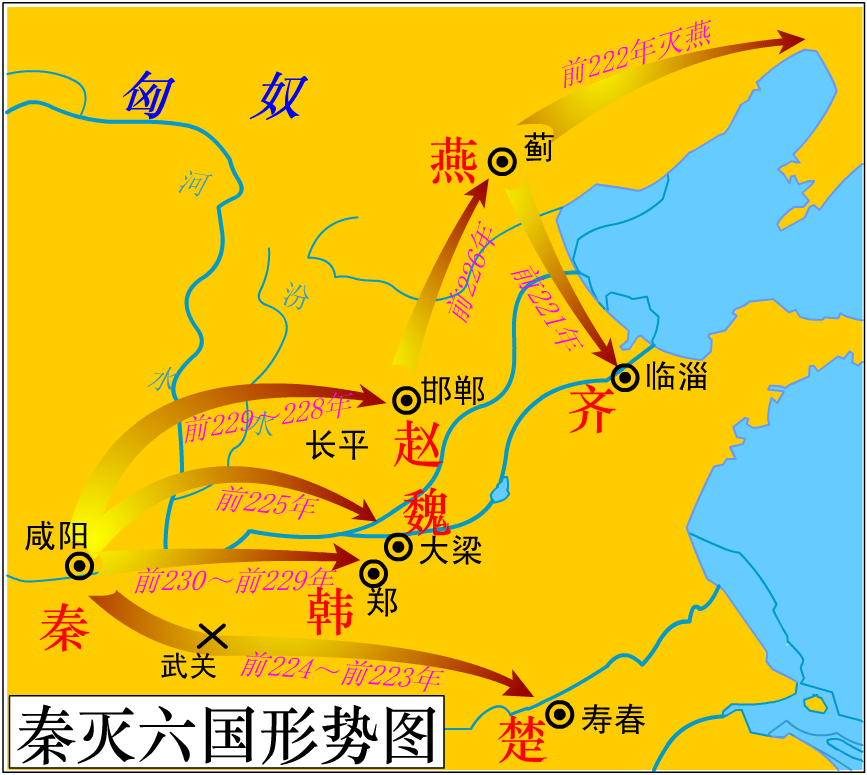
秦灭六国形势图

自鄭國渠建成後，关中变成了肥沃之地。至此，秦国的三大粮仓——巴蜀、汉中、关中就此全部建成，嬴政因而發動了歷時十年的統一六國戰爭。

#### 總方針
李斯早在擔任呂不韋門客的時候，很快就得到面見嬴政的機會，他不動聲色地向嬴政獻上消滅六國之策，指現時正是吞併六國最好的時候，如果不把握這個時機的話，一旦六國中興，訂立合縱的盟約對抗秦國的時候，秦國要席卷中原，吞併六國就要付上相當沉重的代價。另一方面，魏國大梁人尉繚亦指六國與秦國相比，六國諸侯就像郡县的首脑，但六國合縱對付秦國卻是一桩大麻煩，為免重蹈智伯、夫差、齊湣王因敵手聯合攻擊而亡的覆轍，希望嬴政不要吝惜财物，给各国权贵大臣送礼，利用受賄的大臣，打乱六國诸侯的合縱计划，这样雖然損失些許財物，但卻可以消滅所有諸侯。
嬴政深以為然，听从了尉繚的计谋，为了显示恩宠，嬴政还让尉缭享受同自己一样的衣服饮食，每次见到他，总是表现得很谦卑，並任命李斯为长史，負責暗中派遣谋士带着金銀珍宝去各国游说。对各国能收买的六國權貴大臣，就多送礼物加以收买；不能收买的，就把他们杀掉；成功离间六国君臣关系後，嬴政隨即派良将随后攻打。由於秦軍戰勝所付出的代價甚少，故嬴政任命李斯为客卿。
嬴政在李斯、尉繚等人的協助下制定了「滅諸侯，成帝業，為天下一統」的策略。具體的措施是：籠絡燕齊，穩住魏楚，消滅韓趙；遠交近攻，逐個擊破。
| 年份                | 秦王政紀元      | 被滅國家    |
| 公元前230年—前229年 | 秦王政17年—18年 | 韓國        |
| 公元前229年—前228年 | 秦王政18年—19年 | 趙國        |
| 公元前226年—前225年 | 秦王政21年—22年 | 魏國        |
| 公元前224年—前223年 | 秦王政23年—24年 | 楚國        |
| 公元前222年         | 秦王政25年      | 燕國 代政權 |
| 公元前221年         | 秦王政26年      | 齊國        |

#### 削弱趙國

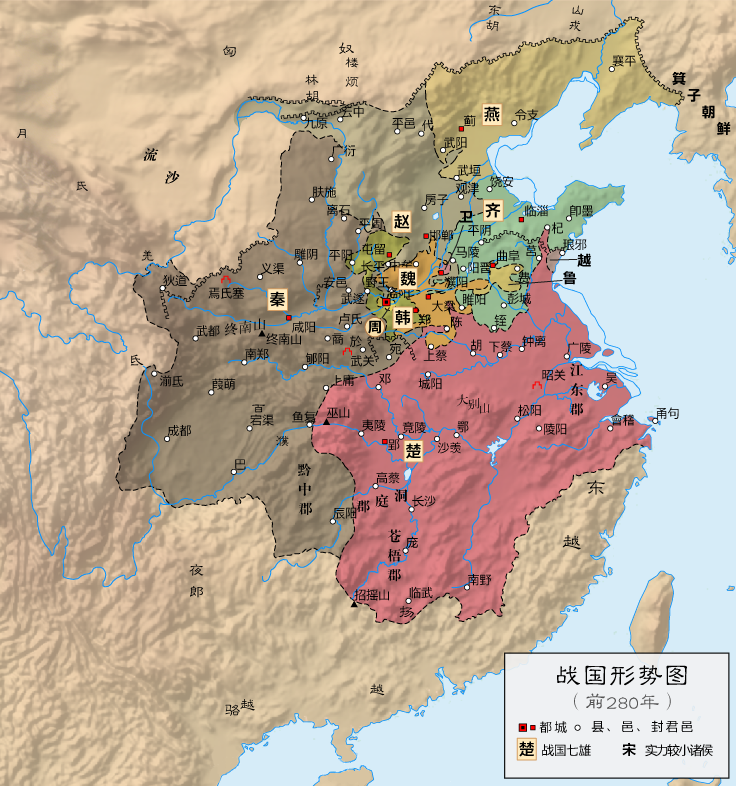
战国形势图（前280年）

嬴政首先选择的攻击目标为韩国，因为韩国的实力在六国中最弱，但是韩国还没有到不堪一击的地步，而且三晉唇齒相依，嬴政擔心秦滅韓時，趙國仍有助韓的可能，所以在滅韓之前，必需大幅削弱趙國。
公元前236年（秦王政11年），趙軍將領龐煖率領主力北上攻打燕國，想脅迫燕國一起進攻秦國。嬴政乘趙國進攻燕國之際，以救援燕國為由，派王翦、桓齮、杨端和率军两路攻打赵国，拉開了消滅六國的序幕。
當趙軍攻取了趙燕邊境的勺梁（今河北省定州市北）時，王翦出兵攻打赵国的上党郡；當趙軍攻取了燕國的貍（今河北省任丘市東北）時，王翦已攻克了赵国的阏与（今山西省和顺县）、橑杨（今山西省左权县）等六座城池。王翦统率军队十八天，让军中年俸禄不满百石的小官回家，每十人當中挑选二人留在军队。当趙軍攻取了燕國的陽城（今河北省保定市西南）时，桓齮攻克了赵国的邺城（今河北省临漳县邺城镇）和安阳（即新宁中，今河南省安阳市西南）；當龐煖聞訊揮師南下救援時，秦軍已經將漳水流域全數吞併。秦軍與趙軍同步行動，趙國只奪得北方邊境的幾座城池，卻丟失了南方、西方的九座城池，實力大減。
公元前234年（秦王政13年），秦軍再度进攻趙國的平陽（今河北磁縣東南）、武城（磁縣西南），斬首10萬，大敗趙軍，並殺死趙將扈輒。趙國經過秦國這次攻擊后，國力大衰，僅能退守邯鄲自保。
不過秦軍並沒有打算罷手，同年十月，秦將桓齮又率秦軍東出上黨，越太行山深入趙國後方，大破趙軍，攻佔了赤麗、宜安（今河北省葶城西南）。公元前233年初（秦王政14年），秦軍進逼邯鄲，趙王遷急命北部邊防名將李牧為將軍，率領他的部隊南下，指揮全部趙軍抗擊秦軍。
李牧率邊防軍主力與邯鄲派出的趙軍會合後，在宜安附近與秦軍對峙。經激烈戰鬥後，秦軍大敗。桓齮僅率少量親兵衝出重圍，奔回秦國，史稱「肥之戰」。趙國奪回了被秦國佔領的土地，李牧因此戰受封為「武安君」。

#### 滅韓趙兩國
儘管李牧在肥之戰挫敗了秦軍的兵鋒，但趙國只能僅僅自保，消除了趙國援韓的可能，秦國可算是達到了目的。
趙國國力被大幅削弱後，韓王安被逼在公元前233年（秦王政14年）向秦國稱臣。公元前232年（秦王政15年），秦軍分兩路進攻趙國，一軍至鄴城，一軍至太原，取狼孟，但其後在番吾再被李牧擊敗，史稱「番吾之戰」。
秦國雖然進攻趙國失敗，但並不能挽回韓國危如累卵的形勢。秦王政16年，韓國被迫割讓南陽一帶土地給秦國。當年九月，嬴政派內史騰去接受韓國所獻之地，由他代理南陽守之位，並开始命令所有秦國國內男子登记年龄，以便征发兵卒、徭役，為大規模的滅國戰爭作好準備。
公元前230年（秦王政17年），嬴政借著趙國發生大地震與飢荒，無力援助韓國的大好機會，命內史騰攻打韓國，並擒獲韓王安，韓國滅亡，將其國之地設置潁川郡，建郡治於陽翟（今河南禹州）:81-88，但嬴政下令將「天下不軌之民」遷於南陽的舉措，卻造成韓國故地局勢不穩，秦國一度陷入新鄭騷亂及李信之敗的窘境。
嬴政不因滅韓而滿足，趙國同時發生大地震與饑荒，可說是消滅趙國的大好機會，於是大舉出兵，命王翦、楊端和為將，兵分兩路，南北合擊趙都邯鄲。赵国派李牧、司马尚率兵抵御，兩軍相持。
吸取了番吾之戰失敗的教訓，秦國遂派間諜賄賂趙國權臣郭開，要郭開離間李牧和趙王。郭開其後向趙王遷進言，指李牧、司馬尚欲謀反。趙王遷乃使趙蔥及齊國出身的將領顏聚，取代李牧為將。李牧拒不受命，更使趙王遷倍加相信李牧試圖謀反，因此使人暗中拘捕李牧並將他處決，並免除司馬尚的將軍之位。
公元前228年（秦王政十九年），秦國王翦軍破趙軍，殺趙蔥，俘顏聚，佔邯鄲，趙王遷被俘虜，趙國滅亡:88-94。赵公子嘉在邯鄲被攻佔後，率领他的宗族几百人到代地（今河北蔚縣東北）收拾殘部，並自立为代王，建立代国，向东与燕国的军队会合。至於秦軍則暫停軍事行動，驻扎在中山，做好攻打燕國的準備。
王翦攻佔邯鄲後，嬴政親自到邯郸，找到当初与他在赵国时，與母親有仇的人，把他们全部活埋，其後经太原、上郡返回都城咸陽:88-94。

#### 新鄭騷亂
韓國遺民並未因為韓國淪亡而變得安於現狀，反而該地正醞釀著反秦的餘波。
雖然韓王安自被虜後，嬴政並沒有將他流放至蠻荒之地，目的是顯示寬容態度，以此怀柔韩国遗民，对其他国家的君王示以姿态，有利於秦國各個擊破，但自從荊軻刺秦事件後，嬴政對山東六國的態度大變，韓王安也被牽連，在秦王政二十年被迫离开韩国本土，以割断他和韩国遺民之间的联系。同时由于韩国并没有对秦国作殊死的抵抗，嬴政只是将韓王安迁徙至附近的郢陈（今河南省周口市淮陽縣），留下了温和的余地。
然而事情的发展与嬴政的预料相反，就在韩王安被迁徙的次年（秦王政二十一年），韓國遺民憤於國破王遷，在新郑爆发了大规模的反秦騷亂。雖然這次騷亂被鎮壓，但韓王安卻因新鄭騷亂受牽連而亡。

#### 滅魏國
早在秦王政16年韓國獻南陽地的時候，迫于秦国强大的軍力，魏國亦主动向秦國献地求和。此时嬴政正调集主力全力攻趙，不想分散兵力攻魏，就接受了献地，使魏国苟延殘喘。
公元前226年（秦王政21年），嬴政藉口楚王背棄獻出青陽（今湖南長沙）以西土地的承諾，並襲擊秦國南郡為理由，派王賁率大軍出函谷關，攻佔了楚國北部的十幾座城。在保障了攻魏秦軍側翼安全後，王賁旋即回軍北上突襲並圍困住魏國國都大梁（今河南省開封市西北）。大梁居於睢水、潁水、鴻溝的交匯之地，護城河十分遼闊，五座城門皆備吊橋，地形易守難攻。魏軍依託大梁的城防工事死守，秦軍強攻毫無奏效，王賁竟引黃河、鴻溝（汴渠）水灌入城內。
公元前225年（秦王政22年），大梁城被水浸近三個月，城牆崩壞，魏王假投降，魏國滅亡:95-101。嬴政在魏國地區設立碭郡，又建置泗水郡。

#### 昌平君叛秦

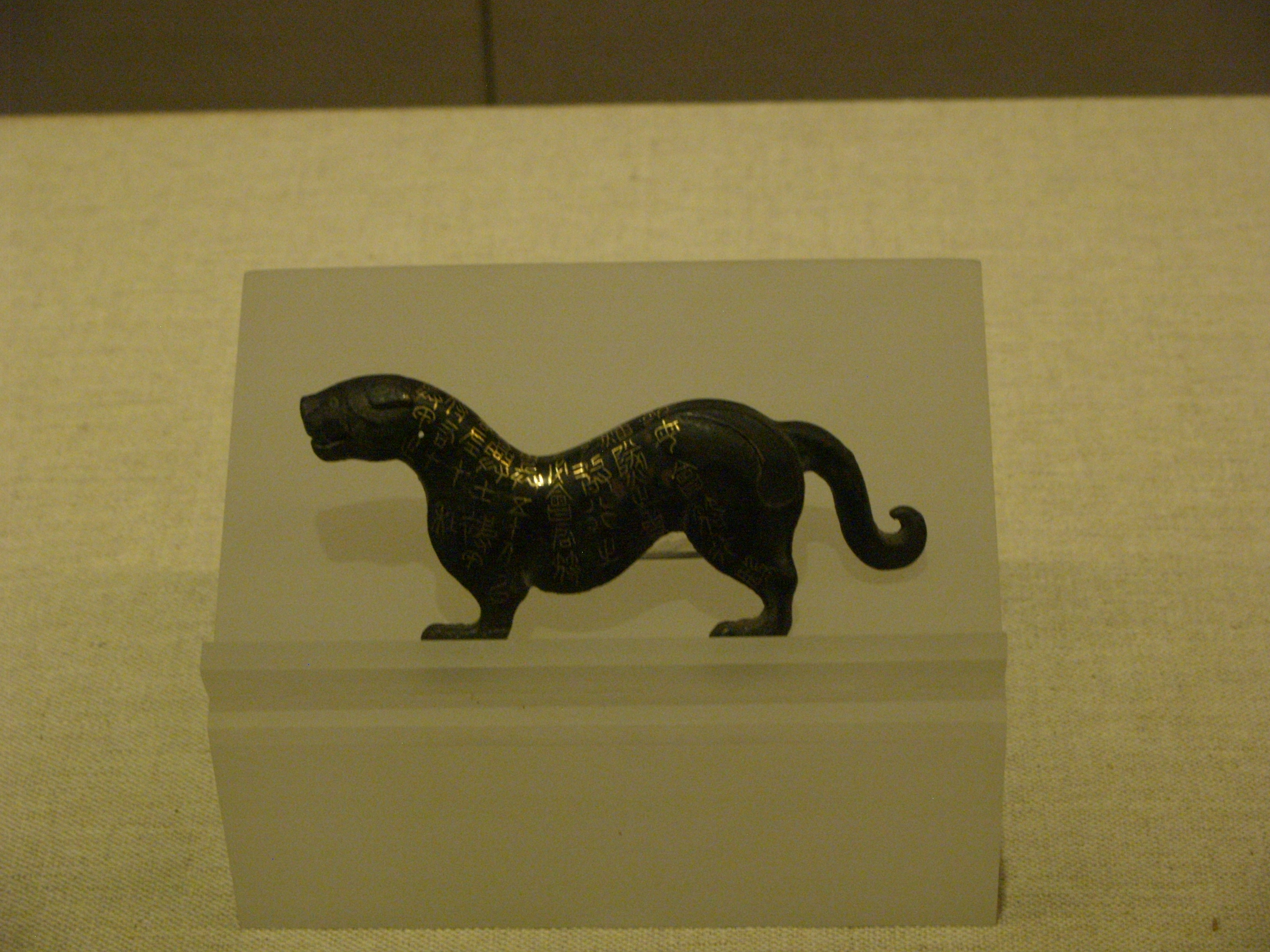
秦代杜虎符，陝西歷史博物館藏，西安市南郊山門口出土，虎符是古代朝廷用於傳達命令、調動軍隊的一種特殊憑證。通常作虎形，分為左右兩半，右半符留在京師，左半符頒發給屯駐在外的軍隊。需調兵時，由朝廷使者持右半符前往，軍隊長官將右半符與左半符驗合後，軍隊即按使者傳達的命令行動

楚国是南方大國，疆域辽阔，山林茂密，物产丰富，号称拥有甲士百万。不過楚国的内政一直不振，总是贵族争权夺利，这种状况到战国末期尤为严重。儘管如此，三晉滅亡後，僅存的楚燕齊三國當中，以楚國最為強大。楚國亦隨之成為繼趙國後，統一戰爭中最大的絆腳石。
秦滅楚國的戰爭，史記記載得十分簡略，予人的印象是秋風掃落葉一般，但從《雲夢秦簡》（亦稱睡虎地秦簡）的《編年記》的記載來看，情況不完全是這樣，至少秦滅楚之戰是相當艱難的，而其中的關鍵人物就是昌平君。
昌平君是楚考烈王熊元的庶子，名啟，其父熊元返楚即位為楚王後，他與其生母滯留在秦國。由於他與華陽夫人同屬楚國王族，故此成為楚系外戚的主力，活躍於秦國政壇，更與嬴政聯手平定嫪毐之亂。呂不韋去相後，昌平君繼任為丞相。
當嬴政決定消滅楚國後，隨即召開廷議，參與者為秦國主要大臣，包括昌平君、李信及王翦，就攻楚方略提供意見（見《史記·白起王翦列傳》）。不過對於滅楚所需兵力，李信與王翦卻產生分歧。李信認為需二十萬人滅楚，但王翦卻稱滅楚需要六十萬人。嬴政傾向採用李信的方略，這是因為王賁滅魏國前，曾試探式攻擊楚國，輕易地取得楚國十餘城，讓嬴政得出滅楚不難的結論。王翦的话不被采用，就推托稱病，回到频阳家乡养老。另一方面，昌平君因對攻楚頗有微辭，故在秦王政21年被貶至郢陳。
郢陳原屬陳國國都，被楚國所滅後稱為陳縣。公元前278年（秦昭襄王29年），秦國名將白起攻陷楚國國都郢（今湖北省荊州市），在該地設置南郡。楚頃襄王被迫遷都於陳縣，故此亦稱為郢陳。由於郢陳以西與韓國國境相連，故此郢陳一旦發生糾葛，往往牽動秦韓楚三國。
郢陳一地雖然最終被秦國所佔，但其楚人勢力並沒有被消滅，反而一直成為楚人反秦的溫床，從秦滅楚之戰至陳勝吳廣的大澤鄉起義，楚人反秦的重要事件幾乎都與郢陳之地有關。因此嬴政將昌平君貶至郢陳，是有深刻的政治用意。由於昌平君長年仕秦，並協助平定嫪毐之亂，加上他沒有跟故國楚國聯繫，因而得到嬴政的信任。昌平君徙至郢陳的表面理由是負責監管韓王安，但實際上，嬴政卻希望利用昌平君楚國公子的身份，安抚郢陈地区的楚人，為滅楚作準備。
公元前225年（秦王政22年），嬴政遣李信、蒙武等將兵二十萬討伐楚國，朝東南方向深入楚國腹地，攻擊平輿（今河南汝南縣東南）和寢（今安徽省阜陽市臨泉縣），大勝楚軍，兵鋒指向楚國首都壽春（今安徽寿县），但是昌平君卻在這個時候據郢陳叛秦歸楚，截斷了南征秦軍的後路，郢陳楚人紛紛響應，而潁川郡的韓國遺民亦聞風而叛，秦軍形勢危急。
李信的征楚大軍隨即引兵向西攻佔鄢郢（即郢陳），然後接到潁川郡父城（今河南省平頂山市寶豐縣）告急的消息，於是李信、蒙武相約會師父城，以平韓人之叛。昌平君叛軍雖未能守住郢陳，但實力未損，他們緊緊追击秦軍，连着三天三夜不休息，结果在父城附近與韓人叛軍大败李信部队，攻入两个军营，杀死七个都尉，秦军大败而逃。
李信之敗，主要是因為王賁滅魏前，對楚國進行的軍事行動過於容易，讓他產生誤判，以為郢陳地區及附近郡縣的反秦力量已被消滅，沒有考慮到郢陳地區的楚人仍有相當可觀的反抗力量，雖然壽春楚王負芻的楚軍力量薄弱，容易攻取，但長年事秦的昌平君在關鍵時刻叛秦，卻給予李信軍致命一擊，終至一敗塗地。

#### 王翦灭楚
楚國收復楚國故都郢陳為中心的失地，更趁勢西進深入至原韓國境內，再加上李信慘敗的消息，都令嬴政感到驚恐，更感大失面子，因為啟用李信及贬斥昌平君出京都是由他作決定。他不得不亲自前往频阳，登门造访被贬斥出京、还乡养老的王翦，強行徵召王翦攻楚。王翦本來以自己年老多病拒絕攻楚，但見嬴政面色不豫，擔心自己重蹈武安君白起的覆轍，不得已答應嬴政的請求，並稱攻楚需六十萬人，他要求全權指揮六十萬兵力，嬴政一一答應，並親自到到灞上為王翦的大軍送行。為了消除嬴政的疑心，王翦稱自己征戰多年仍未得以封侯，故希望嬴政赐予數量眾多的良田、美宅、园林池苑等，為子孫掙下一份家業，大軍出征期間，又不厭其煩地连续五次派使者回朝廷，请求赐予良田。
公元前224年（秦王政23年），王翦率領六十萬大軍沿著之前李信攻楚的行軍路線，直撲郢陳，苦战久攻不下。秦王政23年4月，與昌平君一樣同為楚國公子而仕於秦的昌文君戰死。同年另一路秦軍南至平輿，攻陷壽春，俘楚王負芻。
秦王政24年約3月，王翦軍攻破郢陳，嬴政親自出巡郢陳，以鎮懾反秦勢力，而昌平君在收到楚王負芻被俘的消息後，撤出郢陳，被楚军大将项燕拥立为楚王，在淮南地區繼續進行反秦事業。王翦和蒙武统领秦军消滅楚軍餘孽，昌平君戰死，项燕在淮北的蕲县（今安徽省宿州市蕲县鎮）兵敗自杀。
公元前222年（秦王政25年），王翦大軍平定了长江以南一带，降服了越族的首领，设置了会稽郡，楚國徹底滅亡。該年五月，秦国为庆祝灭掉楚国而下令特许天下聚饮。

#### 荊軻刺秦與滅燕
燕太子丹為燕王喜之子，过去曾在赵国作质子，由於嬴政幼時在趙國生活，故與太子丹相當要好。其後嬴政被立为秦王，太子丹又到秦国作质子，但嬴政苛待太子丹，太子丹心生怨恨，最終逃归燕國:88-94:196-227。
太子丹逃返燕國後，打算報復嬴政對他的無禮，但燕国弱小，力不能及。他的太傅鞠武指秦國國土遼闊，敢戰之士眾多，且有山川之固，勸誡太子丹不要因為自己被嬴政欺侮的怨恨，而去触动嬴政的逆鳞。

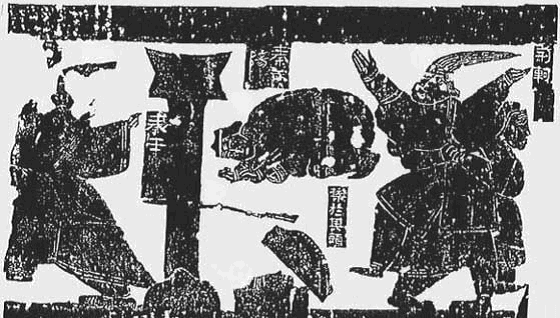
中國山東省武氏祠「荊軻刺秦王」石刻，左邊為秦王政，右邊為荊軻，中央伏在地上的是秦舞陽，下面是樊於期之首級

正在此時，秦将樊於期（即桓齮）得罪了嬴政，逃到燕国，被太子丹收留。不過鞠武十分反對太子丹收留樊於期，他指嬴政肯定會借此事大造文章，遷怒於燕國，為了避免給嬴政藉詞攻燕，應該讓樊於期流亡匈奴，他提倡六國合縱，與北面的匈奴和好，才有對付秦國的可能。不過太子丹認為這個策略所需的時間太長，而且樊於期已走投無路，讓他投奔匈奴即是讓他送死，自己總不能夠因為害怕秦國，而摒棄樊於期的投奔，因此不接納鞠武的建議。
鞠武認為太子丹過於短視，為了結交樊於期而不顧國家大禍，心灰意冷下向太子丹推薦田光，而田光亦接受了鞠武的遊說，親自面見太子丹，再向太子丹推薦衛國人荊軻，最後田光自戕以激勵荊軻為太子丹賣命。
知道田光自戕的太子丹表現得相當悲痛，當時秦軍已經消滅趙國，駐兵中山，兵鋒直指燕國，燕国君臣唯恐大祸临头，因而與逃至代地的趙公子嘉結盟，共同防禦秦國。太子丹認為魏楚齊燕四國合縱已經沒有太大意義，打算派勇士前往秦國，像曹沫劫持齐桓公般，逼嬴政归还侵占各国的土地，若不答應則將嬴政殺死，使秦國國內陷入混亂。荊軻正是執行這件事的最佳人選，因此太子丹尊奉荆軻为上卿。
荊軻幫助太子丹完善刺殺嬴政的計劃，知道嬴政悬赏黄金千斤、封邑万户来购买樊於期的脑袋，就勸樊於期自殺。公元前227年（秦王政20年），燕國以荊軻為正使，秦舞陽為副使，帶同樊於期的脑袋和燕国督亢的地图，出使秦國献给嬴政。

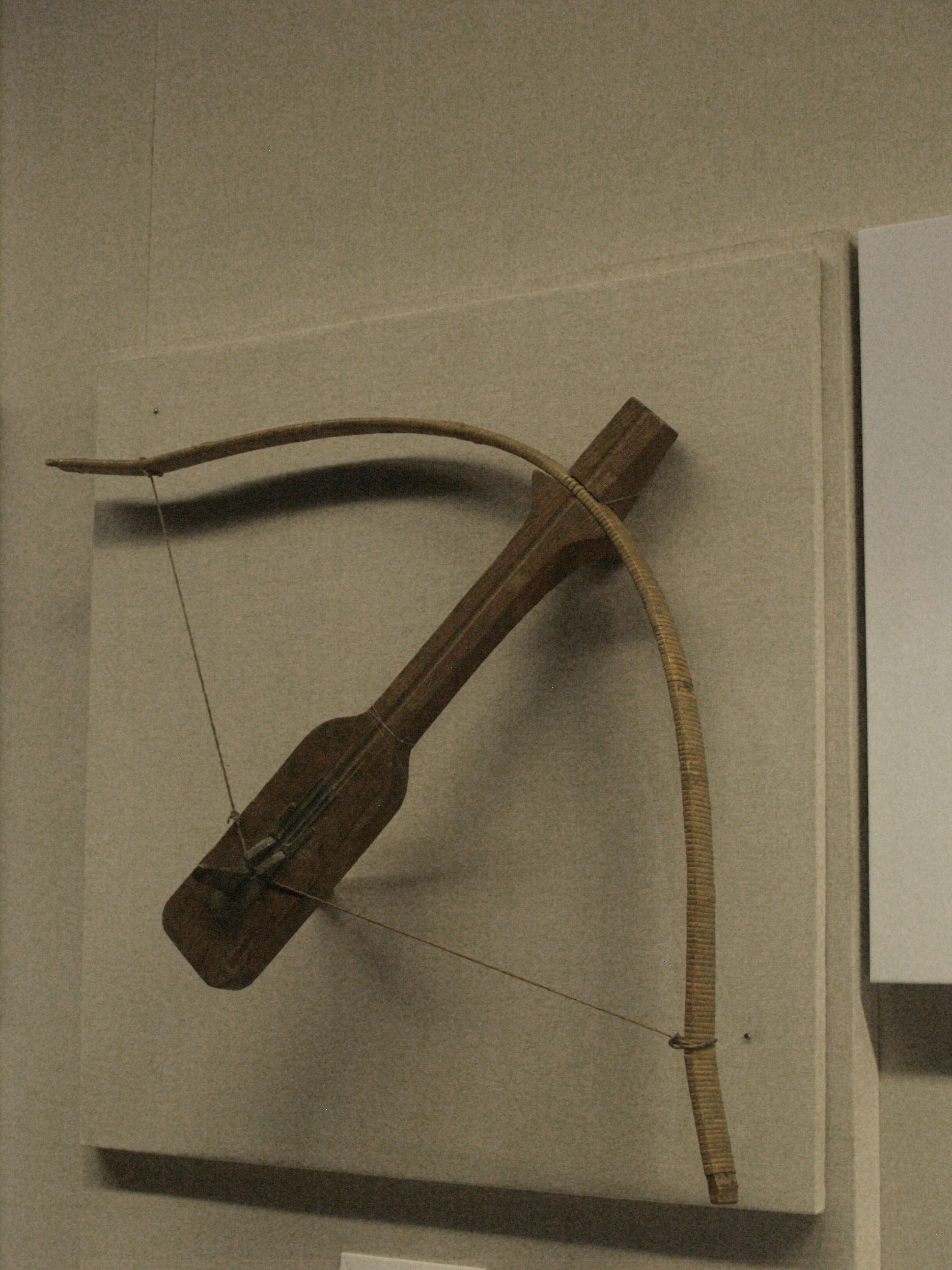
秦代弩機，西安市北關出土，藏於陝西歷史博物館

荆轲带着价值千金的礼物，厚赠嬴政宠幸的臣子中庶子蒙嘉。蒙嘉在嬴政面前說盡好話，令嬴政大為高興，安排了外交上极为隆重的九宾仪式，親自在咸阳宫接見荊軻與秦舞陽兩人:88-94。荆轲捧着樊于期的首级，秦舞阳捧着地图匣子，按照正、副使的次序前进。走到殿前台阶下的秦舞阳脸色突变，害怕得发抖，大臣们都感到奇怪。荆轲以「秦舞陽為蛮夷，因未見過天子威嚴而心生恐懼」作解釋。嬴政令荊軻递上秦舞陽的地圖，荆轲展开地图尽头，一把淬毒的匕首露出来。
荊軻左手抓住嬴政袖子，右手用匕首刺向嬴政。嬴政大驚，站了起來，掙斷衣袖想要拔劍，卻因為劍身太長，拔不出來。荆轲追赶嬴政，嬴政绕柱奔跑。由於事情發生得太過突然，大臣们吓得發呆，大家都失去常态。而秦国的法律规定，殿上侍从大臣不允许携带任何兵器；武士都在殿下，沒有詔諭不能上殿。這時侍醫夏無且把一個藥囊向荊軻扔去，荊軻伸手擋了一下。嬴政趁這時把劍轉到背後拔出，回頭砍斷荊軻的左腿。荊軻倒地，將匕首扔向嬴政，惜撞在銅柱。嬴政向荊軻連砍八劍，武士衝上殿來，殺掉荊軻。事后嬴政评论功过，赏赐群臣及处置罪官都各有差别，其中以夏無且攔截荊軻有功，賞赐黄金二百镒。
嬴政大发雷霆，於公元前227年（秦王政20年）命令王翦、辛勝的军队跨過易水，大敗燕、代兩軍於易水之西。其後一年，秦軍攻陷燕國都城蓟。燕王喜、太子丹、代王嘉等人率领全部精锐部队向东退守辽东，王翦以稱病為由歸秦。秦将李信紧紧追击燕王與太子丹，太子丹隐藏在衍水河中，代王嘉則建議燕王喜殺掉太子丹，以求嬴政的寬恕。燕王喜接納代王嘉的建議，派使者杀了太子丹，把他的人头献给嬴政。當時秦军主力幾乎调往南线进攻楚国，燕王喜、代王嘉兩人得以在遼東苟延殘喘。
不過嬴政並未因而罷手，五年後（秦王政廿五年），王賁奉嬴政之命，掃除燕国在辽东的残余势力，俘虏了燕王喜及代王嘉，燕國徹底滅亡:95-101:196-227。

#### 滅齊國

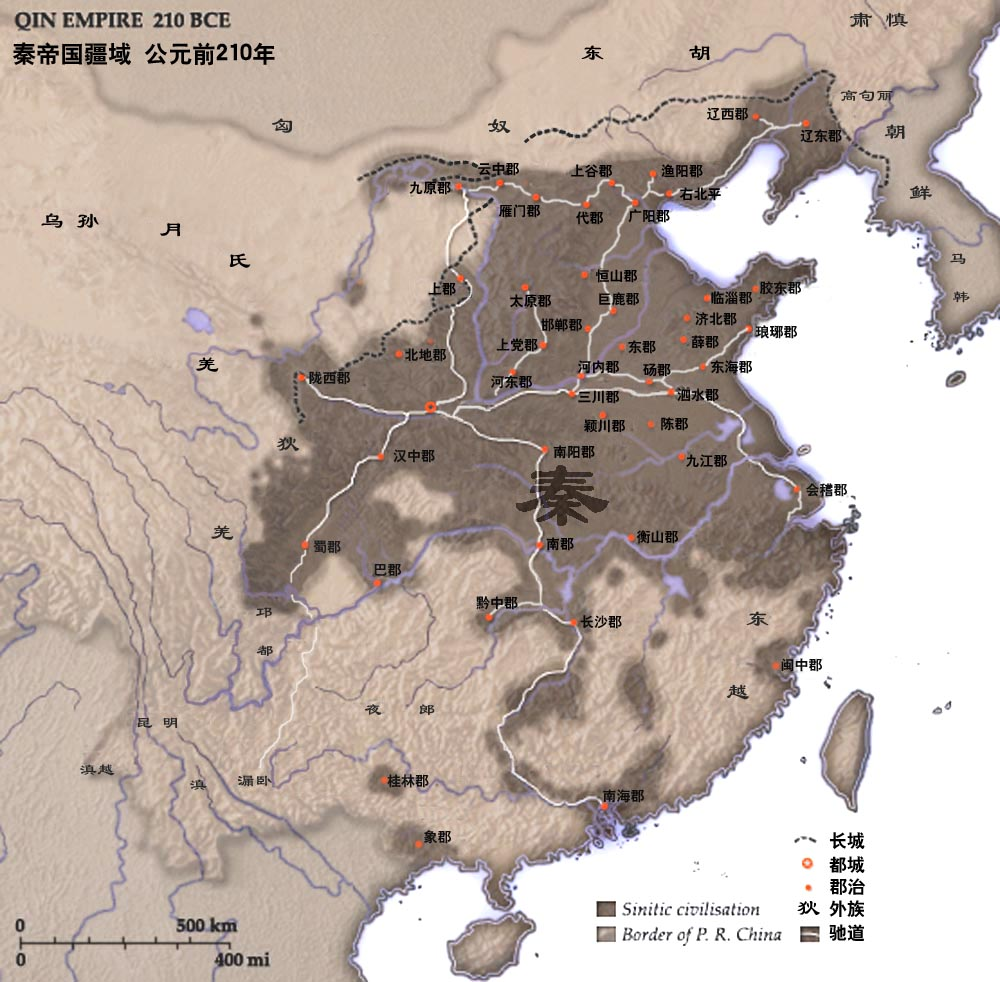
公元前210年的秦國疆域

公元前264年，齊王田建即位，在位達44年，即位初期由母親君王后輔佐。
齊國因处在东部海滨，秦国頻頻进攻三晋及楚國，这四国面对秦国的进攻只有分别谋求自救，因此齊王建在位時期，齊國境內並没有遭受太大战祸，但這種和平卻是建基於其餘四國的犧牲，因為有這四國為田齊阻擋強秦，田齊才可以享有和平。另一方面，君王后生前對秦國處處忍讓，對四國不施以援手，甚至趙國在長平之戰戰敗後，也沒有勸誡齊王建及時援助趙國，結果隨後秦軍輕易地包圍邯鄲，趙國國力大削，為六國滅亡種下遠因。
君王后逝世後，秦國重金收買了齊國丞相，出身自君王后家族的勝，使齊國既不合縱抗秦，也不加強戰備，齊王建甚至在公元前237年（秦王政十年）親自到秦国朝拜，嬴政在咸阳设酒宴款待。
秦國滅五國後，齊王建才頓感秦國的威脅，慌忙將軍隊集結到西部邊境，並断绝和秦国的来往，但為時已晚。公元前221年（秦王政26年），嬴政以齊國拒絕秦使者訪齊為由，命王賁在滅燕之後率軍南下攻齊，而蒙恬由于出身将门，剛擔任秦国的将军，亦有參與滅齊戰事，作戰勝利後被授予內史。
秦軍避開了齊軍西部主力，由燕國南部南下，一路勢如破竹，幾乎沒有抵抗，大軍直抵齊都臨淄（今山東淄博北），齊軍措手不及，在這種形勢危急的情況下，秦國使者陳馳出使齊國，企圖誘使齊王建投降，事成後齊王建仍可保有由贏政指定的，約五百里的封地。齊王建不理即墨大夫的反對，最後接受后勝和秦使陳馳的游說，不戰而降:101-106。秦军攻入临淄後，百姓居然没人敢反抗。
齊王建在投降後被遷徙至共城，當地只長滿松樹及柏樹，最後餓死，但齊國百姓並沒有同情齊王建，反而埋怨他不早與諸侯合縱攻秦，僅對秦國言聽計從，以致亡國，諷刺道：「松耶？柏耶？住建共者，客耶？」
齊國的滅亡也標誌著戰國時代的落幕，结束500多年來諸侯長期割據紛爭的局面，最终建立了中国历史上第一个中央集权君主統治国家——秦帝国。這一年秦王嬴政為三十九歲:101-106。

#### 衛君角解國
公元前242年（秦王政五年），秦軍併吞魏地二十城，在該地設置東郡，第二年（秦王政6年），韩、魏、赵、卫、楚五國組成聯軍进攻秦国，攻占了寿陵邑。秦国派出军队，五国停止了进军。秦国繼而攻下卫国，卫君角惟有率领他的宗族迁居到野王，而魏國的河內郡因山势险阻而得以保全，但朝歌卻被秦國攻佔，至於衛國原本的首都濮陽則合併至秦國的東郡。
秦滅六國後，衛國仍然被嬴政保留。直至秦二世元年，才下令將其解國，廢衛君角為庶人，衛國從而成為最後一個被秦國所滅的關東國家。因此有學者認為，這可能連繫著秦始皇皇后身分的歷史之謎，也就是说，嬴政的皇后（或王后）有可能出自姬姓卫国公族，而公子扶苏有可能为卫国来的皇后（或王后）姬氏所生（有另一說指扶蘇生母為楚國公主），这也解释了秦二世胡亥即位後立即废掉卫君角的原因，即秦二世矫诏杀死其兄扶苏后，剪除东方起义军利用扶苏和其外戚卫国的影响上的威胁。
也有一说卫国早在公元前221年已经亡国，卫国亡于秦二世元年是纪年方法解读分歧导致的错误。

### 分析

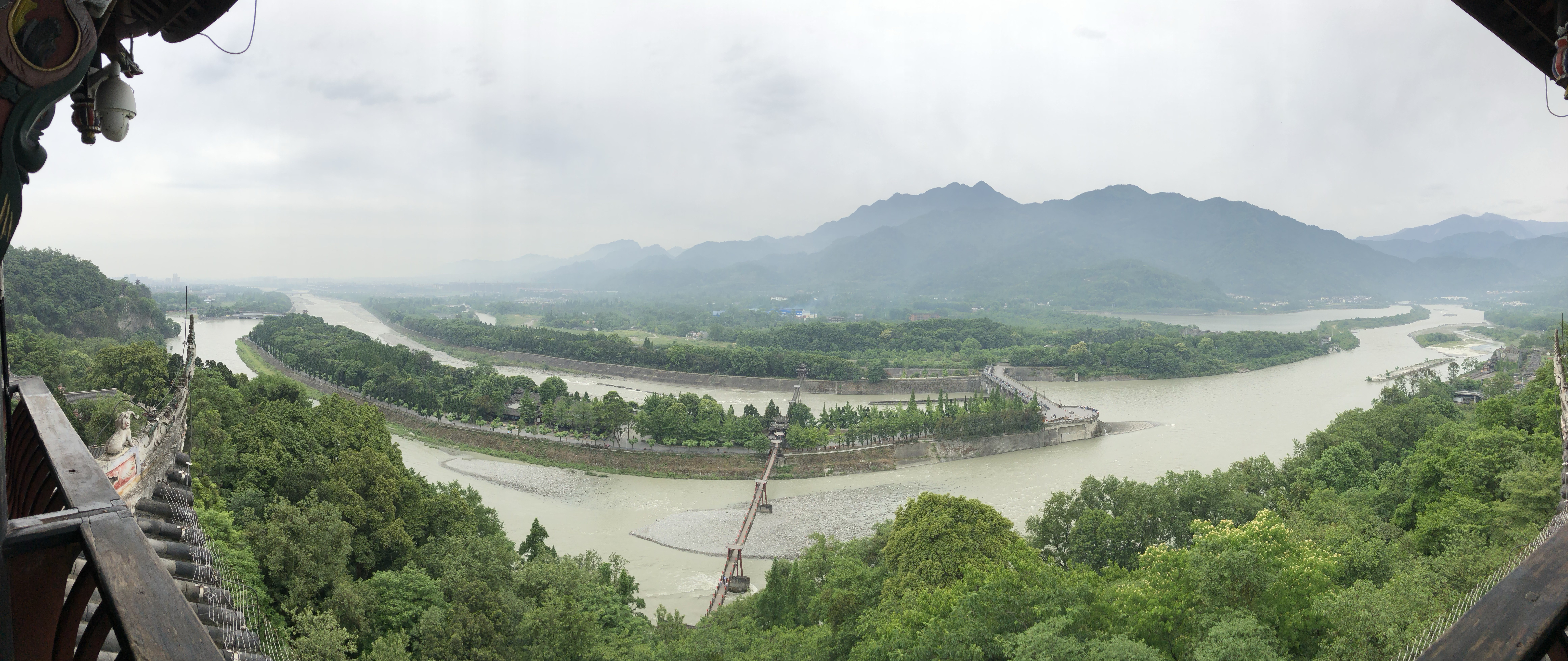
巴蜀都江堰全景

歷代不少文人都曾經探討過六國被秦國所滅的原因，其中以位列唐宋八大家的三蘇父子（蘇洵、蘇軾、蘇轍）的六國論較為著名。蘇洵認為六國破滅的原因是「弊在賂秦」。蘇軾則認為秦國因養士而輕易地滅六國，而統一後又因視養士無用而速亡，大概是出於宋朝士子張元、吳昊兩人因累試不第而叛宋投夏的感慨。至於蘇轍則以地理戰略的角度著手，指山東六國必需保有韓魏兩國作屏障，韓魏兩國位處中原，當兩國不保，其餘四國只能被秦國各個擊破。
事實上，六國之亡是主要受到內因外因等多個因素影響，三蘇的論點合起來，才比較接近秦能統一六國的真相，但仍然有不足之處。孔子曾說過「足食，足兵，民信之矣。」，秦人能做到足食、足兵、國人信服這三點，只要上台的不是昏君，自然能兼併六國。例如秦人有關中沃野之利，又有巴蜀的鹽鐵之利，不懼山東六國的鹽鐵封鎖，北有鄭國渠，南有都江堰，已做到「足食」一點；軍功授爵，首級易功，士卒敢戰，已做到「足兵」一點，而商鞅徙木示信，則做到「國人信服」一點，因此才對山東六國造成壓倒性優勢。

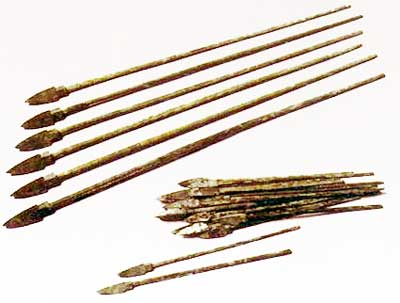
秦代弩弓用的箭鏃

除此之外，秦国武器制造的流程与制度十分嚴謹，每一件兵器从生产工人、仓库保管、工场的责任人，一直到中央政府的总监制者，都要实名在产品上记录。这种制度稱為「勒名工官」，既是产品质量监管制度，也是产品流通监管制度，可以从头到尾追踪每一件武器产品的行踪，因此秦國兵器精良無比，1982年發現的秦代銅戈「十七年丞相啟狀戈」正是具體例子（現收藏在天津市博物館）。
此外，秦國地理位置優越，其西南北三個方向都沒有強大，或者是勢均力敵的敵人，故可專心一致向東方擴張。即使征東失敗，有崤山、函谷關之固，亦可足以自守，休養生息，坐待山東六國互相攻伐。相比起三晉的地狹人眾來說，秦國可說是地廣人稀，故此秦國經常招徠三晉百姓到秦國種地，並賜田宅，免兵役，專事耕織，這樣秦國本土百姓就可完全投入兵役，輪番作戰:32。
史書記載當時秦國百姓勇悍，卻甚為單純:34;44，以兵戎來說則秦最強悍，三晉次之，齊人最怯。秦國為免民風變得柔弱，故採取措施以盡量減少秦國百姓與關東百姓的接觸。如公元前325年秦惠文王遣張儀取魏國陝縣後，即將當地人遣回魏國。秦國即使招徠三晉百姓開墾，也只把他們安置在新闢地方，不與秦國百姓接觸:44。保持強悍民風，亦是秦國消滅六國的主要因素。
史家杜正勝在其著作指出，戰國時代各國都透過稅制及戶籍制度對百姓直接支配，稱為「編戶齊民」（編入戶籍的農民），承擔國家賦稅，作為國家的主要經濟支柱。不過到了戰國後期，六國農民朝不保夕，經濟破產，無法支持戰爭的開支及徵召，六國的賦稅基礎受到破壞，因而敗亡:44。
六國合縱本是嬴政在統一戰爭最大的絆腳石，但六國本身各懷鬼胎，且山東六國之間亦時常發生戰事，例如趙燕兩國已經因連年戰爭，而成為生死大敵，在公元前242年（秦王政五年），燕王喜因趙國長期遭受秦國攻擊，主將廉頗又出奔魏國，燕王喜不但沒有打算援趙抗秦，反而有意趁火打劫進攻趙國。出征前燕王喜曾詢問劇辛關於龐煖的情況，劇辛說龐煖容易對付。燕王喜於是以劇辛為將攻打趙國，趙國派龐煖迎戰。最終趙軍大勝，俘虜燕國兩萬人，劇辛被擒殺。從上述例子可見六國合縱關係十分脆弱，終被秦國逐一輕易擊破。

## 政治措施
嬴政用武力統一六國後，推行了一系列的政治措施，在政治、經濟及文化方面，均對後世造成巨大的影響。

### 初并天下诏和称皇帝

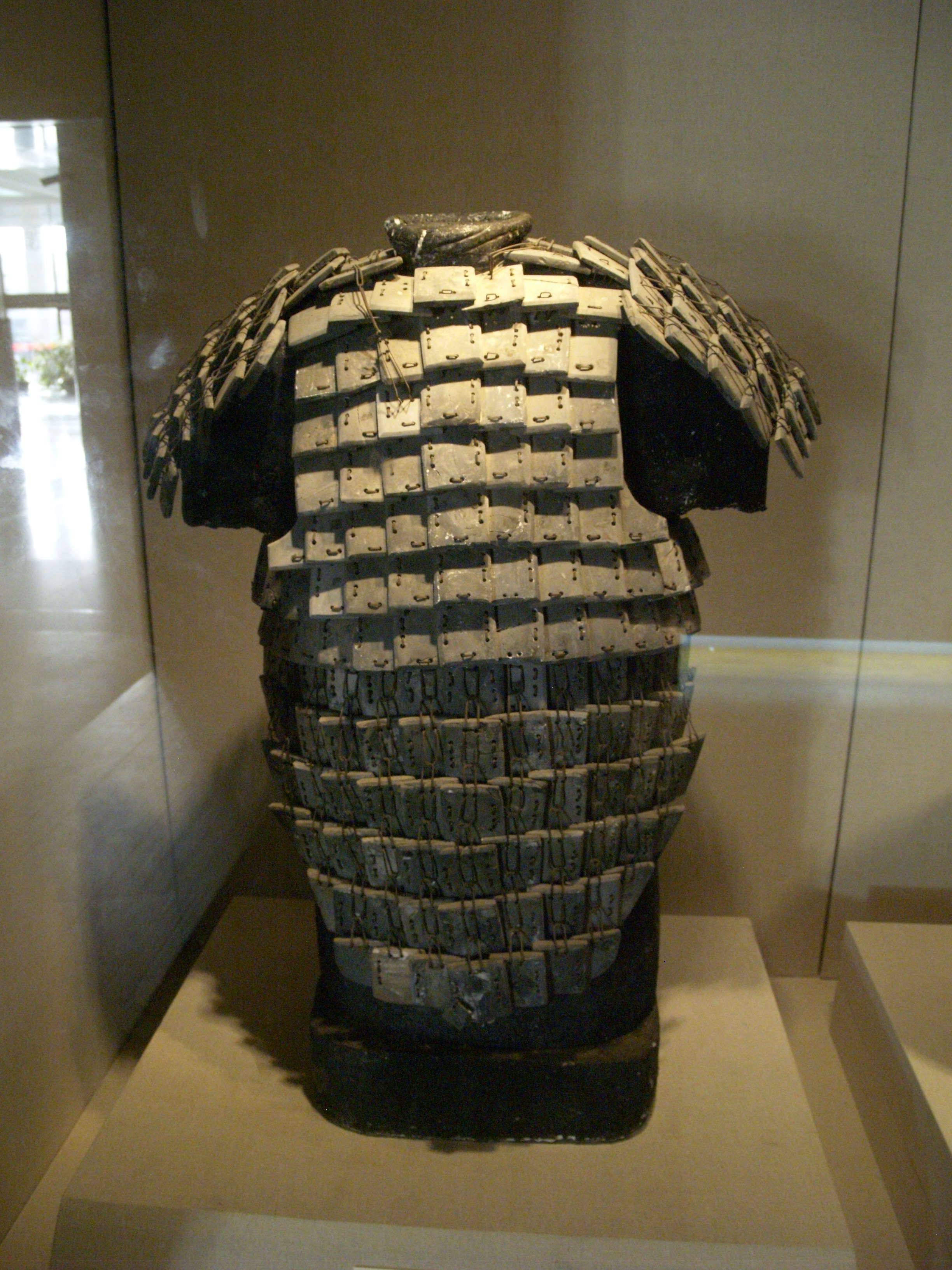
秦代石鎧甲，陝西歷史博物館藏，西安市臨潼區秦始皇陵園出土

西周初年，只有周天子才可稱為「王」，但自平王東遷後，周室衰落，楚吳越三國分別僭越稱王，而到了戰國時代，周天子權威更形低落，其間發生「五國相王事件」，各諸侯不但各自稱王，還互相承認對方君主的王位，一時間「王」的稱號亦大幅貶值，因此「皇、帝」之名開始形成。當時各國諸侯為了合理化自己的政權及統一的依據，紛紛從上古史中找出根源，甚至為自己王族編造古代帝王譜系。如戰國後期齊湣王及秦昭襄王互稱東西兩帝:47。
嬴政統一六國後，下令说：“寡人以眇眇之身，兴兵诛暴乱，赖宗庙之灵，六王咸服其辜，天下大定。今名号不更，无以称成功，传后世。其议帝号。”於是丞相王綰、御史大夫馮劫、及廷尉李斯等人商議说，五帝的土地雖然廣闊，外面还划分有侯服、夷服等地区，諸侯是否覲見不由天子控制，不少諸侯更加是聽宣不聽調，嬴政的功業已經超越三皇五帝，古代有天皇、地皇、泰皇等稱謂，以泰皇最尊贵，因此向嬴政獻上「泰皇」的尊號。頒布律令的稱為「制书」，詔告天下事件的称为「诏书」，印章稱「璽」，所說的話稱「諭」，群臣稱其為「陛下」。天子不再自稱為「寡人」，改称为「朕」。但仅自称朕九年，后自称真人。
嬴政接受王綰等人的大多數建議，但對於群臣向自己獻上的尊號「泰皇」，則將其泰字去掉，采用上古「帝」一字，称为「皇帝」，並追尊其父莊襄王为太上皇，废除谥法。自稱「始皇帝」，后代則称二世、三世直到万世。百姓則稱為「黔首」:107-113。
另一方面，嬴政又命李斯將和氏璧（一說是藍田玉）磨成玉璽，亦即是後世相傳的「傳國玉璽」，玉璽大小為四寸方形，由咸阳玉工王孙寿将和氏璧精研细磨，玉璽上方雕著五條龍，上寫八個蟲鳥篆字，根據記載和現存拓片有「昊天之命、皇帝壽昌」、「受命於天，既壽永昌（見《三國志·吳書》）」、「受命於天，既壽且康（見《應氏漢官》、《皇甫世紀》）」以及「受天之命，皇帝壽昌（史家裴松之說法）」四種說法。

### 五德終始說
秦始皇採用戰國陰陽家鄒衍的五德終始說，認為黃帝屬土德，有黄龙和大蚯蚓出现。夏朝得木德，有青龙降落在都城郊外，草木长得格外茁壮茂盛。商朝得金德，所以才从山中流出银子来。周朝屬火德，所以出現赤烏的祥端。秦繼周而興，加上秦始皇的先祖秦文公在出獵時遇上黑龍，故秦應屬水德。為配合水德的特性，以十月為歲首，年初朝賀改至十月一日進行，色尚黑、終數六，因而規定衣服旄旌節旗皆尚黑，符傳、法冠、輿乘（天子乘輿六尺、車駕六馬）等制度都以「六」為數，並更改黃河的名稱為「德水」。其他水德的特性包括方向尚「北」，季節尚「冬」等:27:114-123。因為水主陰，陰代表刑殺，秦始皇以此作為其加重嚴刑酷法的依據。

### 三公九卿
由於秦代國祚短暫，加上記載殘缺，對於秦代的官僚制度只能作出間接推斷，但無論是司馬遷的《史記》，還是東漢班固所著《漢書》，都指漢承秦制，因此對於秦始皇時期的官僚體制，主要是根據《漢書·百官公卿表》的記載。不過無論如何，秦始皇確立百官體制，稱「三公九卿」，並沿用後世的說法，仍為人廣泛接受。
關於「三公」一詞出現的時間，應在春秋之末。至於「九卿」则自周初至战国初期，未曾发现各國採用此官制的證據，但可以確定「九卿」一詞出現在春秋魯定公、魯哀公在位期間，且与‘三公’连在一起。先秦文献中关于九卿之说的确切记载是《吕氏春秋》，另外《呂氏春秋·十二纪》中也有类似的制度描述，可以视为‘九卿’一词的最早出处。
秦始皇統一六國後，確立百官體制，以丞相總理國政·太尉掌軍事；御史大夫掌糾察和监察工作，統稱為三公。「三公」之下設「九卿」掌控宮廷事務，包括郎中令（宮中保安）、治粟內史（掌財政）、奉常（掌宗廟禮儀）、太僕（掌皇室輿馬）、廷尉（掌刑獄）、少府（掌山海池澤）、衛尉（掌宮門衛兵）、典客（掌「蠻夷」事務）及宗正（掌宗室事務），但因為文獻記載的缺乏，故未能確定太尉及御史大夫是否真正履行實務。至於九卿的數目开始时只是象征式，只是观念上之官制，并未尝为「九」之数字所拘。直至东汉才将观念上之九卿，坐实为事实上之九卿:47。
另一方面，秦代官制亦設博士七十二人，以備諮詢，又設將軍（掌征討）、將作少府（治宮室），所有官員都由朝廷委任，隨時調動任免，並須每年考績。秦始皇建立的官僚制度，成為歷朝政治制度的典範:47。

### 採用郡縣制

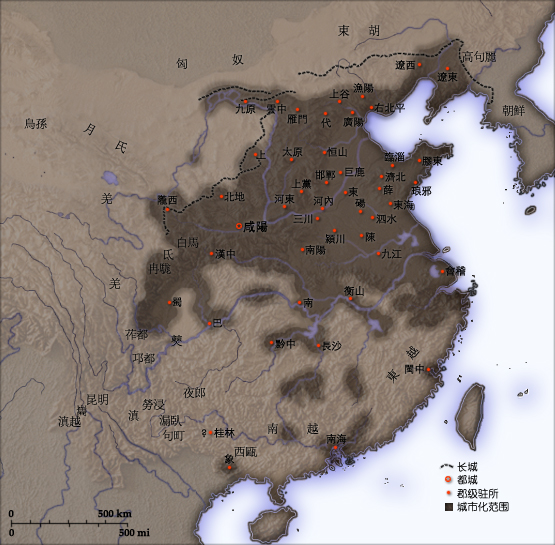
秦朝諸郡

自秦國消滅六國後，朝堂上對於如何管治六國故地，究竟是採用沿用已久的郡縣制，還是復行封建展開討論。當時丞相王綰認為，燕国、齐国、楚国地处偏远，若果不在此三地分封宗室，此三地就無法真正被朝廷控制，因此建議秦始皇分封諸子，以屏藩皇室。這個建議儘管得到大部分大臣支持，但當時擔任廷尉的李斯卻力排眾議。
李斯以周王室作例子，指周王室亦分封不少姬姓公族，但他們的後代卻因為血緣疏遠，紛紛割據，互視對方為寇仇，周天子根本無力阻止諸候之間的爭端，而且諸侯根本不再將王室放在眼內，最终周朝分崩离析。分封諸子只會導致日後諸侯割據，兵甲不息。要使天下安寧，只能推行郡縣制，对于皇子功臣，用公家的赋税重重赏赐，這樣才可以消除天下人的野心。
秦始皇認同李斯的意見:114-123，指諸侯王才是擾亂天下的禍端，正是因為他們的存在，天下人才苦于连年战争无止无休，渴求和平。如果重新分封諸王，只會重演春秋戰國時，各國互相攻伐的苦況，因此決定把天下分为三十六郡，直至秦亡為止，共置五十四郡，每郡都设置郡守（掌民政）、郡尉（掌軍政）、郡监（掌監察），由中央朝廷委任，不得世襲，並須向朝廷匯報租稅、戶口及治安情況。以下是秦代初期三十六郡的資枓：
據劉宋裴駰《史記集解》記載，秦初三十六郡分別是：
- 關中巴蜀地區：內史、上郡、隴西郡、北地郡、雲中郡、九原郡、漢中郡、巴郡、蜀郡
- 河南地區：三川郡、南陽郡、潁川郡、碭郡、薛郡、東郡、琅邪郡、齊郡
- 河北地區：上谷郡、漁陽郡、右北平郡、遼西郡、遼東郡、代郡、鉅鹿郡、邯鄲郡、上黨郡、太原郡、雁門郡、河東郡
- 淮南地區：南郡、九江郡、鄣郡、會稽郡、泗水郡、黔中郡、長沙郡

秦始皇決定在地方治理上採用三級行政區劃制度，構建中央—郡—縣—鄉—亭—里—什—伍—戶的縱向金字塔式的控制體系，以加強對地方的控制，主要在郡設郡守，郡下設縣，縣設縣令，但秦代的国家行政机构只下设到县級。縣之下實行「鄉亭制」（亦稱乡里制度），設「鄉」，具體辦法是在「鄉」級設「三老」掌教化，「嗇夫」聽訟和徵稅，「游徼」偵緝盜賊。此外，鄉級以下則利用民間力量來治理，一鄉轄十亭，設亭長；一亭轄十里，設「里魁」（亦稱里正）；一里轄百家，五家為伍，十家為什。這種制度為秦朝帶來了巨大的動員能力:47，即使三百多年前的波斯居鲁士大帝创建帝国之时，阿契美尼德王朝唯有省（萨特拉庇）和县作为行政区划机构。。
除此之外，歷來盤踞在淮河流域的淮夷、泗夷早已變為民戶，而秦始皇統一天下後，在今福建省一帶地方設置閩中郡。由於秦始皇認為閩中郡遠離中原，是「荒服之國」，地處偏遠，山高路險，而且越人強悍，難以統治，故實際上並未派遣官吏往閩中，只是廢去當地酋長無諸及騶搖的王號，改稱他們為「君長」，並讓其繼續統治該地。
郡縣制在全國推行後，標誌著六國故地不會再有擁兵割據，自選官吏，財政獨立的諸侯。此外，百姓的籍貫不再用以前所屬的諸侯國，例如楚國人、齊國人等作為識別，而是用其所處的郡名以咨識別。
不過自秦滅漢興後，漢高祖劉邦認為秦王室推行郡縣制後，因缺乏宗室屏藩，過於孤立而亡；又害怕諸侯王太強盛，造成皇室的衰弱，於是推行郡國並行制，施行郡縣制，但也封劉氏宗室子弟在各大要地為王，作為折衷。劉邦的作為，導致日後的吳楚七國之亂。因此歷代統治者都試圖在郡縣制至分封制之間，取得一定的平衡，以維持國祚。

### 銷毀兵器
為了防止六國遺民作亂，秦始皇下令收集天下的兵器，聚集到咸阳熔化，铸成大钟及十二个铜人，每個銅人个重达二十四萬斤，放置在宫廷里。

### 去險阻，墜城廓
公元前215年（秦始皇32年），秦始皇進行第二次巡遊，途經碣石，宣布拆除原關東六國建造的城廓及堤防，稱為「墜城廓、決堤防、夷險阻」，並在碣石山门刻石立碑，碑文內容如下：
至於拆除原關東六國所建造堤防，原因是為了消除地方割據，這是由於各國堤防的設計不合理。根據《孟子·告子篇》的記載，魏國著名水利專家及商人白圭曾向孟子指，自己治理水患的水平勝過大禹，但孟子卻不以為然，指責白圭只是將鄰國當作蓄水的溝壑，即是將洪水引向別國，令百姓厭惡。
此外，據《漢書·溝洫志》的記載，当时齐國和赵魏兩國是以黄河为界，赵魏两国位處黃河上游，地势较高，齐国的地势低下，黄河泛滥时齐国所遭受的灾害就较严重，因而齐国首先沿着黄河建筑了一条离河二十五里的堤防，以防止黄河的泛滥。自从齐国沿黄河筑了堤防，令黄河泛滥的水流冲向赵魏两国，于是赵魏两国也沿着黄河建筑了一条离河二十五里的堤防。從以上記載可見，戰國諸侯都有利用水利設施，作為削弱敵國的手段，因此秦始皇才強調採取「決通川防」的措施。
「墜城廓、決堤防、夷險阻」等措施，除了防止六國遺民據險作亂外，還有方便交通，促進貿易的作用。

### 徙置富豪
秦始皇自消滅六國後，便下令遷徙關東六國富豪十二萬戶入咸陽，其中以齊楚兩地出身的富豪為主。這是因為齊魯之地崇尚「齊魯學」，崇尚聚眾講學，追求典雅，與主張謀富強，尚功利，務實際的秦國主流思想「三晉學」截然不同:43，學術思想的衝突很容易形成反秦輿論，齊魯儒生譏諷秦始皇封禪一事正是明證。不過相比起齊國來說，秦始皇更為擔心楚國故地，例如他往楚國故地巡視期間，史籍可見其在江東金陵、丹徒、曲阿等地掘地厭天子氣的記載，而且「亡秦必楚」一說，亦反映楚人強烈的復仇慾望。因此徙民以齊楚之地為主，也就變得理所當然。
另一方面，遷徙富豪還有其他政治用意，除了可繁榮首都外，更可避免富豪與六國貴族互相勾結。此外，富豪們在本地兼併土地，放高利貸，造成地方不安定因素，將他們遷徙至咸陽，亦有助消除地方勢力:25。
後來西漢建立後，統治者多數以建立陵邑為名，遷徙關東豪族萬家於此，例如著名的「五陵邑」，其實正正取材自秦始皇徙置富豪的措施。

### 統一文字

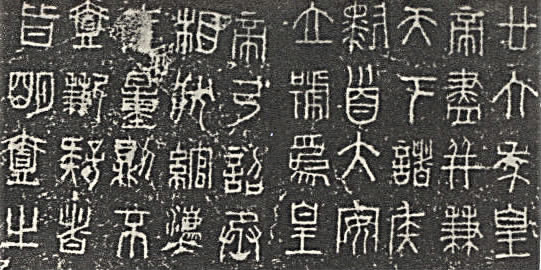
秦小篆刻石

秦始皇為統一人們的思想，大造天神，統一文字，強行教化。使小篆和隸書為全國通行的字體，對中國文化、政治發展產生了深遠的影響。
秦始皇统一天下后，得悉六國文字各不相同，决定推行「書同文」政策，按照當時任廷尉的李斯所奏，廢除關東六國原有文字:128-136，將史籀大篆演化而來的小篆（亦稱秦篆）作為全國通用字體:69;70，于是令李斯作《仓颉》七章、赵高作《爰历》六章、太史令胡毋敬作《博学》七章作为全国规范字帖，皆取材于周宣王时期的大篆《史籀》十五篇，但現時世人皆稱李斯為小篆的鼻祖，其相傳書跡有《泰山刻石》、《琅琊台刻石》、《嶧山刻石》和《會稽刻石》等。
西汉时期，闾里书师将三篇以六十字为一章合并为《蒼颉篇》，共五十五章。西汉时期又称《仓颉》、《爰历》、《博学》为三苍，但因多种原因，《苍颉篇》文字大都失传。
另一方面，據唐朝張懷瓘所著《書斷》記載，秦朝下邽（今陕西省渭南市）人程邈（字元岑）在獄中花了十年時間，創造隸書，得到秦始皇賞識，被任命為御史。由於小篆難以在奏事繁多的環境下使用，故此程邈發明的字體頗受歡迎，而因為程邈字體起初专供隶役应用，所以把这一书体称之为隶书，但正史沒有關於程邈的生平記載。

## 經濟措施

### 統一度量衡
度量衡傳統上是计量长度、体积、重量單位的统称。度是用來计算长短，量是用來測量體積，衡則用來計算物件重量。戰國時代，各國都採用不同的度量衡標準，致令在換算過程中顯得十分混亂。
以計算物件體積的「量」來說，各國都有計算「量」的標準，例如魏国的量制以益、斗、斛为单位，齐国的量制以升、豆、区、釜、钟为单位。據《左傳》記載，姜齊的定制為四升为一豆，四豆为一区，四区为一釜，十釜为一钟。齊國田氏門閥为了夺取姜氏的齐国政权，收买民心，故改变量制，以五升为豆，五豆为区，五区为釜，十釜为钟。另一方面，以量度物件重量的「衡」來說，赵国的衡制以釿、镒为单位。楚国以铢、两、斤为单位。据楚墓出土的砝码测量，楚制一斤平均值是260.798克。
各地度量衡制度的不同，顯然不利統一，故此秦始皇在公元前221年（秦始皇26年）下令統一全國的度量衡，以商鞅變法時制定的秦度量衡作為標準，規定標準度量衡器具須由官府負責監製，民間不得私鑄，亦規定六尺為步，二百四十步為一畝。秦代度量衡器具的测算标准为：一尺为23.1厘米，一升为201毫升，一斗为2010毫升，一斤为256.25克，一石（120斤）为30.75公斤，每件標準度量衡器具均刻上以小篆寫成的銘文:75-79：
不過秦始皇也明白，要在短時間內推廣單一的度量衡標準，可說是相當困難，甚至有可能引起一場大混亂。因此一般推斷，秦始皇會在統一度量衡的詔書下達前，先設立一個過渡期，暫時承認各地的度量衡標準，並製定嚴格的換算率作為折衷辦法:123。

### 統一貨幣
统一货币可說是秦始皇在经济领域方面的重大举措。秦始皇三十七年，重新發行錢幣，把原來的圓形方孔錢推廣全國，廢除原來全國各地相異的貨幣，克服過去商品流通使用和換算的困難，使貨幣在全國範圍內有更佳的流通、支付和儲蓄的價值作用。
战国时期各国使用的货币，無論在形狀、價值都不尽相同。当时通行的货币主要有四种形态，布币是三晉地區主要的流通貨幣，形状像农具中的镈（bó，博）；此外，齊燕趙三國亦流行使用呈小刀狀的「刀币」，有些刀幣更可長達十六公分；秦地、西周东周、赵魏沿河（靠近秦国）之地則流行「圓錢」；至於郢爰与铜贝，則只在楚國流通。當時貨幣經濟仍未確立，各國自鑄貨幣，甚至私人鑄幣，貨幣價值則取決於其中的含銅量，含銅量愈高，貨幣的價值愈高:122-123。
秦始皇因各地幣制紊亂，遂廢止關東六國原本通行的珠玉、龟贝、银锡等貨幣，改以黃金為上幣，以鎰（二十兩）為單位，圓形方孔的銅錢為下幣，文曰「半兩」，直徑一寸二分，重十二銖。
需要注意的是，「半兩錢」只是對秦國銅錢的統稱，不是指銅錢的實際重量。據《史記·平準書》記載，秦錢既重，又輕重不一，故此難以使用，並非一種理想的貨幣。另一方面，「半兩錢」圓形方孔的設計，亦非秦始皇首創，班固《漢書·食貨志下》記載秦錢「質如周錢」，可見在秦始皇統一六國前，已經有類似的貨幣設計。不過無論如何，圓形方孔的銅錢設計可以用繩索綑綁成串，攜帶方便，遂成為東亞各國貨幣的原形。

### 重農抑商
秦始皇在統一六國後，大力推行重農抑商的措施，他在瑯琊台刻石明白寫著：「皇帝之功，勸勞本事。上農除末，黔首是富。」，其具體措施是把商人和罪犯、奴隸作為首先「謫戍」（充軍）的對象，讓他們長期地出外遠征，並到新征服的荒涼地方開墾，如河套地及桂林、南海等地，使邊地得到開發。當時秦徭役法規定，首先徵召有罪吏、贅婿及賈人（即商人）；其次徵召曾為商賈的人；再其次徵召祖父母或父母曾為商賈的人。此外，富人也得先服徭役，稱「發閭右」，最後才徵召貧弱人家，稱「發閭左」。
不過秦始皇並非鄙視商人本身，相反他對某些富商大賈，他仍給予一定的尊重，例如當時有個經營畜牧業的大亨乌氏倮，牲畜多到以山谷为单位来计算数量。秦始皇诏令乌氏倮位与封君同列，按规定时间同诸大臣进宫朝拜。另一方面，巴蜀有個名叫「清」的寡妇，其先祖自得到朱砂矿後，竟独揽其利达好几代人，家产也多到不计其数，更以弱女子之身守住先人的家業。秦始皇认为寡妇清是个贞妇，除了對她以客礼相待外，為了表揚她还为她修筑了「女怀清台」。

### 使黔首自實田
據劉宋裴駟《史記集解》引東晉徐廣敍述，指在公元前216年（秦始皇31年），秦始皇下詔「使黔首自实田」，但對於此詔令的真正意思，史學界眾說紛芸。有學者在其著作稱，此詔令是指按国家规定数额，让黔首自己设法占有足额土地，不再保证按规定或階級授田，并认为这是战国授田制的崩溃，此外更指西漢初年的「名田制」正是「使黔首自实田」政策的延續。
除此以外，秦始皇31年時的糧價高得離奇，米价每石為一千六百钱（平常年份糧價為每石30錢），但該年卻沒有任何大型自然災害的記載。由於史料缺乏，故無從得知糧價高昂與「使黔首自实田」的因果關係。
另一方意見則指，秦始皇不太可能讓百姓自行占有土地，因為自商鞅變法以來，秦國一直以授田制把农民束缚在土地上，保证官府对农民的人身控制，而土地原則上是國有的，由國家授田給百姓耕種。从控制百姓的角度來说，給予百姓自行占有土地的自由，即等于削弱自身對百姓的控制力，而控制力一旦削弱，国家就会引發动乱，这恰恰是秦始皇所不愿看到的。
因此，「使黔首自实田」一句未必指廢棄秦國原有的土地制度（國家授田制），土地国有的政策并未根本改变，該詔令可能是要求新近得到授田的百姓，去「充实」從國家领到的土地，努力垦荒，专心农耕，不要弃农经商。

## 軍事建設
秦始皇在位期间大兴土木，主要是为了国家的安全和建设，但也给当时百姓带來繁重的徭役负担。

### 修築長城

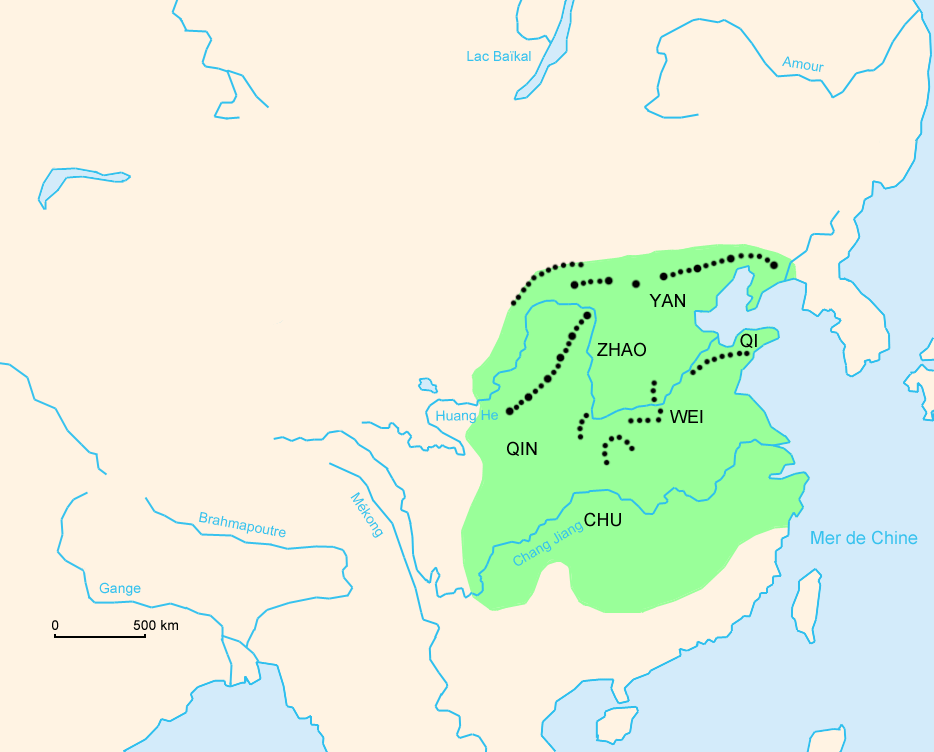
秦代長城，小點是關東六國建造的長城，大點則是秦始皇時期建造的一部分長城，歷代朝廷都以秦長城為藍本，定期對之進行修復及延長。

公元前214年（秦始皇33年），秦始皇派將軍蒙恬率领三十万人攻擊匈奴，占据河套。為了抵御北方游牧民族的侵略，秦始皇下令將秦赵燕三国修筑的旧城牆連接起來，从临洮到辽东绵延万里，成為“万里长城”的前身。在修築北方长城的同时，原诸侯国用以「互防」的城牆被拆毁。
秦长城可大致分为西段和北段。西段起于今甘肃省岷县，循洮河北至临洮县，经定西县向东北至宁夏固原县、甘肃环县、陕西靖边、横山、榆林、神木，然后向北折至今内蒙古托克托南，抵黄河南岸。北段即黄河以北的长城沿阴山西段的狼山，向东至大青山北麓，再向东经今内蒙集宁、兴和至河北尚义，再向东北经今河北张北、围场，再向东经抚顺、本溪后向东南，终點在漢樂浪郡遂城縣（今朝鲜清川江入海处）。與現代留存的明長城相比，秦長城的工程規模遠遠不及。現時靠近九原的內蒙古自治區固陽縣內，便殘存著秦朝建造的長城遺跡:183。
不過后世不少人都質疑秦始皇修長城的意義。蒙恬死后没多久，匈奴便轻松跨过秦长城，不但收复了原来的失地，并且侵入至燕郡、代郡。可见长城本身在抵禦匈奴的作用並不若想象中大。

### 築馳道與車同軌
秦始皇從公元前220年（秦始皇27年）開始，大幅修築以京師咸陽為中心，向四面八方延伸出去的馳道，类似现代的高速公路，將秦故地和原六国境内的旧道连接起来，并加以扩建。李斯正是其中一名負責馳道修築工程的大臣。
馳道本來是天子專用的道路，修築馳道最初只是為了方便始皇巡遊，軍事用途不過是附帶的功能。據《漢書·賈山傳》記載，秦馳道宽50步（合今6.9米），约隔三丈（合今7米）载一颗树，用来计算道路的里程。驰道两边根据当地情况，种植杨，柳，槐，榆等树。驰道的路基加厚，呈“龟背形”，形成一个缓坡，有利于排水，著名的馳道包括上郡道、臨晉道、東方道、武關道、西方道、秦棧道及秦直道。
在眾多馳道中，以秦直道最為著名。據《史記》記述，秦始皇下令修秦直道的主要目的是為了巡遊天下，故在秦始皇35年（公元前212年）任命蒙恬興建由甘泉宮（位於雲陽，今陝西省咸陽市淳化縣西北）直達大漠深处的九原郡直道，達一千八百里，工程相當浩大，堪称两千多年前的军用高速公路，不但要削平高山，還需要劈山填谷，而且所經之处地势险恶、人迹罕至，甚至越过海拔1800米的子午岭而不回避，然而这条直道没能完成，但在今天陕西省北部的大山中，直道的遗迹依旧清晰可见。
據考證，秦直道是完全純人工打造，以每六至七厘米为单位，將黃土固定打硬後，再舖上一層相同厚度的黃土，然後將之又打硬，這種建築方法稱為「版築法」，以版築法打硬過的土壤，會變得非常堅實，植物無法在這種土壤上發芽生根:176-180。以每六至七厘米打硬黃土，從而成為一千八百里的直道，可以想像耗用的人力及錢糧必然是十分驚人。
可是，秦代道路並不像后世的水泥路般堅實，下雨時道路即成為一片泥濘，戰車會在泥濘地面留下車轍的痕跡，天晴後路面就會留下堅硬的車輪溝痕。車輪相距（即車軌）不同的戰車，會因與道路上留下的溝痕不同，而有行進困難的情況，這正是秦始皇推行「車同軌」（統一車距）的背景:125-126。

### 開鑿靈渠

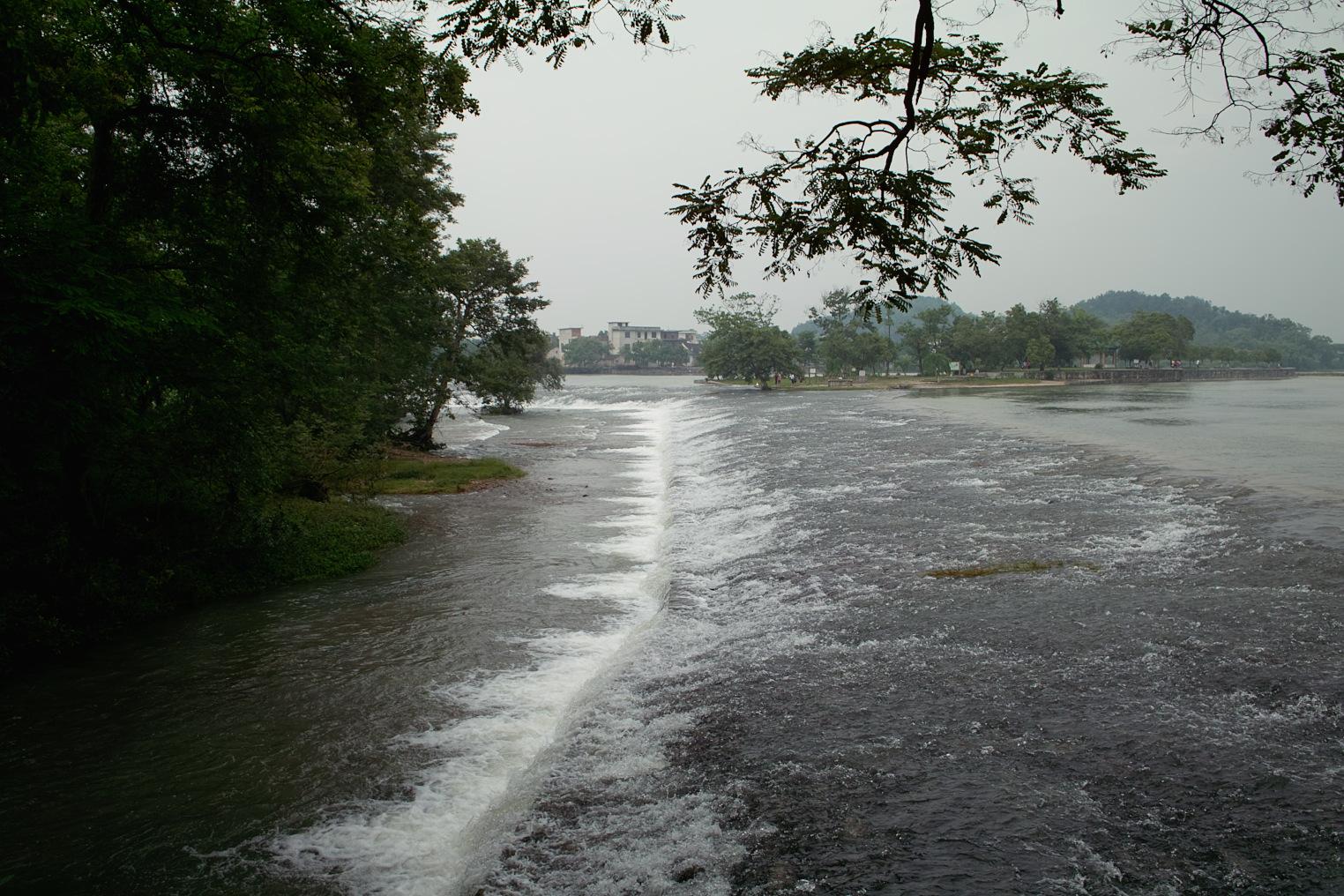
現代殘存的灵渠

秦始皇為方便運送征討嶺南所需的軍隊和物資，下令開鑿南通百越的運河。經過實地檢查，發現流往東北注入長江水系的湘江，及由桂林往南注入南海的灕江，二條河川之間距離很短，以現時單位計算只有約四十公里。如果將這二條河川鑿通，長江水系便可與南海相通:126。
然而，湘江與灕江之間的水位差距甚大，工程接連失敗，直到秦始皇命使監「祿」（史書稱史祿）開鑿運河，終於在公元前214年:127（秦始皇33年）以三十六道水門，完成溝通長江水系與珠江水系的工程，被稱為秦鑿渠，後因灕江的上游為零水，故又稱零渠、澪渠。唐代以後，方改名為靈渠，俗稱陡河。

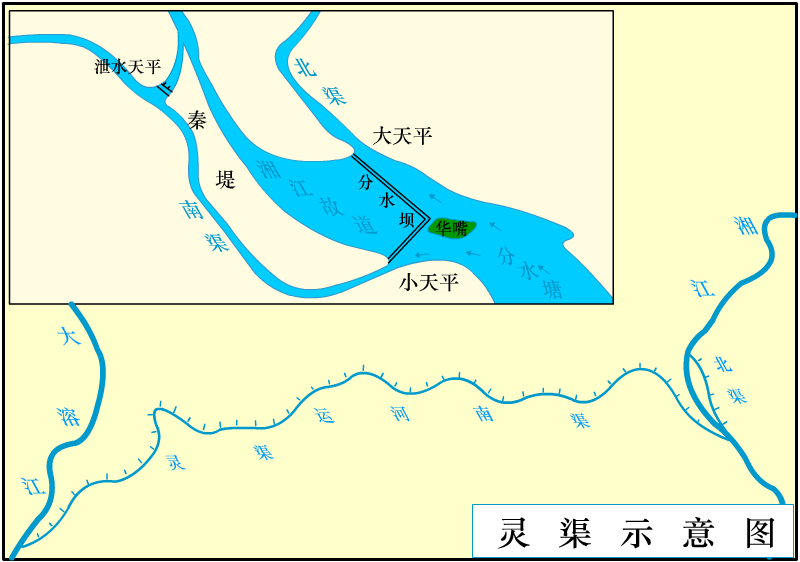
灵渠結構圖

靈渠位於广西壮族自治区桂林市興安縣境內，全長36.4公里，寬十米:127，由鏵嘴、大小天平、泄水天平、南渠、北渠、秦堤和陡門等子工程組成。鏵嘴是靈渠最主要的分水設施，位於興安縣城東南2.5公里的湘江之中。建造時以長石疊砌四周，中間用砂卵石回填而成，高約6米，寬23米，長90米，前銳後鈍，狀似犁鏵。鏵嘴將湘江水分為兩股，其中七分水被分水垻所阻，因而沿著大天平，經北渠流到湘江，三分水經小天平和南渠注入灕江，即所謂的「湘七灕三」。自貫通後二千多年來，一直是嶺南與中原地區之間的水路交通要道，此項工程在1988年被定為全國重點文物保護單位之一。
近代以來，隨着粵漢鐵路和湘桂鐵路的通車，靈渠內的航運逐漸停止，但直至現在，靈渠仍被當地居民用作生活用水及灌溉用途。另一方面，現時不再以水門，而以作「堰」的方式，提高湘江的水位，以解決灕江與湘江之間水位高低差的問題:127。

## 大兴土木

### 秦始皇時期建造的宮殿
早在秦始皇統一六國期間，便已開始為自己的宮室大興土木，每逢灭掉一个诸侯，都在咸阳北面的山坡上，仿造該諸侯國的宮室，範圍从雍门往东直到泾、渭二水交会处，殿屋之间有天桥和环行长廊互相连接起来，並把虜來的美人和鐘鼓樂器放在裡面。
據《史記·秦始皇本紀》記載，在建造阿房宮期間，秦始皇已打算在关中建造三百座宮殿，关外建四百座宮殿。另一方面，史記亦記載在秦始皇35年（公元前212年）時，咸陽城方圓二百里內已經有二百七十座宫观，以天橋、甬道相互连接起来，並把帷帐、钟鼓和美人都安置在里边。
以下是秦始皇時期建造的宮殿:559-561：
| 宮殿名稱 | 史籍記載                         | 備註 |
| 梁山宮   | 《三輔黃圖》                     | 位於右扶風好畤縣（今陝西省咸陽市乾縣） |
| 曲台宮   | 《漢書·賈鄒枚路傳》              | 東漢應劭曰：「始皇帝所治處也，若漢家未央宮。」 |
| 長樂宮   | 《水經注·卷19·渭水下》           | 位於渭水以南，其北為咸陽宮，兩宮之間以渭橋相連。 |
| 蘭池宮   | 《元和郡縣圖志》                 | 位於唐朝咸陽縣東二十五里，公元前216年（秦始皇31年）一個晚上，秦始皇與四名武士正是在蘭池宮附近，遇上強盜襲擊。                                                                                   |
| 宜春宮   | 《三輔黃圖》                     | 本是秦始皇的其中一個離宮，位於長安城東南，杜縣東，近下杜。 |
| 望夷宮   | 《三輔黃圖》                     | 位於涇陽縣界，北臨涇水，向北望為夷狄之處，故以此為宮名。秦二世胡亥則在望夷宮被趙高脅逼自殺。 |
| 鐘宮     | 《三輔黃圖》                     | 位於鄠縣東北二十五里，應為秦始皇收天下兵戈銷爲鐘鐻後，鐘鐻停放之處。 |
| 咸陽宮   | 《三輔黃圖》 《史記·秦始皇本紀》 | 咸陽宮本為秦始皇召見荊軻之處。 公元前213年（秦始皇34年），秦始皇與群臣置酒咸陽宮。 公元前212年（秦始皇35年）後，秦始皇將咸陽宮用作处理日常事务，以及群臣接受詔令的地方。                        |
| 信宮     | 《史記·秦始皇本紀》              | 公元前220年（秦始皇27年），秦始皇下令在渭水南面建造信宫，不久又把信宫改名叫极庙，以象征处于天极的北极星。从极庙开通道路直达驪山，又修建了甘泉前殿，並修造两旁筑墙的甬道，从咸阳一直连接到驪山。 |
| 興樂宮   | 《三輔黃圖》                     | 秦始皇時期建造，西漢時經多番修繕，周長二十餘里。 |

### 阿房宮

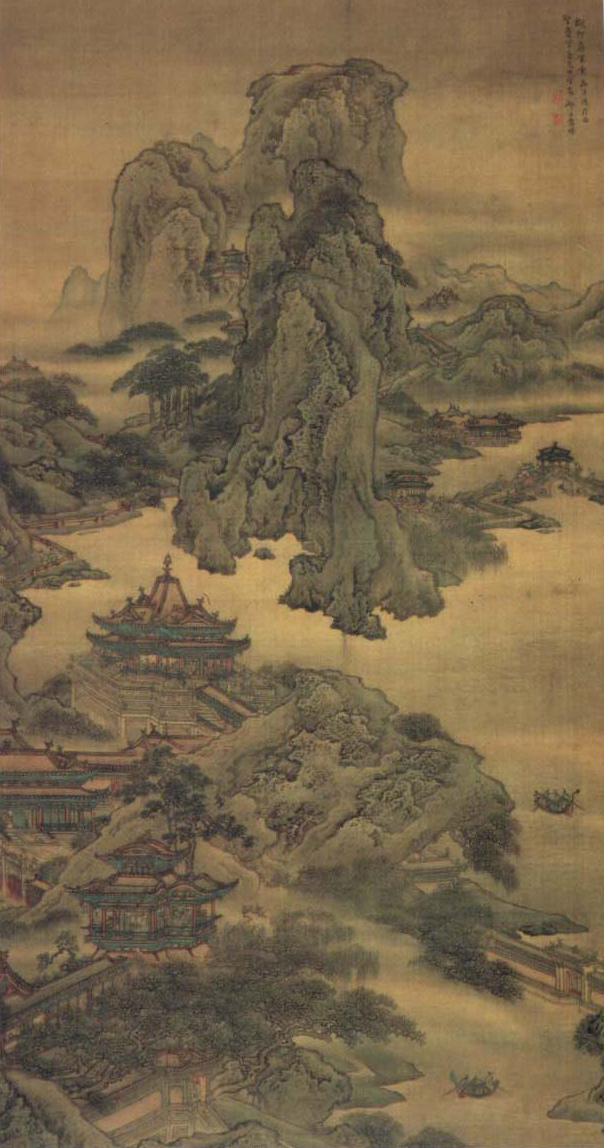
清·袁耀《阿房宫图》

阿房宮亦稱阿城，位於渭水南岸，雍州長安縣（今西安市）西北十四里，本來在秦惠文王統治期間建造，但惠文王逝世卻令宮殿的建造擱置。
秦始皇統一天下後，認為現時所居的宮殿狹小，不符合自己皇帝的身份，而且位於渭水北岸的咸陽人煙稠密，擴展宮殿規模受到限制。當得悉周文王、周武王分別建都的豐、鎬两城，都是位於渭水南岸後，認為該地才是所謂的帝王之都，故打算在渭水南岸的上林苑中建造「朝宮」，首先建造前殿，稱為「阿房」，這正是「阿房宮」的名稱由來。
不過以上只是阿房宮名稱由來的其中一種說法，唐朝顏師古為漢書作注時，指「阿房」指宮殿之四阿，皆稱為「房」。另有說法指「阿房宮」座落在地势高峻的丘陵上，「大陵若阿」，亦是阿房宮名稱的由來。除此之外，「阿」有「近」的意思，「房」與「旁」相通，「阿房」即近旁之意，因該宮靠近咸陽，所以稱為阿房宮。另有人指「阿房」一詞乃秦始皇寵妾的名字。可是，司馬遷在《史記·秦始皇本紀》記載，指當時秦始皇對這個名稱並不滿意，準備等阿房宮修成後，改為更好的名稱，結果未能如願，阿房宮這個名稱便一直沿用下來。
對於阿房宮開始建造的時間，《史記》卻有兩個不同的記載。《史記·六國年表》記載開始建造阿房宮的時間為秦始皇28年（公元前219年），但同書的《史記·秦始皇本紀》卻記載為秦始皇三十五年（公元前212年），多數人把後者當作阿房宮的始建時間，較合理的解釋是，秦始皇28年是嬴政意欲新建「朝宮」的時間，其間醞釀和規劃用去幾年時間，到秦始皇35年才下令動工。
阿房宮的建造規模相當宏大，雖然阿房宮實際上只是渭南「朝宮」的其中一個部分（即前殿），但據《史記》所述，其面積達東西五百步（693米），南北五十丈（116.5米），高數十仞（約11.65米），上面可以坐上万人，下可建為五丈旗，在里面运送酒菜要用车和马才行；四周架有天桥可供驰走，从宫殿之下一直通到南山。在南山的顶峰修建门阙作为标志。此外亦修造天桥，从阿房跨过渭水，与咸阳连接起来，以象征天上的北极星、阁道星跨过银河抵达营室星。另據《三輔舊事》所述，阿房宮的宮門以磁石製造，亦稱「却胡門」，四夷朝拜時若有兵刃藏身，必然被發現。
為了完成如此宏大的工程，秦始皇下令徵集隱官刑徒70餘萬人，並从渭北山嶽开采山石，从蜀地、荆地运来木料，分別修建驪山陵和阿房宮，为此迁徙三万家到骊邑，五万家到云阳（今陝西省咸陽市淳化縣西北），都免除十年的赋税和徭役。兩年之後，秦始皇在東巡途中病逝，九月被埋葬在驪山。由於覆土驪山的需要，遂將阿房宮建設工地上的勞力徵調到驪山陵。第二年即四月復建阿房宮，但當年冬天（公元前209年），數十萬起義軍洶湧而至，修建隊伍被迫停止。除去因覆土驪山暫停的7個月，共施工了2年7個月。
可是，由中国社会科学院考古研究所和西安市文物保护考古所联合组成的阿房宫考古队，对阿房宫遗址进行的考古工作发现，阿房宫从来就没有建成，仅是完成地基而已，而項羽入關中後，焚燒的是位於渭水北岸的秦咸陽宮，並不是一般認為的阿房宮（位於渭水南岸），考古學家在發掘原咸陽宮遺址時，發現了大量的灰燼和紅焦土，證明項羽確實曾縱火焚燒過咸陽宮。

### 驪山陵
秦始皇的另一个宏大工程就是花了三十餘年時間，修建自己的陵墓，後世稱為秦始皇陵（亦稱驪山陵），與阿房宮等大型工程一起，共動員了近七十萬人，陵墓高五十餘丈，周回五里，從渭水北岸的山嶽運取石料。由於驪山一帶盛產黃金，南面的藍田以盛產美玉聞名，故此被秦始皇視為風水寶地，因而定此為自己的長眠之地。

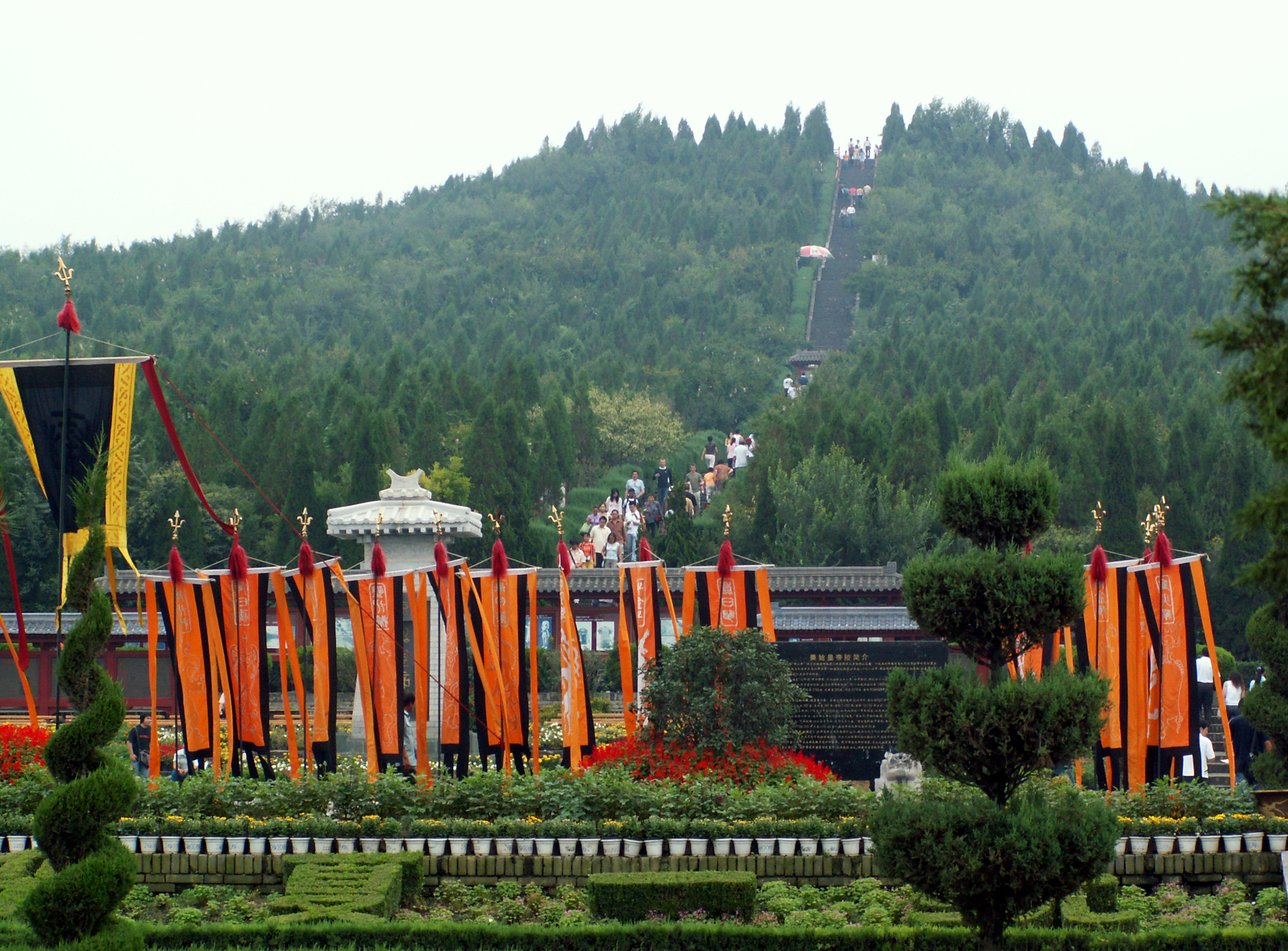
陝西西安秦始皇陵

自秦以後，秦始皇陵即被人認識到其特異性，東漢蔡邕在其著作《獨斷》一書中，指古時並沒有祭拜墳墓的風俗，因為當時人們相信，人死後靈魂仍永遠存在宇宙間，所以並不將靈魂脫離後的遺體視為祭拜的對象。對死者的祭拜是在「宗廟」內舉行，直到秦始皇將「寢」從宗廟脫離，改置在陵墓旁，世人才有在陵墓外祭拜的風俗。漢承秦制，也在陵墓旁安置寢殿，還準備了讓死者生活舒適的各式各樣設備:161。
據《史記·秦始皇本紀》記載，秦始皇嬴政自從登基為王開始，便已著手在驪山營造陵墓，統一天下後，即徵召天下罪犯為他營造帝陵。鑿穿三泉，以銅製外槨（棺），墓內設計有如宮中一樣，表現出百官就位的模樣，至於絕品器皿及珍禽異獸等也從宮中移至墓室。墓室內點燃著以人魚油脂製成的蠟燭，祈願其永遠明亮不灭。
為了防止盜墓者進入，秦始皇下令工匠在墓室中裝設可自動發射的弩弓，並以水銀模擬天下河川及大海，以機關使之流動，如真實世界一樣。據推斷，由於水銀易揮發的特性，在墓室內注入水銀，彌漫的水銀蒸氣不但可令入葬的屍體和隨葬品保持長久不腐爛，而且水銀蒸氣具劇毒，大量吸入可導致死亡，因此地宮中的水銀還可毒死盜墓者。
除此以外，《史記·秦始皇本紀》亦記載秦二世命人在秦始皇墓外栽种草木，从外边看上去好像一座山，並下令凡沒有子女的先帝（秦始皇）後宮妃嫔，都要殉葬；為了防止工匠盜墓，貪取墓室財寶，所有參與修造墓室的工匠，不待他們出來，就封閉墓門，被活埋在陵墓裏。據考證，秦陵西侧发现大量暴露在外的修墓人骸骨。

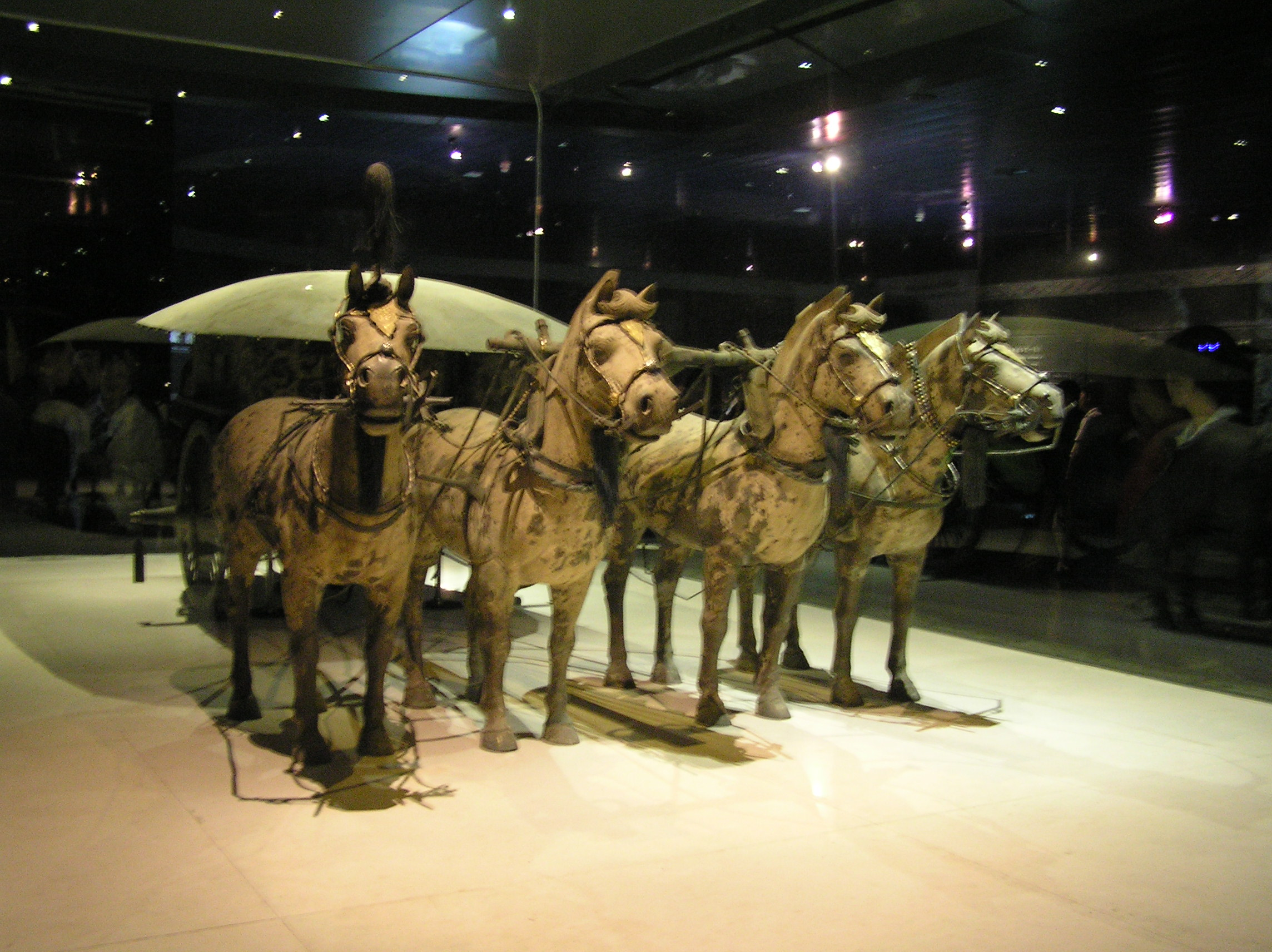
秦始皇兵馬俑博物館的鎮館之寶——「銅馬車」，出土時間為1980年11月，發現地點為陕西省临潼縣秦始皇陵西侧通往地宫的甬道中，由數千件零件組成，雖只有兵馬俑實際大小的二分之一，但考古學家要用近十三年時間（1980年至1993年）修復兩輛「銅馬車」，可見秦朝時期的工藝水平已經達到相當高的水準

《古今圖書集成·坤輿典》引述史料《漢舊儀》指，李斯是秦始皇陵工程的主持者，他曾向秦始皇报告，称其带了72万人修筑骊山陵墓，已经挖得很深了，好像到了地底一样。秦始皇听后，下令「再旁行三百丈乃至」。關於「旁行三百丈」的意思，專家作出解釋，指修陵人从地宫向南挖巡游通道时，遇到了大砾石，最后不得不顺着砾石层改向挖掘，即所谓的「旁行三百丈」。
2006年，秦陵考古队队长段清波率領一眾考古學家，用遥感和物探的方法分别對秦始皇陵进行探测，查明地宫就在封土堆下，距离地平面35米深，东西长170米，南北宽145米，與墓室均呈矩形状。至於墓室則位于地宫中央，高15米，大小相当于一个标准足球场，周圍建了一圈很厚的細夯土墻，即所謂的宮墻，東西長約168米，南北長約141米，南墻寬16米，北墻寬22米。
此外，考古學家亦發現秦始皇陵周圍地下存在規模巨大的阻排水渠，底部由厚達17米的防水性強的清膏泥夯成，上部由84米寬的黃土夯成，規模大到難以想象。秦始皇陵考古隊隊長段清波指，《史記·秦始皇本紀》中記載的“穿三泉”中，“三”其實是個概數，其實應該是指在施工過程期間遇到水淹，所以才修建阻排水渠，正好擋住了地下水由高向低滲透，有效保護墓室不遭水浸。
從商周到漢代，帝王的墓道通常都為4條，分別貫穿東南西北4個方向，這是尊貴身份和地位的象徵，而普通官員和百姓的墓道為一條或兩條，但考古學家發現，秦始皇陵只有東、西兩條墓道，這出乎考古學家的意料之外。

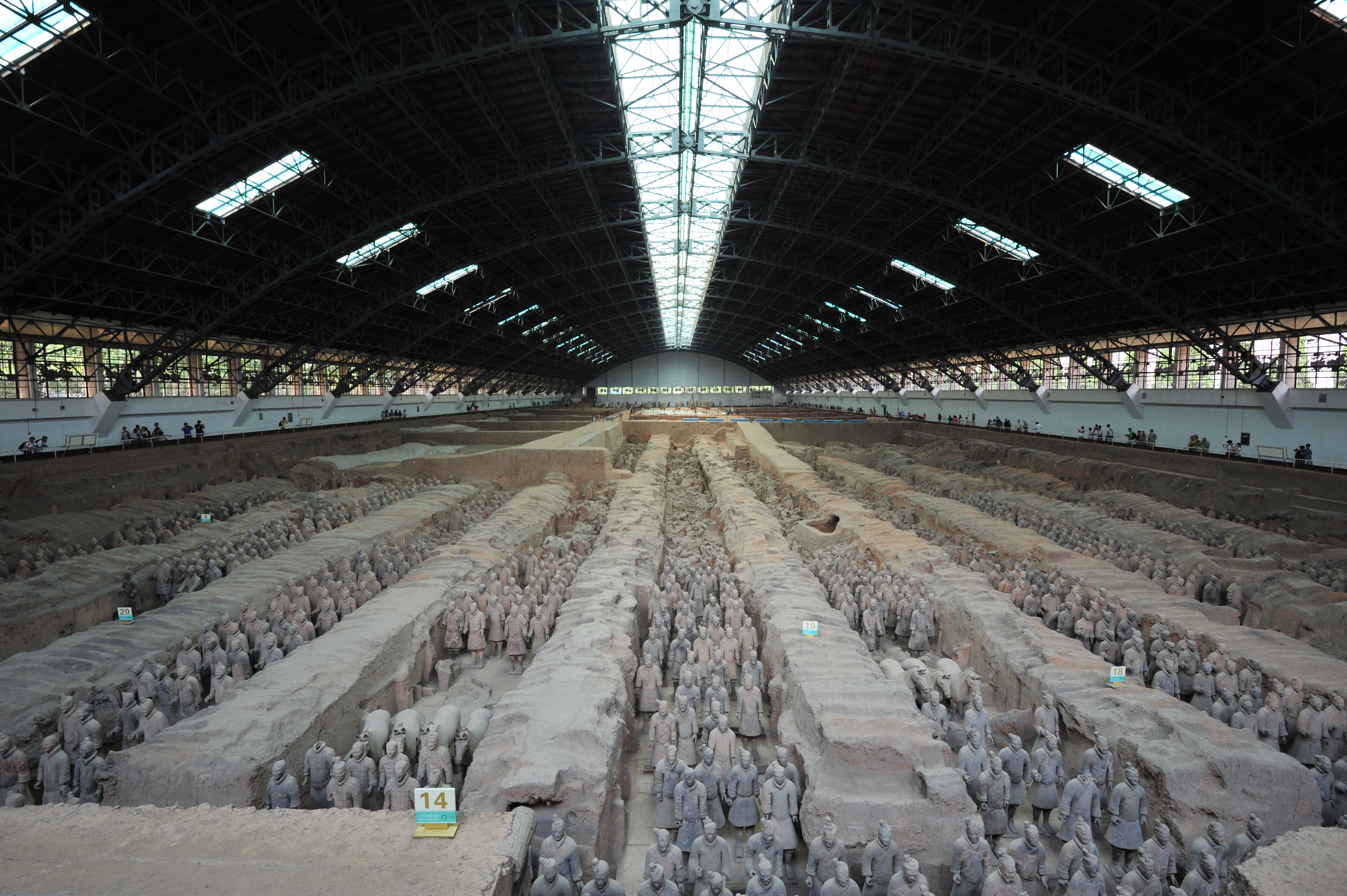
兵馬俑一號坑

除此以外，秦始皇陵的封土堆體積龐大，堪称国内之最，但封土从何而来則尚無定论。儘管有文獻記載指封土堆「取土魚池」，但秦陵考古队队长段清波质疑這個說法，指封土堆的土壤樣本含雜大量沙石，但取自鱼池里的土却是纯净的黄土，且粘性甚强，极少含有沙石，而且認為秦陵陵区地势南高北低，且落差很大，从山下的鱼池取土显然要费力的多。因此，取土于鱼池一说值得商榷。
另有專家根據《史記·秦始皇本紀》「復土驪山」的說法，指封土堆其實是從墓穴中挖来，但經秦陵陵区高光谱遥感探测，在秦陵南部的骊山脚下发现了一处南北走向串珠状的巨型凹陷。经实地勘查，这个深达30米的巨型凹陷有明显人工挖掘的迹象，而凹陷的土质也与封土相同，這也是對封土堆由來的新推斷。
另一方面，中國地質調查研究院研究員劉士毅指，秦始皇地宮內水銀含量的確存在異常，如果以水銀的分布代表江海的話，正好與渤海、黃海的分布位置相符。若查明屬實，正好說明秦朝時期已經有對中國地理作出調查和研究，可說是新的歷史發現。
目前中國政府並沒有對秦始皇陵動土發掘的計劃，主要考慮到著手發掘後，極有可能出土龐大數量的歷史文物，而在尚未完全確立妥善的保存方法下，實在不宜發掘:165-166。

### 兵馬俑

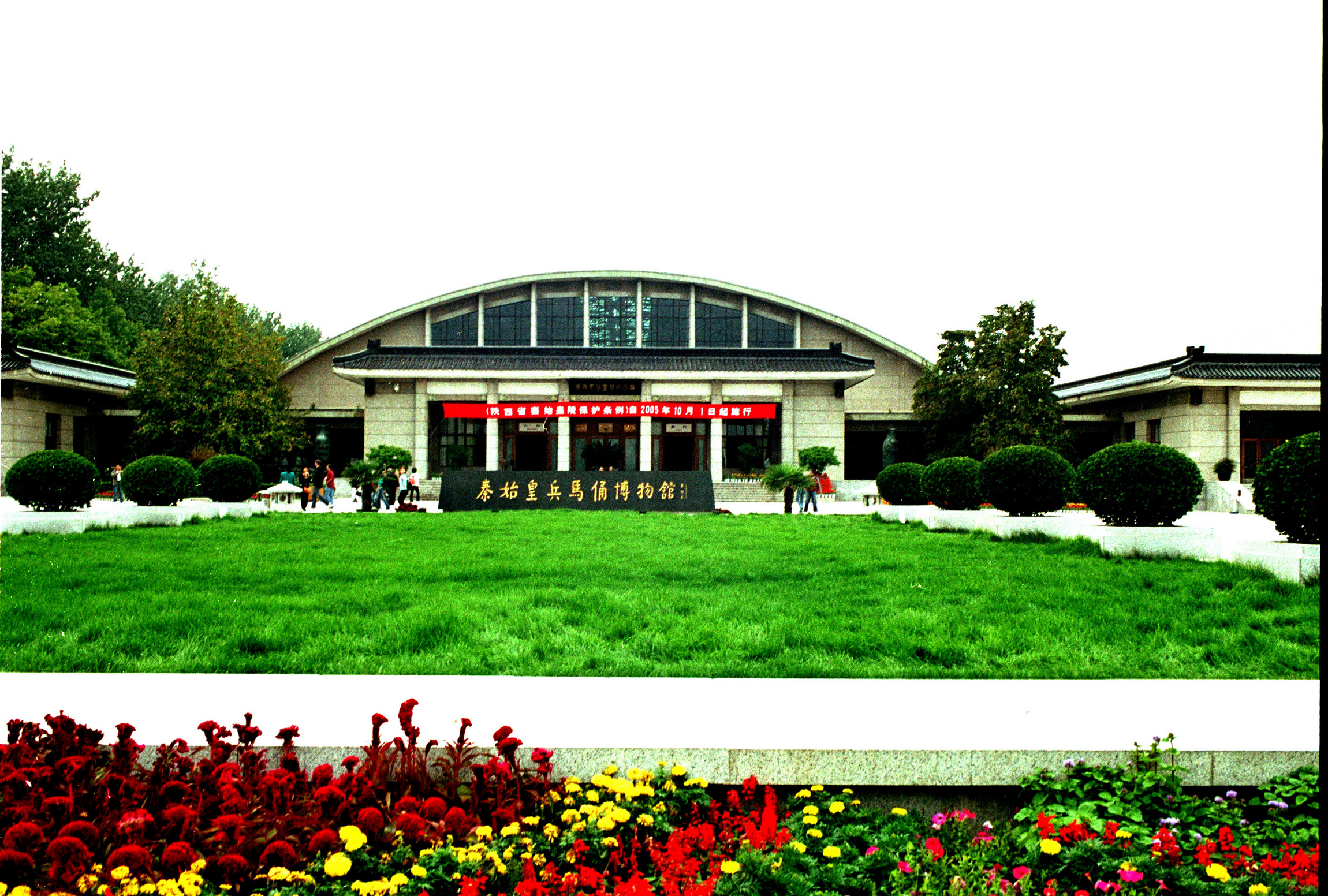
秦始皇兵马俑博物馆

秦兵馬俑坑位於秦始皇陵封土以東約1.5公里處，有戍衛陵寢的含義，是秦始皇陵其中一部分。
兵馬俑是在1974年3月29日被陝西省臨潼縣村民楊志發、楊彥信、楊泉義等人發現，當時考古學家一致認為此遺跡規不會太大，但很快發現兵馬俑的規模比想象中要大得多。專家推測兵馬俑遺址呈長方形狀，東西長二百三十米，南北長六十二米，約埋藏七千多座與實物等身的兵馬俑:8。不過超乎預期的發掘成果，卻引來保存兵馬俑文物方面的困難。
當時的中國國務院副總理李先念得悉發現兵馬俑坑的消息，即指示國家文物局與陝西省人民政府合作，迅速採取相關措施保護文物。因此挖掘工程暫時中止，在不損及遺跡的前提下，耗費近兩年時間在遺跡上矗立著一座橢圓形的巨蛋建築，並在1979年10月正式對公眾開放，命名為「秦始皇兵馬俑博物館」:13-15。
按照中國古代建築講求的對稱原則，在陵園的西門、北門和南門應也有兵馬俑坑，但考古人員多番實地勘查，一無所獲，對於兵馬俑坑置於陵園東側的原因，目前有多種說法，現摘錄如下:232，但以下說法目前尚無定論。
1. 秦人葬俗坐西向東，兵馬俑置於陵園東側是顧及秦人的葬俗。
2. 兵馬俑置於東側是表示秦坐西向東消滅六國，紀念戰爭勝利的意思。
3. 兵馬俑面東，正是始皇陵正門在東的原因。
4. 兵馬俑置於東側，正符合古代陰陽戰術中的「右背高山，左前水澤」，以防止敵軍兩側突擊，陵園其他三個方向的地形都無法符合此戰術。

## 開疆拓土
秦始皇在位期间还扩大了国家的疆土，疆域異常遼闊，北至河套和阴山，南至南越（即古時日南郡，今越南中部），西至陇西臨洮，东则延伸到了辽东及朝鮮。

### 北伐匈奴

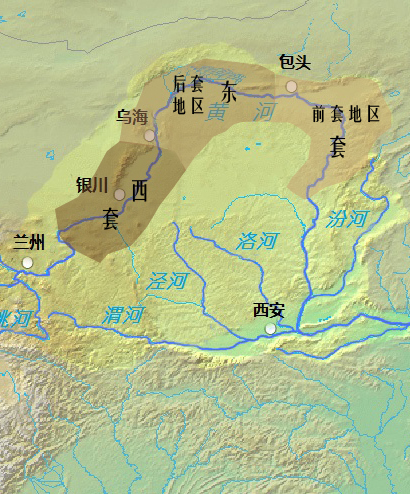
匈奴人盤踞的河套地區，秦代時被稱為「河南地」

正當戰國七雄相互攻伐的時候，北方草原的匈奴、東胡及月氏亦相互牽制，未能全力南下干涉中原局勢:228-257，直到秦始皇統一六國後，居住在中國北方與西北草原的遊牧民族，隨即成為新生秦帝國的最大敵人。
公元前215年（秦始皇32年），燕國人盧生向秦始皇獻上一本名為《錄圖書》的預言書，上面寫著「亡秦者胡」。根據這個「預言」，秦始皇認為最終滅亡大秦帝國的，是北方的胡人。當時北方草原的胡人當中，月氏和東胡都比匈奴強大，但因匈奴人的聚居之地是河套地區，對定都咸陽的秦帝國來說是最大的威脅，因此秦始皇決定遣兵征伐匈奴。
不過李斯卻指出，匈奴人逐水草而居，居无定所，也从来不储蓄粮食，極难征服。如果派兵輕裝前進，容易導致軍糧斷絕而全軍覆沒；如果携带大量粮食进军，物资沉重难运，也是无济于事。對秦國而言，即使得到匈奴的土地也无利可圖，只會令中原百姓疲惫。遇到匈奴百姓，亦因擔心他們的忠誠而不敢役使他們。如果殺掉全部匈奴百姓，這又與君父自許的「君王」作為相悖，表明反對征伐匈奴。
秦始皇沒有接納李斯的意見，他下令將領蒙恬率兵三十萬人，沿著今日蘭州市至鄂爾多斯市一段的黃河，北伐匈奴，企圖奪取黃河河套以南之地。次年蒙恬攻佔河套以南地區，从榆中（今甘肅省蘭州市）沿黄河往东一直连接到阴山，划分成四十四个县，並設置九原郡，沿著黃河修筑長城，於險阻設置要塞。
其後，秦始皇又遣蒙恬渡过黄河去夺取高阙、阳山（即陰山）、北假一带地方，筑起堡垒，逐次向北推進勢力。當時的匈奴單于頭曼被迫北遷，秦軍在外奔波達十餘年，並屯駐在上郡一地，蒙恬之名威震匈奴。
據考證，秦軍迅速取勝的最大原因，就是普遍使用弩弓作遠程武器。持弩的秦騎兵射擊的準確度是匈奴人的弓無法比擬的，匈奴人的皮甲也抵擋不住弩箭強大的穿透力。對馬背上的匈奴騎手而言，弩是最致命的武器。中國著名的兵書經典《武經七書》指出，弩是對付古代遊牧民族的最有效武器。由於弩的結構過於複雜，對匈奴人來說，他們很難裝配或仿製:57。
為了充實河套以南新設郡縣的人口，秦始皇下令將罪犯遷移至新郡縣，當地被稱為「新秦」。當年（秦始皇33年下半年）在西方出現彗星，為不吉之兆，故此秦始皇再下令貶謫執法不公的獄吏往新闢之地，以修筑长城及戌守南越地区。
據主父偃在《諌伐匈奴書》所言，蒙恬所戍之地地勢低窪，而且是無法種植五谷的盐碱地，實在未能供給三十萬戍卒的兵糧，故此必須仰賴內地的補給。為了從黃腄（今山東省烟台市）和琅琊等沿海之地運送糧食至北方的黃河，原本僅一石的東西，必須花費三十鍾（192石）。正因如此，秦朝百姓迫不得已肩負著沉重的負擔。即使男子拚命耕種，也生產不及軍役所需的食糧；女子日以繼夜紡織，也無法滿足軍用帳幕所需。百姓疲憊，孤兒寡婦及老弱病殘者無法生活，倒在道路兩旁死去的人，屢見不鮮。直到蒙恬死後，在河套以南戍邊的勞役因陳勝起義，關東大亂而军心不稳，很快散去，從而迫使秦帝國放棄河套以南之地。

### 南征百越
現存史料提及有關秦國南征百越的歷史，可說是相當簡略。對於秦軍南征百越的經過，軍事部署、作戰環境以及秦軍面對的軍事困難，《史記》的記載甚至可以用「一鱗半爪」來形容，但可以肯定南征百越的時間，實際上遠比北伐匈奴要早。
根據漢文帝元年（公元前179年）南越王趙佗所述，他已經在嶺南地區生活了49年。由於《史記》記載趙佗籍貫真定，並非嶺南當地人，故此可以參考他在嶺南生活的時間，從而推算出秦始皇何時開始南征百越。自文帝元年往上推朔49年，為秦王政20年（公元前227年），正值趙國被消滅的次年，可見在趙國滅亡後不久，趙佗隨即因為趙人的身份而被徵召入伍，成為征越大軍的其中一名士兵。因此可以肯定秦始皇在消滅六國的同時，便開始進行征服五嶺以南的軍事行動，而且更持續了十多年之久。
嶺南自古屬於「瘴疠之地」，亦稱「百越」，意指當地生活著眾多部落。漢初文學家賈誼自被貶為長沙王太傅後，亦聽聞長沙氣候潮濕多雨，以為自己會早死。漢人畏長沙如此，比長沙更南的嶺南，其環境之惡劣可想而知。即使是驰骋疆场半生，未尝言苦的伏波將軍馬援，自受命討伐在交阯地區發動叛亂的徵氏姐妹以來，在平定叛亂後亦自言後悔未有听从弟弟少游的话，做个平民百姓，反而從軍平越。當時漢朝已統治嶺南地區達百餘年，土地半垦，道路粗通，郡、县、乡、里四级政权已建立，已有不少越人漢化，其自然环境和人文环境已有巨大变化。馬援在提及征越之戰時，仍猶有餘悸，恐怕客死異鄉，可以想像到秦朝時期，嶺南地區的自然及人文环境，较二百年後的马援时代恶劣十倍，而現存的史料均指，秦始皇對號稱「瘴疠之地」的嶺南採取軍事行動的最大目的，是看中當地出產的犀角、象牙、翡翠及珠璣等物，以及揚威海外。
秦征百越的經過，綜合現存史料可分為四个阶段：

#### 深入嶺南
約公元前227年（秦王政20年），秦始皇下令使尉屠睢以南郡為後勤重地，在當地征发“吏卒”、“新黔首”、“甲兵”及各种军输物资等所謂「樓船之士」，沿湘江水道為主要補給線，深入百越之地。南征秦軍一路勢如破竹，越人紛紛逃入深山密林，逃避秦人的統治。

#### 越人反攻
秦征百越之前，由於百越地區的部落們已經矛盾重重，甚至多數相互攻擊，難以共同抵禦秦軍的攻勢，但問題是百越地區部族眾多，儘管各自為戰，但越人逃入深山叢林的舉措，令秦軍難以徹底消滅其有生力量，加上秦軍水土不服，當地瘴癘橫行，致使軍中大疫，非戰鬥減員情況日益嚴重，戰事陷入長期化，正如《淮南子》記載的「三年不解甲弛弩」。
在戰事中期，秦軍擊殺了當地最大部落的首領，西甌國首領譯吁宋，但越人並未屈服，反而推舉桀駿為新的首領，這個新推舉的首領在一次夜襲中大破秦人，並擊殺征越秦軍最高統帥屠睢。

#### 戰事僵持
秦滅六國，百戰百勝，但在百越地區的征戰居然令秦軍「伏屍流血數十萬」（《淮南子．人間訓》語），甚至連主帥也被擊斃。秦始皇大怒，為了迅速結束戰爭，惟有下令對百越增兵，而楚國之亡又讓秦軍兵力得到釋放，秦始皇乃「发卒五十万」，分為五軍：一軍塞鐔城（今湖南靖州縣境）之嶺，一軍守九嶷（今湖南寧遠南）之塞，一軍處番禺（今廣東廣州）之都，一軍守南野（今江西南康境），一軍結餘干（今江西余干境）之水。五路并进，企图一举攻下百越全境。
不過兵力的增加，再加上越人反抗，利用熟悉地形的優勢，不斷襲擾秦軍勉強維持的補給線，令秦軍幾乎陷於崩潰，因此秦始皇下令使監祿（即史祿）負責轉運糧餉。
為了支持長期战争的物资消耗，史祿決定派遣士兵，開鑿連接湘江與灕江之間的運河，後世稱為靈渠，使中原和五岭以北地区之兵员和粮草，能通过水运进入百越地區。由於开凿灵渠屬於龐大工程，按当时技术条件，至少也得三至五年时间才能完成，故此戰事陷入僵持。

#### 移民戍邊
“灵渠”的建成只是为战争提供較好的后勤保障，并不能保證最後的勝利。秦征南越统帥尉屠睢战死後，继任统帅尉任嚣，起初亦无良策对付越人之丛林战，最後才想出了军队屯垦和“以谪徙民，与越杂处”之持久战和移民同化的策略。
屯垦和移民战术是控制百越地區最有效的方法，但见效慢，至少须五六年时间才能初见成效。由於當時秦始皇已消滅六國，故有充分條件遷移關東六國的「新黔首」（即所謂「中縣之民」）往百越地區「移民戍邊」。對於这些“新黔首”，秦始皇及秦國官吏根本不把他们当人看，把他们留在百越地區，与“越人杂居”，对秦始皇说有双重好处：一是消灭了六国“乱民”或“惰民”；二是稳定了百越地區。
公元前214年（秦始皇33年），自下詔徵發嘗逋亡人、贅婿及賈人等（大概是商人和囚犯等人）近10万加上原先剩下的20万秦军部队，秦军再次集中了30万大军向西瓯军发动了最后的总攻往百越地區後，秦始皇認為嶺南「粗定」，故在當地設置桂林、南海及象郡三郡。次年（秦始皇34年）始皇又下令貶謫執法不公的獄吏戌守百越地區。自秦王政20年令屠睢攻百越，至秦始皇33年嶺南「粗定」，對百越地區的戰事共進行了十三年。
儘管百越地區粗定，令嶺南地區自此納入秦國版圖，但秦國卻為此付出極其沉重代價，長期的征越戰事導致百姓靡敝，民不聊生，而時任南海尉的任囂得悉朝廷因對越戰事的緣故，中原疲敝已极，就留居南越，称王不归，并派人上书，要求朝廷征集无婆家的妇女三万人，来替士兵缝补衣裳。秦始皇只同意给他一万五千人。于是百姓人心离散、土崩瓦解，密謀造反的十家有七。
另一方面，移民「戍越」的黔首，多數出身自六國故地，他們為了逃避「戍越」，紛紛逃入深山密林，淪為盜賊，從而成為始皇崩後，六國故地相繼叛亂的導火線。

## 天下巡遊

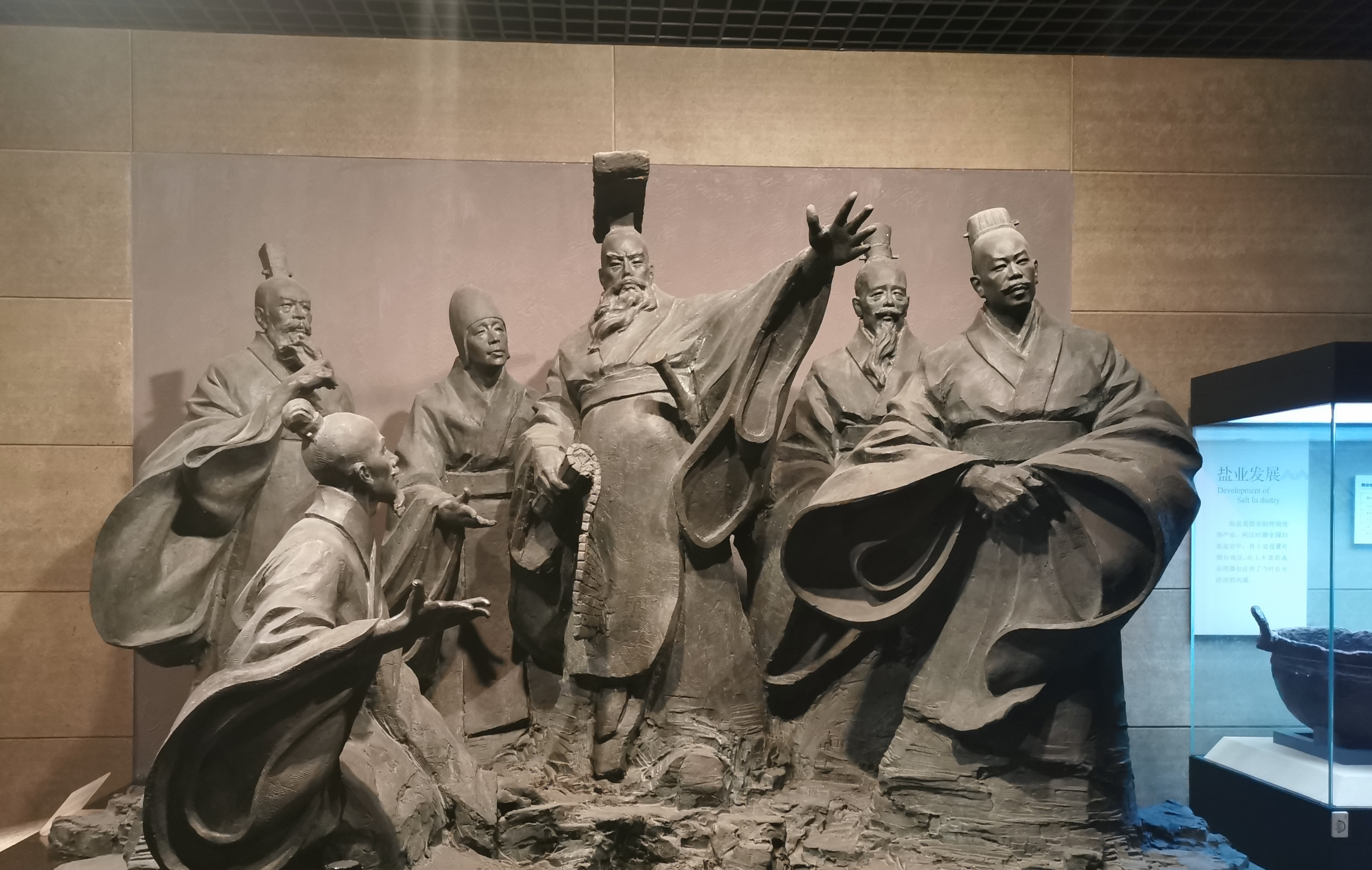
秦始皇東巡雕塑，現藏於煙台市博物館

據史書記載，秦始皇是個時常親身出巡的皇帝，與絕大部分只居於深宮大內的皇帝相比，有極大的不同，在中國歷史上亦非常罕見。自秦王政13年（公元前234年）親自巡視河南起，始皇分別在秦王政19年（公元前228年）及秦王政23年（公元前224年）再親身出巡邯鄲及郢陳，其主要目的是為了鎮懾六國境內的反秦勢力，威服海內。
正值秦始皇消滅六國之後一年（公元前220年），秦始皇亦親自巡視其祖宗起源之地:48-58的隴西郡（現甘肃省東南）及北地郡（現甘粛省慶陽市寧縣），目的可能向歷代祖先禱告自己消滅六國的功績。
之後的十年時間，史載秦始皇共出巡六次，足跡踏遍中國國境近三分之一，以示秦國的強大，但亦採懷柔手段舒緩昔六國反抗未平之情緒；如襲齊、魯之禮行封禪，依齊人八神信仰登成山祭日主。

## 追求長生
秦始皇本紀第六記載「...維二十八年，皇帝作始。....齊人徐市等上書，言海中有三神山，名曰蓬萊、方丈、瀛洲，仙人居之。請得齋戒，與童男女求之。於是遣徐市發童男女數千人，入海求仙人。」
隨後的記載「...三十二年，....因使韓終、侯公、石生求仙人不死之藥」，顯示秦始皇深信不疑且陸續遣人尋求不死之藥。三十三年焚書"所不去者，醫藥卜筮種樹之書。
秦始皇去世前一年的記載「三十七年十月癸丑，始皇出遊。....還過吳，從江乘渡。並海上，北至琅邪。方士徐市等入海求神藥，數歲不得，費多，恐譴，乃詐曰：「蓬萊藥可得，然常為大鮫魚所苦，故不得至....」，表明確方士徐市尋求長生不老之藥，而且無功歸返。次一年「七月丙寅，始皇崩於沙丘平臺。」

## 遭遇暗殺事件
秦始皇自消滅六國後，引起無數人的仇視，故遭到暗殺並不罕見，除了荊軻刺秦較為人所熟悉外，《史記》還記載三宗針對秦始皇的暗殺事件。

### 高漸離暗殺未遂
战国末燕国人高渐离，擅长击筑（古代的一種擊弦樂器，頸細肩圓，中空，十三弦），是荆轲好友。荊軻死後，秦始皇下令通緝太子丹和荆轲的门客，门客们都潜逃了。高渐离遂改名換姓给人家当酒保，隐藏在宋子这个地方作工。過了不久，高渐离考虑到长久隐姓埋名，担惊受怕地躲藏下去恐怕没有尽头，就不再隱藏自己的身份，應邀往宋子城里人家輪流作客，表演擊筑，聽眾都讚不絕口，並向高漸離賜酒以示讚賞。后来因高渐离击筑技艺高超，被秦始皇传进宫中表演。被秦始皇的某位臣子告发后，秦始皇雖然特赦他的死罪，但让人先弄瞎他的双眼以防其行刺。不想高渐离双目虽瞎，却灌铅于筑中，在始皇听其击筑着迷不留意时，奋起用灌铅的筑击打始皇。高渐离暗殺秦始皇最終失敗，并以身殉，自此秦始皇再也不敢接近以前曾為東方六国的百姓:232-237。

### 博浪沙行刺事件

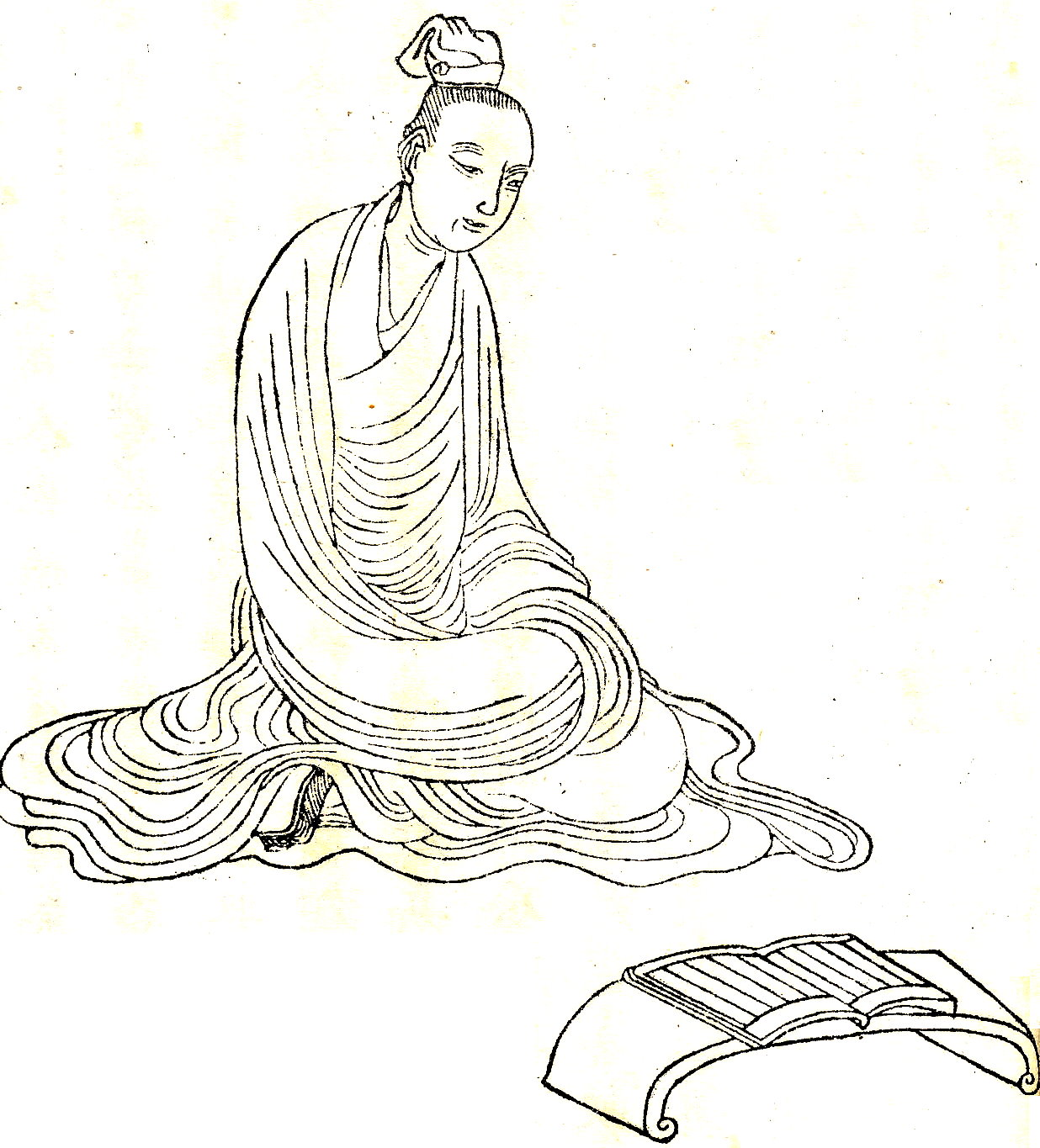
博浪沙行刺事件主謀，家族五世仕韓的張良，後成為漢初三傑

公元前218年（秦始皇29年），秦始皇在第3次巡遊途中途經博浪沙（今河南省新鄉市原陽縣），隨行車隊突然遭到一個120斤（相當於現在的30公斤）重的大鐵椎撞擊，但大铁椎砸在了另一辆车上，行刺失敗，秦始皇沒有受傷。
張良是博浪沙行刺事件的主謀，他的家族五代仕韓，出於滅韓之恨，幾乎散盡家財寻求勇士谋划刺殺秦始皇，後來找到一個大力士，以大鐵椎撞擊秦始皇的車駕，惜誤中副車，秦始皇為此大索十日，追捕甚急。张良惟有改名换姓，逃到下邳躲藏起来:232-237。

### 咸陽暗殺事件
公元前216年（秦始皇31年）一個晚上，秦始皇與四名武士一起，在咸阳一帶微服出行，但在兰池宮附近遇上一眾强盗襲擊，情势危急，幸而最終擊斃企圖襲擊秦始皇的強盜。由於懷疑事件另有主謀，故在关中地區大索二十天:232-237。

## 焚书坑儒
秦始皇以秦国原有的法律令为基础，吸收六国法律的某些条文，制定和颁行全国统一的法律。秦朝对于官吏的管理是很严格的，制定了很多处罚官吏的方法。
秦始皇的严酷法律引起了士人的不满，各种指责纷纷而来，不同于秦始皇法家的种种学说不绝于耳。由於當時社會上百家爭鳴，嚴重的阻礙了秦始皇對征服的原六國民眾思想的統一。丞相李斯认为这威脅到了秦朝的統治，主张严厉镇压这些士人，秦始皇支持李斯的看法，并发动了焚书坑儒事件：
- 所谓“焚书”，就是公元前213年秦始皇為了統一原六國人民的思想和巩固秦朝的统治，開始销毁除《秦记》之外的其他六国的史书，保留关于农业、技术、卜筮和医药的书籍。除了博士官所职，天下敢私藏诗、书、百家语的人，都命令守、尉将其藏书烧掉。有敢聚论《诗》《书》者弃市，以古非今者族诛。如果官吏知情隐瞒不报，也和藏书的人同等治罪（《史記·秦始皇本紀》）。这一政策从前213年一直执行到前191年汉惠帝除挟书律。但也有人认为，一些禁书保存于秦皇家图书馆，直到项羽攻破咸阳后纵火，这些书籍才彻底消失。
- 始皇三十五年（前212年），在焚书开始之后的第二年，即公元前212年，两名为始皇炼制长生不老之药的术士侯生、卢生炼药未果，据说后来更散布许多对始皇不利、甚至毁谤的言论，始皇大怒、下令逮捕严办。涉案者在审理时则向外指控毁谤始皇言论的来源，前后指控出四百六十余人；秦始皇下令，将涉案者四百六十余名坑杀在咸阳。[古⁠ 323]

《史记·儒林列传》中说秦始皇焚书坑儒之后，六艺从此缺失。不过，如博士之廷議制度，或前述行封禪之禮，即召魯儒士議之。

## 祖龍之死

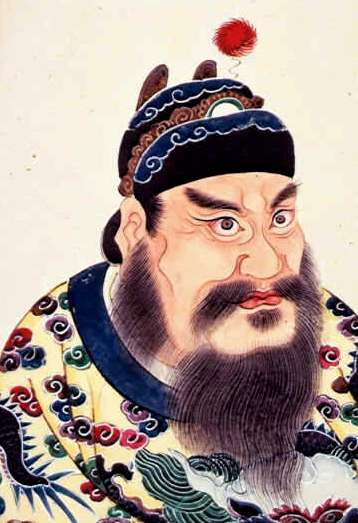
清人所绘秦始皇肖像图

### 凶兆出現
據《史記》記載，公元前211年（秦始皇36年）的一年之內，连续发生三件怪事。
首先是當年出現「荧惑守心」的天文現象，古人把「火星」称作「荧惑」，二十八宿中的「心宿」简称为「心」，「心宿」就是现代天文学的「天蝎座」，而荧惑守心的出現則被稱為大凶之兆，轻者天子要失位，严重的情況就是皇帝駕崩。
同年有一塊隕石在東郡地區（今河南省濮陽市）墜落，其間有人在隕石上刻上「始皇帝死而地分」七字，傳入秦始皇耳中。秦始皇大怒，下令御史前去挨家查问，但没有人认罪，于是把居住在那块石头周围的人全部抓来杀了，並焚毁了那块陨石。這次事件讓秦始皇心情不快，故此他让博士作了一首《仙真人诗》，等到巡行天下时，走到一处就传令乐师弹奏唱歌。
同年秋天，有一位使者从关东走夜路经过华阴平舒道，其間有人手持玉璧拦住使者，要求使者將王璧送至滈池君，並稱「今年祖龙死」。使者问他缘由，那人隨即失去蹤影，並留下玉璧，使者惟有捧回玉璧，向秦始皇敍述自己的奇遇。秦始皇沉默了好一会，稱山鬼最多只能预知一年的事，並輕描淡寫地指現時已是秋季，这话未必能应验。他在遣退使者後，又稱「祖龙」的意思是「人的祖先」，（意指「祖龙死」与他无关）。
其後，秦始皇让御府察看那块玉璧，竟發現該玉璧是始皇二十八年出外巡视渡江时，沉入水中祭拜水神的那块，故為此占卜，占卜的结果是迁徙才吉利（史記記載的卜辭稱「游徙吉」），因而下令迁移三万户人家到北河、榆中地区，每户授给二十等爵一级，而秦始皇則在公元前210年（秦始皇37年）進行他有生之年最後一次巡遊:232-237。

### 最後的巡遊
公元前210年年初（秦始皇三十七年十月），秦始皇踏上他一生中最後一次大型全國巡遊，隨行的包括他的幼子胡亥，左丞相李斯及執掌中車府令的趙高，右丞相冯去疾則負責留守京師，其具體巡行路線如下：
| 咸陽 → 雲夢（今湖北省雲夢縣） → 海渚（今安徽省桐城市） → 丹陽（今江蘇省南京市） → 錢塘（今浙江省杭州市） → 會稽（今浙江省紹興市） → 吳（今江蘇省蘇州市） → 琅琊 → 荣成山（今山東省榮成市） → 之罘（今山東省烟台市芝罘區） → 平原津（今山東省德州市平原縣） → 沙丘（今河北省邢台市广宗县）《史記·秦始皇本紀》 |

秦始皇一行在該年十一月到達云梦，在九疑山遥祭虞舜，然后乘船沿长江而下，观览籍柯，渡过海渚，经丹阳到达钱塘。到浙江边上的时候，水波凶险，就向西走了一百二十里，从江面狭窄的地方渡过，最後登上会稽山祭祀大禹，遥望南海，在那里刻石立碑。碑文除了颂扬秦朝的功德外，還有整頓吳越之地風俗的用意。據明末清初學者顧炎武的著作《日知錄》載，春秋時越王勾踐為反擊吳國，鼓勵生育以增加人口，因此養成吳越地區百姓不重貞節的風氣，故命人在碑文刻下「飾省宣義，有子而嫁，倍死不貞。防隔內外，禁止淫泆，男女絜誠。夫為寄豭，殺之無罪，男秉義程。妻為逃嫁，子不得母，咸化廉清」一段。碑文全篇如下：
秦始皇之後從會稽山折回，途经吴地，聲勢浩大，避居當地的項梁、項籍（即項羽）叔侄也看到，項籍更稱「吾可取而代之」。儘管項梁擔心項籍禍從口出，惹來族誅之禍，立即叫項籍噤聲，但自此項梁對項籍開始另眼相看。
橫渡長江後，秦始皇沿海岸北上到达琅琊台。這是秦始皇第三次到達琅琊台，並在當地召見方士徐巿（或作徐福），距離他初會徐巿的時間，已經有九年的時光:199。
根據《史記·秦始皇本紀》的描述，徐巿當時仍未渡海向東求取仙藥，故推斷與秦始皇會面後，徐巿隨即東渡大海。由於徐巿在尋找仙丹的過程中花費大量錢財，害怕面對秦始皇的雷霆之怒，故托辭稱蓬莱仙药雖可能取得，卻總被大鮫魚阻擋，因此無法抵達仙人島，要求增派神箭手及裝備連弩對付鮫魚。不久秦始皇在晚上夢見与海神交战，海神的形状好像人，大惑不解下邀請某博士解梦，博士指海神一向以大鱼蛟龙作斥侯，一般人是不會夢見海神的，不過秦始皇在祭祀方面對神靈恭敬周到，却出现这种恶神，应当除掉它，然后真正的善神才會迎來。
因此秦始皇應允徐巿的要求，派遣射手捕殺鮫魚。从琅琊向北直到荣成山（今山東省榮成市），都不曾遇见鮫魚，直到到达之罘（今山東省烟台市芝罘區）的时候，才射殺了一頭大魚:238-243，接着又沿海向西进发。
沿著山東半島沿岸繞行，秦始皇在抵逹黃河下游的平原津（今山東省德州市平原縣）時，突发重病倒下。群臣知道秦始皇忌諱「死」一字，因此不敢將死字掛在嘴邊，但秦始皇的病情仍沒有好轉。
秦始皇知道自己時日無多，故写了一封盖上御印的信，给當時正在上郡（今陝西榆林附近）監督蒙恬部隊的長子扶蘇，命扶蘇回咸阳参與丧事，但是這封遺書卻存放在中車府令兼掌印玺事务赵高的办公处:243-246，沒有送達扶蘇手上。公元前210年（秦始皇三十七年七月），秦始皇在沙丘平台（今河北省邢台市广宗县）逝世:238-243，巧合的是，秦始皇的出生地點與逝世地點，僅相距一百多公里:200。
《史記·秦本紀》載：「始皇帝立十一年而崩。」但因後來版本傳抄將「立」錯寫「五」，造成後世以為秦始皇活到五十一歲，清代史学家钱大昕指出錯誤，但没有找到相关证据，直到南京师范大学團隊在日本高山寺所藏抄本中找到版本依据，再加上旁证材料，才將错误改过。

## 身後

### 沙丘之變
秦始皇统一六国后，先后进行5次大规模的巡游，在名山胜地刻石記功，炫耀声威。始皇三十七年（前210年），秦始皇開始最后一次巡游，返至平原津得病。行至沙丘平台，秦始皇驾崩。而秦始皇崩日有二條文獻記錄，如下：
- 《史記》卷六〈秦始皇本紀〉：「〔三十七年〕七月丙寅，始皇崩於沙丘平臺。」此年七月丙子朔，無丙寅日。
- 《開元占經》卷90引伏生《洪範五行傳》：「始皇以〔三十七年〕六月乙丑死於沙丘。」此年六月丁未朔，乙丑十九日（儒曆7月11日）。若《史記》「七月丙寅」之「七」為「六」之誤，則丙寅為二十日（儒曆7月12日）。

另有一說「七月丙寅」是依殷曆日期記載，換算成秦曆實際是八月丙寅，八月丙午朔，丙寅二十一日（儒曆9月10日）。中國學者辛德勇則認為，月份無誤而日期有誤。世人只知丙寅日为发丧日，却不知秦始皇死之具体日期。由于秦末战火，秦代史料多亡佚，司马迁多方寻访，得知秦始皇死于七月丙寅，将其写入《史记》。
丞相李斯恐天下有变，乃秘不发丧，棺载辒凉车中。所至，百官奏事如故，宦者辄从车中可其奏事，独胡亥、赵高及宦者五六人知。诈为丞相李斯受始皇遗诏于沙丘，立子胡亥为太子。更为书赐公子扶苏、蒙恬，赐死。是為沙丘之變。該年秋季，从直道至咸阳，发丧。太子胡亥袭位，为二世皇帝，天下始知秦始皇驾崩。九月，葬始皇帝於酈山。
秦始皇本作书命在上郡（今陝西榆林附近）監軍的扶苏送葬，并继嗣帝位。但赵高勾结始皇少子胡亥及丞相李斯，在秦始皇死后，伪造了遗诏立胡亥为皇帝，是为秦二世，并赐死扶苏。
秦始皇三十七年五月，有彗星有大角星區的位置出現，長度目視大約七尺，行經上空東北，最後消失於女御星區。古代天文學書《五星占》解釋出現此特徵將天下大亂，國家改朝換代，時間短則3年，多則7年。

### 秦朝滅亡
秦二世即位后不久，前209年七月，庶民陈胜、吴广率领戍卒在大泽乡起事反秦并迅速壮大。随后，天下大乱。尽管陈胜、吴广攻打关中失利，被秦军反扑击败，但原东方六国相继复国，秦朝走向崩溃。前207年，秦始皇驾崩後三年，楚将项燕之孙项羽在巨鹿之战中歼灭秦将章邯统帅的秦军主力。同年九月，赵高杀秦二世，欲自立为帝，但遭到大臣反对，遂立子婴为秦王。即位当日，子婴即设计诛杀赵高，但对秦朝灭亡于事无补。十月，秦王子嬰在灞上向楚將劉邦投降，秦朝灭亡。随后项羽与刘邦争夺天下，爆发了持续五年的楚汉战争，以刘邦胜利建立汉朝而告终。

### 趙佗獨立

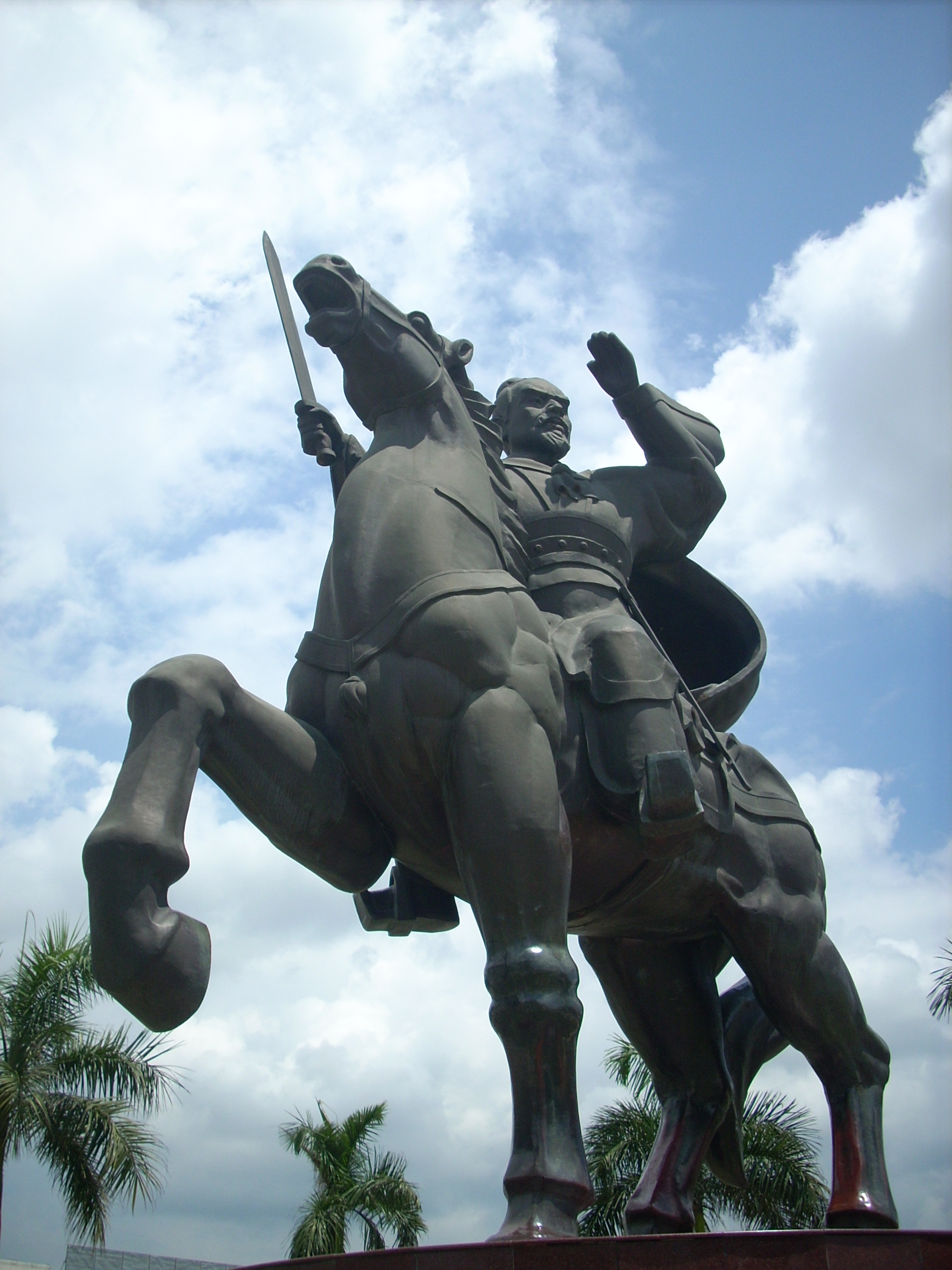
位於廣東省河源市的趙佗雕像

陳勝、吳廣起義後不久，南海尉任囂病重，臨終前把時任龍川令的恆山郡真定縣（今河北省正定縣）人趙佗召來，向趙佗指南海郡雖位處偏僻，遠離中原，但佔地數千里，傍山靠海，有險可據，可以憑此成為一州之主，並提到自己有切斷通往中原道路的打算，以抵抗中原流寇的侵犯。由於信任趙佗的能力，除了趙佗外，任囂並沒有將他的打算告訴他人，其後更将任命文书交给赵佗，让他代行南海郡郡尉的职务。
任囂不久病亡，繼任為南海尉的趙佗向嶺南的橫浦關（今廣東省南雄市北）、陽山關（今廣東省陽山縣北）、湟溪關（今廣東省英德縣境內連江入北江處）等各關口的軍隊傳達了據險防守的指令，防止中原的起義軍進犯，並藉機殺了秦朝安置在南海郡的官吏們，換上自己的親信:66-68。
公元前206年，秦朝滅亡，此時桂林和象兩郡的越人也趁機紛紛獨立，古蜀王族後裔蜀泮在象郡擊敗其它駱越族的部落首領，以螺城（今越南河內市東英縣內）為都城建立了甌駱國，自稱「安陽王」。隨後趙佗出兵攻打安陽王並將其趕走，接着還兼并了桂林郡和象郡:68-69。趙佗考慮到象郡越人部落勢力過大，將象郡分拆為交趾、九真兩郡，僅派兩使者管理重大事務，日常事務仍由各部落首領自己管理:69。約公元前203年（漢高祖三年），趙佗以番禺為都城在嶺南地區建立南越國，自稱「南越武王」:74。

## 軼事

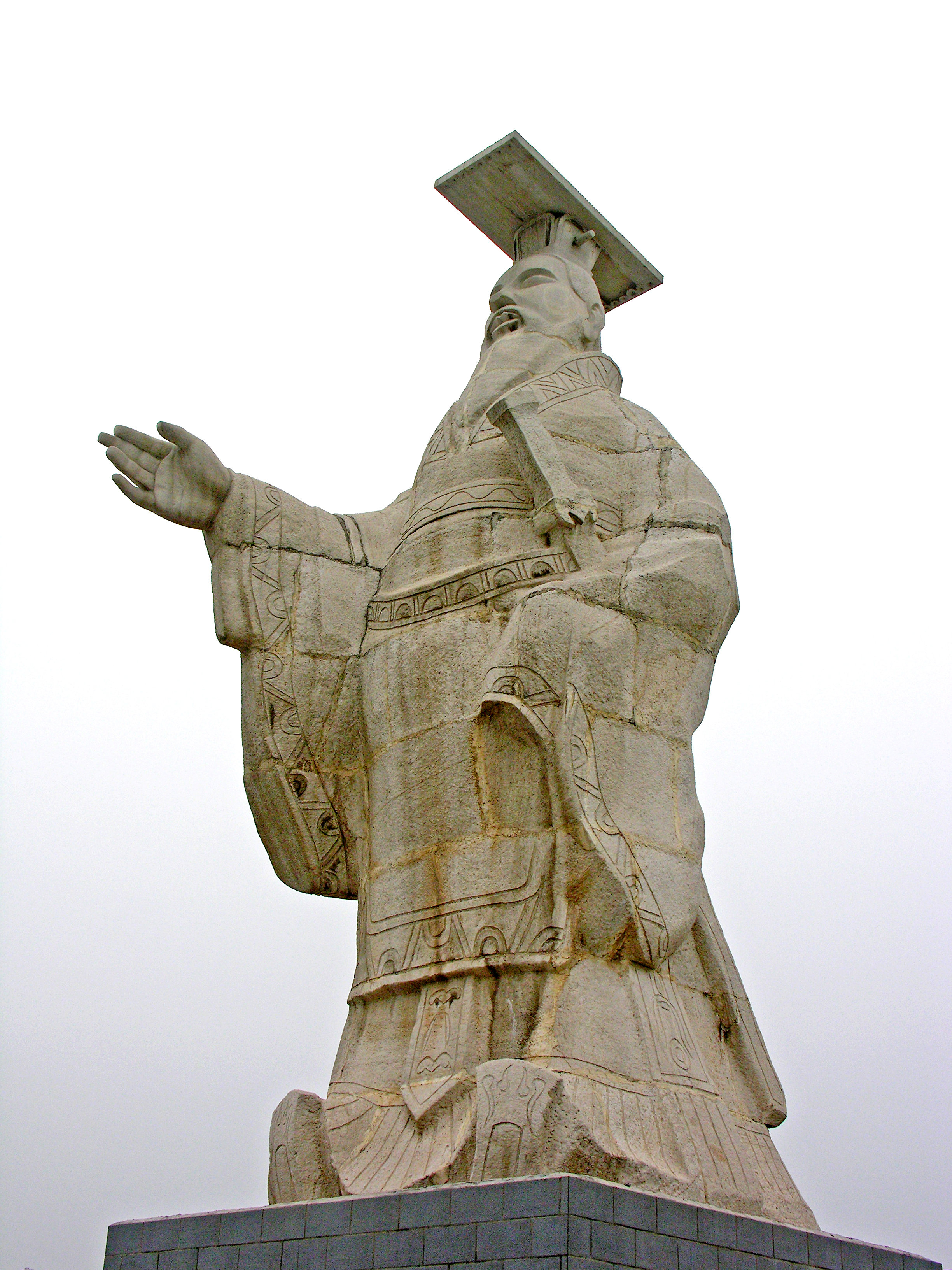
於兵馬俑坑前建造的始皇帝雕像

### 秦始皇的身高
據《史記·刺客列傳》記載，燕國使者荊軻企圖行刺嬴政時，嬴政由於不能及時拔出其佩劍，結果弄到要繞柱奔逃，十分狼狽。
在一般的認知中，嬴政佩帶的應屬青銅劍，而青銅劍容易折斷，故此一般青銅劍都是短劍，最負盛名的青銅劍——越王勾踐劍全長僅55.6厘米，這種長度的劍隨手就可以拔出。對於司馬遷這段記載，歷史學家一直都顯得很困惑:42。
1974年，考古學家發現一把接近1米的青銅長劍，現收藏在秦始皇兵馬俑博物館，這次考古發現推翻了以往「青銅劍不能鑄得太長」的認知。可以推斷，當年嬴政就是佩帶這種加長版的青銅劍，所以在被行刺時因劍身過長，而不能及時拔出佩劍，也是可以理解的:43。
此外，歷史學家發現拔劍困難還有另一個原因，蓋因戰國時期，帝王及官員都習慣將佩劍「負」在身後。他們做過實驗：身高在1.90米以上的人才能自行拔出背在身後達1米的青銅劍。根據這個實驗，秦始皇的身高應該低於1.90米，因此秦始皇才無法及時拔出身後的佩劍:42。

### 秦始皇的佩劍
據《復活的軍團：秦軍秘史》一書所述，隨身佩劍是親政的重要標誌，因此有說法指秦始皇在親政後曾經讓人打造兩柄青銅劍，並在劍上刻了兩個字「定秦」。一柄隨身攜帶，一柄埋在觀台下。秦始皇死後，隨身佩劍很有可能與主人一同入葬:43。

### 秦始皇討論禪讓
此外，西漢劉向所著的《說苑·至公》亦記載，秦始皇曾經與博士們討論「禪讓」的問題：
事緣六國破滅之後，秦始皇在某日召開廷議，以三王（即夏禹、商湯、周武王）行世襲制，而五帝行禪讓制，詢問群臣何者為優，然後擇而從之。由於這涉及皇位繼承的敏感議題，博士們都對此保持緘默，只有博士鲍白令之稱五帝讓賢，是視天下為官天下；三王世襲，是視天下為家天下。
秦始皇認為自己德行繼承自五帝，故欲「官天下」，將天下留給賢德之人，並反問鲍白令之，何人能承繼自己的事業。鮑白令之當堂向秦始皇澆了冷水，指秦始皇行「桀紂之道」，在任期間推行多項工程，濫用民力過甚，與五帝的德行相比差得遠。面對鲍白令之的一番話，秦始皇沉默了好一會，面露慚色，最終打消了「禪讓」的念頭。
事實上，由於戰國時早有燕王噲「禪讓」王位給子之的前科，而且秦始皇又自認為「功過三皇，德兼五帝」:47，有「禪讓」的念頭也不足為奇。只不過《史記》是研究秦始皇生平的最權威資料，《史記》沒有記載該事，意味著「秦始皇談禪讓」一事只能作為軼事參考。

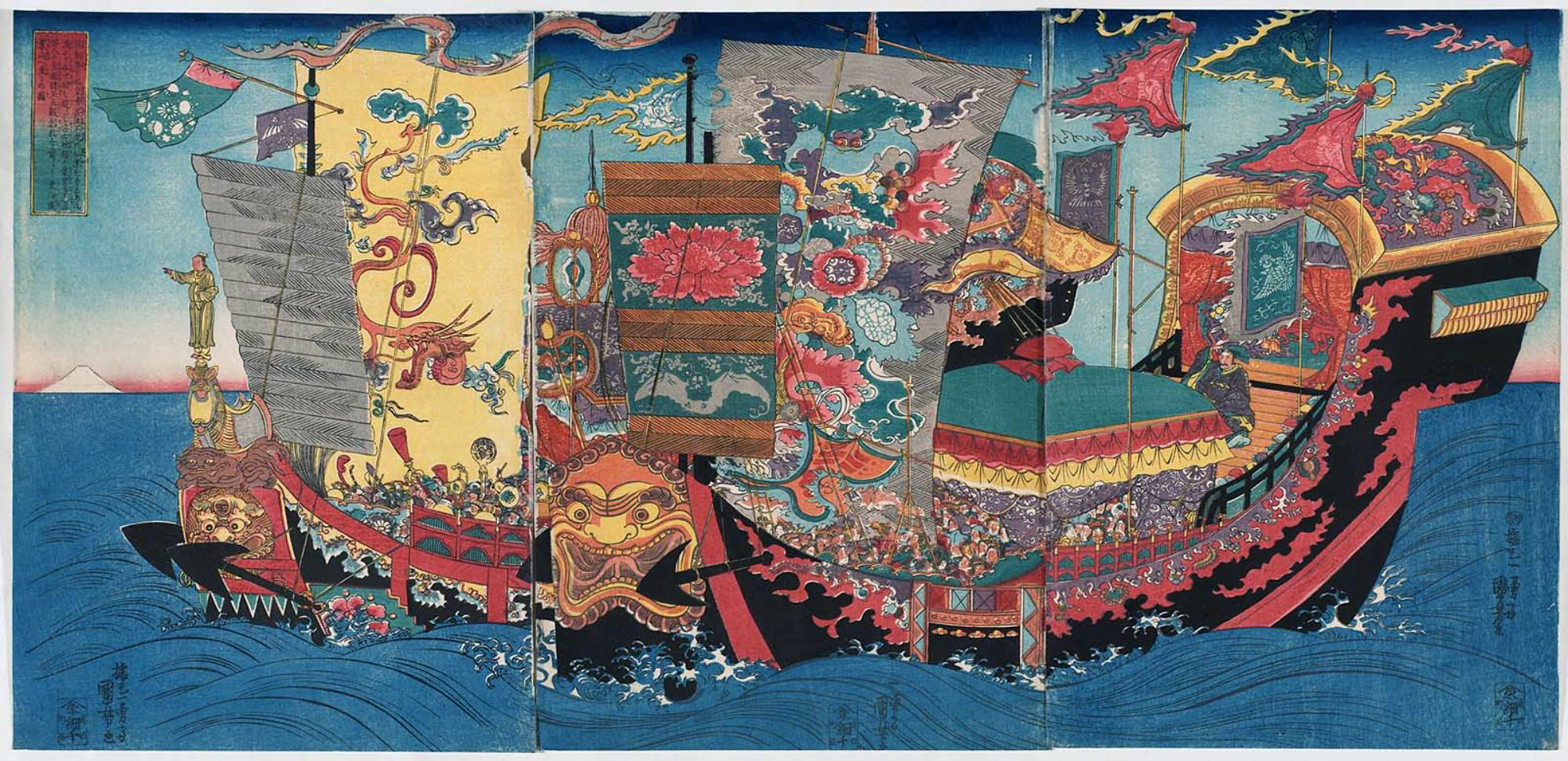
徐福東渡圖，江戶時期浮世繪畫家歌川國芳作

### 徐福东渡
为了寻求长生不老之药，秦始皇派遣方士徐福率童男女6,000人渡东海求神仙。《楚義六帖》記載，徐福和童男女们在到达目的地瀛洲（即今日本）之后一去不返，日本秦氏為其後代，但是有後代學者對此提出了懷疑。

## 評價
秦始皇是中国历史上一位极富传奇色彩、雄才大略的划时代人物。他是歷史上第一位中國皇帝，是皇帝尊号的创立者，是中国皇帝制度创立者，也是使中国进入了中央集权帝制时代的第一人。他一生并天下、称皇帝、废分封、置郡县、征百越、逐匈奴、修长城、通沟渠、销兵器、迁富豪、车同轨、书同文、钱同币、币同形、度同尺、权同衡、行同伦、一法度、以法治国、焚书坑儒，对于中国之大一统、对于中国政制之创建、对于中国版图之确立、对于中国民族之传承，都起到了不可磨灭的关键作用，对后世的中国和世界产生了不可估量的深远影响。另一方面，秦始皇因实施繁重的徭役和賦稅制度，也是导致秦朝迅速滅亡的根本因素。但自古以来，秦始皇一直是一个备受争议的人物，誉之者称其为首创统一局面的“千古一帝”，毁之者则称其为专制独裁的“一代暴君”。

## 紀年
| 秦王     | 元年    | 2年     | 3年     | 4年     | 5年     | 6年     | 7年     | 8年     | 9年     | 10年    |
| -------- | ------- | ------- | ------- | ------- | ------- | ------- | ------- | ------- | ------- | ------- |
| 西元     | 前246年 | 前245年 | 前244年 | 前243年 | 前242年 | 前241年 | 前240年 | 前239年 | 前238年 | 前237年 |
| 干支     | 乙卯    | 丙辰    | 丁巳    | 戊午    | 己未    | 庚申    | 辛酉    | 壬戌    | 癸亥    | 甲子    |
| 秦王     | 11年    | 12年    | 13年    | 14年    | 15年    | 16年    | 17年    | 18年    | 19年    | 20年    |
| 西元     | 前236年 | 前235年 | 前234年 | 前233年 | 前232年 | 前231年 | 前230年 | 前229年 | 前228年 | 前227年 |
| 干支     | 乙丑    | 丙寅    | 丁卯    | 戊辰    | 己巳    | 庚午    | 辛未    | 壬申    | 癸酉    | 甲戌    |
| 秦王     | 21年    | 22年    | 23年    | 24年    | 25年    |         |         |         |         |         |
| 西元     | 前226年 | 前225年 | 前224年 | 前223年 | 前222年 |         |         |         |         |         |
| 干支     | 乙亥    | 丙子    | 丁丑    | 戊寅    | 己卯    |         |         |         |         |         |
| 秦始皇帝 |         |         |         |         |         | 26年    | 27年    | 28年    | 29年    | 30年    |
| 西元     |         |         |         |         |         | 前221年 | 前220年 | 前219年 | 前218年 | 前217年 |
| 干支     |         |         |         |         |         | 庚辰    | 辛巳    | 壬午    | 癸未    | 甲申    |
| 秦始皇帝 | 31年    | 32年    | 33年    | 34年    | 35年    | 36年    | 37年    |         |         |         |
| 西元     | 前216年 | 前215年 | 前214年 | 前213年 | 前212年 | 前211年 | 前210年 |         |         |         |
| 干支     | 乙酉    | 丙戌    | 丁亥    | 戊子    | 己丑    | 庚寅    | 辛卯    |         |         |         |

## 家庭

### 父母
- 父親秦莊襄王
- 母親趙姬

### 叔伯
- 子傒

### 弟弟
- 异母弟：長安君成蟜（韩姬所生）
- 异父弟：太后所生二子（帝太后与嫪毐所生）

### 后妃
后宫列女万余人
- 王后：不詳，李開元認為可能是來自楚國的宗室女子[註⁠ 77]
- 鼓琴姬人（名不詳）[古⁠ 346]
- 随巡美人（名不詳）[古⁠ 347]
- 胡姬（野史所載）

### 子女

#### 公子
秦始皇诸子据史可查者二十四人，但只有五人名字流传至今
- 长公子扶蘇，自刎於軍中。
- 公子高，准备逃跑，又恐家属被杀，只好上书，请求为秦始皇殉葬，秦二世准其请求。
- 公子将閭兄弟三人，被迫拔剑自杀
- 十二名公子被戮死于咸陽。
- 少子公子胡亥，即秦二世。
- 公子荣禄等六名公子被戮死于杜。[註⁠ 78]

#### 公主
十名女兒，皆稱公主，但封號與姓名、出生順序等不詳（皆被矺死于杜）。根據一處女性墓穴發現一枚戒指，其中一名公主的名字被認為叫「陽滋」。
李斯诸子李由等皆娶秦始皇女。

## 影視作品

### 電視劇
| 名稱                                   | 出演     |
| -------------------------------------- | -------- |
| 《六壯士 - 易水寒》（1990台灣電視劇）  | 龍隆     |
| 《刺客列傳 - 荊軻》（1990台灣電視劇）  | 李曉杰   |
| 《一代暴君》（1974台灣電視劇）         | 郎雄     |
| 《东周列国战国篇》                     | 郭涛     |
| 《火烧阿房宫》                         | 王卫国   |
| 《路客与刀客》                         | 杨嘉诺   |
| 《乱世英雄吕不韦》                     | 吴军忱   |
| 《尋秦記》                             | 林峯     |
| 《秦俑》（電視劇）                     | 寇世勋   |
| 《大秦直道》                           | 寇世勋   |
| 《秦始皇的情人》（台灣電視劇）         | 劉德凱   |
| 《秦始皇》                             | 张丰毅   |
| 《天剑群侠》                           | 张丰毅   |
| 《秦始皇》（香港電視劇）               | 刘永     |
| 《神話》                               | 臧金生   |
| 《大漢風》                             | 雷鳴     |
| 《漢劉邦》                             | 董懷玉   |
| 《楚漢驕雄》                           | 王基信   |
| 《楚漢傳奇》                           | 于和伟   |
| 《工薪族楚漢志》                       | 李德華   |
| 《千歲情人》                           | 黃成想   |
| 《古今大战秦俑情》                     | 羅嘉良   |
| 《大刺客》                             | 羅樂林   |
| 《秦時明月》                           | 肖荣生   |
| 《秦时丽人明月心》                     | 张彬彬   |
| 《尋秦記（網絡劇）》                   | 牛子藩   |
| 《皓鑭傳》                             | 佟夢實   |
| 《大秦赋》                             | 张鲁一   |
| 《新・信长公记～同班同学是战国武将～》 | 侯伟     |
| 《世界奇妙物語 夏之特別篇 (2024年)》   | 吉见征树 |

### 電影
| 名稱                             | 主演     |
| -------------------------------- | -------- |
| 《秦・始皇帝》（1962年日本電影） | 勝新太郎 |
| 《秦俑》（1989年中國電影）       | 陆树铭   |
| 《屍家重地》（1990年香港電影）   | 陳碩     |
| 《西楚霸王》（1994年香港電影）   | 徐展     |
| 《秦頌》（1996年中國電影）       | 姜文     |
| 《荆轲刺秦王》（1998年中國電影） | 李雪健   |
| 《英雄》（2002年中國電影）       | 陈道明   |
| 《神鬼傳奇3》（2008年美國電影）  | 李连杰   |
| 《时空特战队》（2017年中國電影） | 徐少强   |
| 《王者天下》（2019年日本电影）   | 吉沢亮   |

### 紀錄片
| 名稱                                                                                           | 年份              | 國家/首播頻道                                   | 製作方                                    | 主演                    |
| ---------------------------------------------------------------------------------------------- | ----------------- | ----------------------------------------------- | ----------------------------------------- | ----------------------- |
| 《秦始皇：帝国开创者》 The First Emperor: The Man Who Made China （1小時50分電視電影式紀錄片） | 2006年2月16日首播 | 英國探索頻道/第四台                             | Nic Young導演兼編劇                       | 白石千 （James Pax）    |
| 《China's First Emperor》 （3小時電視電影式紀錄片）                                            | 2008年            | 美國/中國，歷史頻道                             | Andreas Gutzeit導演，Laurie K.Miller編劇  | 徐鹏凯 （Xu Peng Kai）  |
| 《东方帝王谷》 Dong Fang Di Wang Gu （45分20集紀錄片）                                         | 2015年6月23日首播 | 中國央視科教頻道/中国网络电视台（CNTV）在線播送 | 出品人聂辰席、景俊海，陈方平導演          | 周笑兵                  |
| 《秦始皇陵的惊天秘密》 China's Megatomb Revealed （電視電影式紀錄片）                          | 2016年10月16日    | 英國國家地理頻道                                | Hugh Ballantyne/陈凯歌導演，Nic Young編劇 | 孙蛟龙 （Jiaolong Sun） |
| 《从秦始皇到汉武帝》 QIN AND HAN EMPIRE （50分6集紀錄片）                                      | 2016年5月28日首播 | 中國央視纪录频道在線播送                        | 金铁木導演                                | 周笑兵                  |

### 歌劇
| 名稱          | 主演                    |
| ------------- | ----------------------- |
| 秦始皇 (歌劇) | 普拉西多·多明哥（首演） |

### 遊戲
- 真·三國無雙 連袂出擊2登場
- 王者榮耀登場
- 怪物彈珠登場
- 軒轅劍肆 黑龍舞兮雲飛揚
- Fate/Grand Order，以「Ruler」的職階登場，在異聞帶被描述以肉體數據化技術製作其仙人軀體，寶具是「始皇帝」。
- 神魔之塔登場
- 放置三國英雄傳登場

## 文藝作品

### 書籍
| 書名               | 作者           |
| ------------------ | -------------- |
| 东周列国志         | 余邵魚、馮夢龍 |
| 尋秦記             | 黃易           |
| 秦时明月           | 溫世仁         |
| 大秦帝國           | 孫皓暉         |
| 秦崩               | 李開元         |
| 秦謎               | 李開元         |
| 抽絲剝繭解讀秦始皇 | 李開元         |
| 秦始皇             | 王小方         |

### 歌劇
| 名稱          | 主演                    |
| ------------- | ----------------------- |
| 秦始皇 (歌劇) | 普拉西多·多明哥（首演） |

### 漫畫
| 王者天下（漫畫，作者原泰久，2012年由NHK製播動畫） | 福山潤（配音） |

## 註解
1. ↑  根据《秦始皇本紀》記載，秦始皇生於秦昭王四十八年正月生于邯郸，換算成儒略曆在1月27日至2月25日之間。
2. ↑  根據《秦始皇本紀》記載，秦始皇死於秦始皇三十七年七月丙寅生，據顓頊曆，該年七月丙子朔，無丙寅日。伏生《洪範五行傳》記載，始皇死於六月乙丑，該年六月丁未朔，乙丑為六月十九日，換算成儒略曆為7月11日。此處死亡日從後者。
3. 1 2  秦王政認為謚号乃是“子論父，臣論君”，大為不妥而廢除之，而改用計数方式的世数尊号。
4. ↑  唐代《史記索隱》引《世本》謂「生於趙，故曰趙政」。
5. ↑  司馬遷《史記·秦始皇本紀》：三十六年……秋，使者從關東夜過華陰平舒道，有人持璧遮使者曰：「為吾遺滈池君。」因言曰：「今年祖龍死。」劉宋裴駰（裴松之之子）《史記集解》引蘇林曰：「祖，始也；龍，人君像；謂始皇也。」
6. ↑  東漢許慎《說文解字》：皇，大也。从自。自始也。始王者，三皇大君也。
7. ↑  《尚書》：騐皇者，煌煌也。
8. ↑  《楚辞·九歌·东皇太一》：吉日兮辰良，穆将愉兮上皇。
9. ↑  《字汇》：帝，上帝，天之神也。
10. ↑  王世貞《讀史後辯》云：「毋亦不韋故為之說，而泄之秦皇，使知其為真父，長保富貴耶？抑其客之感恩者，故為是以駡始皇，而六國之亡人，侈張其事，欲使天下之人，謂秦先六國亡也。不然，不韋不敢言，太后復不敢言，而大期之子，鳥知其非嬴出也？」
11. ↑  湯聘尹《史稗》云：「異人請婦，至大期而誕子，未必請之時，遽有娠也。雖有娠，不韋豈肯輕泄之？而亦孰從知之？果有娠而後獻，當始皇在趙，母子俱匿，其嫗獨不能語子以呂氏之胤？如齊東昏妃子之於蕭纘耶？如語之故，始皇必不忍忘一本之系，何至忿然曰：『君何親於秦，號曰仲父？』以奉先王之功，且躬出其後，而俾之遷蜀以死，雖賓客游說萬端，而莫之阻，亦自知嬴非呂矣。則呂易嬴之說，戰國好事者為之。」
12. ↑  梁玉繩云：「《左氏》僖十七孕過期，《疏》云：十月而產，婦人大期，則大期乃十月之期，不作十二月鮮。即如《史》注，十二月曰大期。夫不及期可疑也，過期尚何疑？若謂始皇之生，本不及期，隱之至大期，而乃以生子告，則子楚決無不知之理，豈非欲蓋彌彰乎？只緣秦犯眾怒，惡盡歸之，遂有呂政之譏。史公本紀，特書生始皇之年月，而於此更書之，猶云世皆傳不韋獻匿身姬，其實秦政大期始生也。別嫌明疑，合於春秋書子同生之義，人自誤讀《史記》耳。」，參見馬元材（馬非百）著：《秦始皇帝傳》第59頁。
13. ↑  夏姬的“姬”，是妇人的称謂；姬前的“夏”，或者是姓氏，或者是与出生国相关的某种称谓。由於夏朝的活动区域，以山西南部的安邑（今山西夏县）和河南西部的阳城（今河南洛阳）为中心，战国时代都属于韩国的领土，基于这种地域观念而言，称韩为夏，称韩国出身的韩夫人写作夏姬，应当是合乎情理的。
14. ↑  成蟜的原名應作「盛橋」或「成桥」，「蟜」乃惡謚，按秦漢時期慣例，叛臣皆冠以惡名、惡謚，《史記．春申君列傳》及《戰國策·秦策四》記載的「盛橋」、「盛橇」即是「成蟜」[參⁠ 24]。
15. ↑  成蟜生母除了韓系外烕一說，另有說法指成蟜生母乃呂不韋家姬。史學界一直指《史記·呂不韋列傳》對秦始皇生母的出身記載自相矛盾，因而衍生「趙豪家女」与为「吕不韦家舞女」並非一人的說法。根據以上說法，秦始皇生母實為趙豪家女[參⁠ 25]。不過在本欄中，成蟜生母則採用韓系外烕一說。
16. ↑  關於子嬰的身世，有四種說法，一說為扶蘇之子，一說為秦始皇之弟，一說為胡亥之兄，一說為長安君成蟜之子，四種說法學術界尚無定論。
17. ↑  《史記·秦始皇本紀》原文為「太后淫不止」。
18. ↑  唐司馬貞《史記索隱》指昌平君為楚之公子，立以為相，後徙於郢，項燕立為荊王，史失其名。昌文君名亦不知也。不過學者胡正明認為，昌平君率兵平叛時，尚未為秦相；司馬貞的理解是對史記文字的句讀有誤。
19. ↑  唐朝司馬貞《史記索隱》按：不韋飲鴆死，其賓客數千人竊共葬於洛陽北芒山。
20. ↑  《史記·秦始皇本紀》記載的所谓「晋人，逐出之」，并非单纯指韩赵魏三晋的人，而是广义指外国人，即非秦人。見《史記疑案》．李全華著．湖南大學出版社．第1版（2010年7月1日）．ISBN 9787811138405．第1.10章　李斯浮沉謎案
21. ↑  唐朝張守節《史記正義》：若是秦人哭臨者，奪其官爵，遷移於房陵。
22. ↑  唐朝張守節《史記正義》：若是秦人不哭臨不韋者，不奪官爵，亦遷移於房陵。
23. ↑  東漢班固《漢書·溝洫志》記載：自鄭國渠起，至元鼎六年，百三十六歲，與史記所记年份完全相符，因此鄭國渠建造的年份應為秦王政元年。
24. ↑  唐朝司馬貞《史記索隱·卷二十九·河渠書第七》：鄭國云：「臣為韓延數歲之命，為秦建萬代之功」是也。
25. ↑  《戰國策·秦策五·四國為一將以攻秦》記載韓非向嬴政進讒言，指出使關東三年，破壞四國合縱的姚賈實際上只是借嬴政之势，用秦国的珍宝，私自结交诸侯。儘管姚賈最終消除了嬴政的疑心，但自此與韓非結仇。
26. ↑  唐朝張守節《史記正義》括地志云：「雲陽城在雍州雲陽縣西八十里，秦始皇甘泉宮在焉。」
27. ↑  趙國公子嘉在邯鄲被攻佔後，率領他的宗族幾百人到代地收拾殘部，並自立為代王，聯燕抗秦。
28. ↑  此战《史记》的记载多有错杂不明之处，采纳杨宽所著《战国史料编年辑证》的观点，见杨所著《战国史料编年辑证》第1103页。[參⁠ 35]
29. ↑  中國歷史地圖集（The Historical Atlas of China）中國地圖出版社出版（主編：王全國）, ISBN 978-7-980013-01-5/K‧01
30. ↑  《戰國策·秦策五·文信侯出走》一文記載當時向趙王進讒言陷害李牧的人，是趙國大臣韓倉。
31. ↑  司馬遷《史記·六國年表》：（秦王政21年）王賁擊楚
32. ↑  唐司馬貞《史記索隱》在《史記·春申君列傳》中按：楚捍（即楚幽王）有母弟猶（即楚哀王），猶有庶兄負芻及昌平君，是楚君完非無子，而上文云考烈王無子，誤也。
33. ↑  1982年，中國考古學家發現一個秦代鑄造的銅戈，稱為「十七年丞相啟狀戈」，現收藏在天津市博物館，銅戈刻有十七個文字：「十七年，丞相啟、狀造，郃陽。嘉，丞兼，庫𫊸，工邪」。學者指「丞相啟」應為昌平君熊啟，「丞相狀」應為隗狀。
34. ↑  唐司馬貞《史記索隱》記載：「昌平君，楚之公子，立以為相，后徙於郢」，據此可知昌平君曾任秦國丞相。以秦漢官職任免的正常程序而論，丞相免職後，一般由御史大夫遞補升任。當呂不韋、昌平君接受詔令平定嫪毐之亂時，昌平君的排名僅次於呂不韋，可推測呂不韋被罷相後，應由時任御史大夫的昌平君接任丞相，這亦合乎秦漢官職升遷的制度程序，亦可參見註33。
35. ↑  攻楚方略屬國家大事，故推斷嬴政會為此召開廷議，秦漢廷議主要大臣皆出席，昌平君為右丞相，自然是參與廷議的主要人物。
36. ↑  史書沒有記載昌平君對攻楚的意見及看法，不過根據他在王翦被貶斥出京後，繼而被貶至郢陳，他可能附和王翦的意見，對攻楚持慎重態度，因而得罪嬴政。
37. ↑  《史記·蒙恬列傳》記載，蒙恬在秦王政26年才成為秦國將軍，故此率兵滅楚的，應為蒙恬之父蒙武，《史記·白起王翦列傳》及《史記·秦始皇本紀》的記載有誤。
38. ↑  唐朝張守節的《史記正義》指，城父當作父城，在唐汝州郟城縣東，於秦朝屬潁川郡。城父於郢陳為東，但父城於郢陳以西。父城、城父兩城名，舊籍多有誤寫（見田餘慶著《说张楚：关于“亡秦必楚”问题的探讨》一文）。
39. ↑  武安君白起因為拒絕秦昭襄王的徵召，包圍趙國國都邯鄲，秦昭王認為他心懷怨望，賜下寶劍迫他自盡。
40. ↑  據田餘慶「說張楚：關於亡秦必楚問題的探討」一文，在雲夢睡虎地四號秦墓出土木牘，寫有安陸（即今雲夢）戍卒名為黑夫和惊二人的兩封家書。前一封有「黑夫等直丘淮陽，攻反城久，傷未可智（知）也」之語，後一封有「以惊居反城中故」之語。前一封據黃盛璋先生參考汪曰楨《歷代長術概要》和日本國新城新藏《戰國長漢長曆圖》，估計寫於二月辛巳，後一封應寫於三月，即秦王政24年3月。
41. ↑  民國初年史家楊寬在其著作《戰國史》指，樊於期就是在秦趙「肥之戰」中戰敗，僅以身免的桓齮。
42. ↑  司馬遷《史記·刺客列傳》：荊軻者，衛人也。其先乃齊人，徙於衛，衛人謂之慶卿。
43. ↑  司馬遷《史記·刺客列傳》：太子（丹）豫求天下之利匕首，得趙人徐夫人匕首，取之百金，使工以藥焠之，以試人，血濡縷，人無不立死者。
44. ↑  根據宋代鮑彪對《戰國策．齊策．卷六》的注釋，陳馳為齊國客卿，後出仕秦國（原文：齊客之入秦者。正曰：上章謂「齊賓客入秦，皆為變辭」。又陳為齊姓，故云。然不可考。）。
45. ↑  據宋代鮑彪對《戰國策．齊策．卷六》的注釋：共城，屬河內郡。宋代時為衛州共城縣，今河南省新鄉輝縣市（原文：共，屬河內。補曰：衛州共城縣。）
46. ↑  據宋代鮑彪對《戰國策．齊策．卷六》的注釋：客是指出使齊國的陳馳，原文為：「客，謂陳馳。自秦稱之，曰客。」，亦有人指客的意思，是那些游說齊王建向秦國投降的外國客卿，指齊王建沒有慧眼識人，只聽從奸臣或秦國陳馳的游說降秦，最後落得悲慘下場。
47. ↑  唐司馬貞《史記索隱》按：天皇、地皇之下即云泰皇，當人皇也。而封禪書云「昔者太帝使素女鼓瑟而悲」，蓋三皇已前稱泰皇。一云泰皇，太昊也。
48. ↑  劉宋裴駰《史記集解》引用蔡邕的敍述，指制書，帝者制度之命也，其文曰「制」。詔，詔書。詔，告也。
49. ↑  劉宋裴駰《史記集解》引述衞宏的敍述，指秦以前，民皆以金玉為印，龍虎鈕，唯其所好。秦以來，天子獨以印稱璽，又獨以玉，羣臣莫敢用。
50. ↑  寡人意為「寡德之人」，是在秦始皇之前的君主自稱，春秋戰國時期常用，據說是表示自謙之意，又或者是有無上的權力而有高處不勝寒之感。
51. ↑  唐司馬貞《史記索隱》引述東漢蔡邕對「朕」一詞的敍述，指朕有「我」的意思。古者上下共稱之，貴賤不嫌，則可以同號之義也。皋陶與舜言「朕言惠，可底行」。屈原曰「朕皇考」。至秦，然後天子獨以為稱。漢因而不改。
52. ↑  唐張守節《史記正義》引用北魏崔浩的敍述，指李斯磨和璧作之，漢諸帝世傳服之，謂「傳國璽」。
53. ↑  秦代初年是三十六郡，後來北伐匈奴，南征百越後，再增加五郡，共四十一郡。直至秦亡為止，共置五十四郡[參⁠ 53]。
54. ↑  唐·張守節《史記正義》按三輔舊事云：「聚天下兵器，鑄銅人十二，各重二十四萬斤。漢世在長樂宮門。」
55. ↑  司馬遷《史記·劉敬叔孫通列傳》：（陳勝起義期間）夫諸侯初起時，非齊諸田，楚昭、屈、景莫能興。
56. ↑  司馬遷《史記·高祖本紀》：秦始皇帝常曰「東南有天子氣」，於是因東遊以厭之。
57. ↑  唐司馬貞《史記索隱》按：又臣瓚下注云「秦以一溢为一金，汉以一斤为一金」，是其义也。
58. ↑  劉宋裴駟《史記集解》引孟康曰：「二十两为溢。」
59. ↑  唐顏師古注解引臣瓚曰：「言錢之形質如周錢，唯文異耳。」
60. ↑  所謂贅婿包括兩個情況，第一種指男子贅入女家者；第二種指貧民典身給富人，過期不贖，沒為奴隸者。
61. ↑  雲夢秦簡《司空律》曰：𫊸（系）城旦春，公食當責者，石卅錢。可參見睡虎地秦墓竹簡整理小組：《睡虎地秦墓竹簡》，文物出版社，1978年版，第88頁。
62. ↑  秦律严禁百姓私自迁移田界，更遑論自由占田，《睡虎地云梦秦简》中的《法律答问》记载：「盗徙封，赎耐。何如为封？封即田阡陌。顷半封殴，且非是？而盗徙之，赎耐，可重也？是，不重。」可參見睡虎地秦墓竹简整理小组编：《睡虎地秦墓竹简》，文物出版社，1978年版，178页
63. ↑  劉宋裴駰《史記集解》引東漢學者應劭指「馳道，天子道也，道若今之中道然。」
64. ↑  《史記》只記載秦始皇下令「車同軌」，並沒有規定車軌（車輪相距）長度的記載，但秦尚水德，數尚六，故推斷秦始皇規定的車軌為六尺長。
65. ↑  唐·張守節《史記正義》引述括地誌云：「秦阿房宮亦曰阿城，在雍州長安縣西北一十四里。」。
66. ↑  隱官是秦朝官府設立的手工作坊，收容刑滿釋放後身體有殘缺的受刑者作工，見「馬非百.《秦集史》人物傳十.中華書局. 1982年8月.」。
67. ↑  關於所謂的人魚是何物，歷代文獻各有不同解釋，《史記集解》稱人魚似鮎，四腳。《史記正義》分別引述《廣志》及《異物志》，《廣志》版本指所謂人魚其實是娃娃魚。至於《異物志》版本指人魚似人形，長尺餘。不堪食，出沒在今浙江台州一帶。《太平御覽·卷803》引述《三秦記》指，人魚其實是鯨魚。
68. ↑  唐張守節《史記正义》曰：「谓出土为陵，即成，还复其土，故言复土。」
69. ↑  除了蒙恬外，《淮南子·人間訓》還記載秦始皇還任命楊翁子為北伐匈奴的將領，原文如下：「秦皇挾錄圖，見其傳曰：『亡秦者，胡也。』因發卒五十萬，使蒙公、楊翁子將，築脩城，西屬流沙，北擊遼水，東結朝鮮，中國內郡輓車而餉之。」，但正史沒有楊翁子其人的記載。
70. ↑  《史記·秦始皇本紀》只記載秦始皇33年「置桂林、南海及象郡，以謫遣戍」，但不是指秦攻百越戰爭始於秦始皇33年，蓋因秦人纪事，慣於不记始事年月，而把始事及事件经过，皆系于终事之年。如《史记》秦本纪说秦昭王“七年，拔新城”。而出土《睡虎地秦墓竹简》之“编年记”说：“六年，攻新城。七年，新城陷。八年，新城归。”证明秦國官方史书《秦记》体例，始事及事件经过皆系于终事之年，而不记始事之年。參見《史記疑案》，李全華著，湖南大學出版社，第1版（2010年7月1日），ISBN：9787811138405，1.9发现秦征南越历史
71. ↑  《史記·韓信盧綰列傳》記載：「（漢高祖十一年）十二月，上（高帝）自擊東垣，東垣不下，卒罵上。東垣降，卒罵者斬之，不罵者黥之。更名東垣曰真定。」真定，戰國時屬趙國，名東垣，漢高祖十一年（公元前197年）更名真定。
72. ↑  從秦始皇命使監祿開鑿靈渠一事來看，可見當時南征秦軍已意識到利用湘江水道，作為深入嶺南的主要線路。
73. ↑  秦滅楚之戰，嬴政最終動用了六十萬兵力滅楚，已經是動用了秦國境內全部可用之兵，而且對統帥王翦已略有疑忌。秦攻百越之戰遠不能跟秦滅楚之戰相提並論，故此「五十萬」一說，實屬嚴重誇大，有可能連往百越「谪戍」的百姓都包括在內。
74. ↑  《史記·淮南衡山列傳》記載為尉佗，但趙佗出身自六國的「新黔首」，加上屠睢已亡，難以想像趙佗會被秦始皇信任，成為征越秦軍的最高軍事長官，而且《史記．南越列傳》記載，陳勝起義時，趙佗正擔任龍川令，可見當時伍被稱秦始皇命尉佗征越，實屬張冠李戴之故。
75. ↑  中国古代文献中的“病”与现代汉语中的“病”概念不一样。一般较轻的病，在古代文献中只称“疾”，只有重病才称“病”[參⁠ 92]。
76. ↑  后宫之谜：秦始皇后妃为何史书无任何记载，摘自李開元《秦始皇的秘密》
77. ↑  李開元，《秦謎：秦始皇的秘密》，台北市：聯經（2010），頁219-222。
78. ↑  1976年10月，在發掘中發現了一枚私印，一枚「榮祿」，「榮祿」被推斷是秦始皇兒子的名字。
79. ↑  1976年10月，在發掘中發現了一枚私印，一枚印文為「陽滋」，出土於女姓墓中。「陽滋」被推斷是秦始皇女兒的名字。
80. ↑   註:

### 引用古籍
1. 1 2 3  司馬遷《史記·秦始皇本紀》：七月丙寅，始皇崩於沙丘平臺。　伏生《洪範五行傳》：始皇以六月乙丑死於沙丘。
2. ↑  司馬遷《史記·秦本紀》：五月丙午，莊襄王卒，子政立，是為秦始皇帝。
3. ↑  司馬遷《史記·秦始皇本紀》：以秦昭王四十八年正月生於邯鄲。及生，名為政，姓趙氏。
4. ↑  【史記索隱】莊襄王者，孝文王之中子，昭襄王之孫也，名子楚。按：戰國策本名子異，後爲華陽夫人嗣，夫人楚人，因改名子楚也。
5. 1 2  司馬遷《史記·秦始皇本紀》：「朕為始皇帝。後世以計數。二世三世至于萬世，傳之無窮。」
6. ↑  司馬遷《史記·范睢蔡澤列傳》進（范睢）曰：「王不如遠交而近攻，得寸則王之寸也，得尺亦王之尺也。今釋此而遠攻，不亦繆乎！且昔者中山之國地方五百里，趙獨吞之，功成名立而利附焉，天下莫之能害也。今夫韓、魏，中國之處而天下之樞也，王其欲霸，必親中國以為天下樞，以威楚、趙。楚彊則附趙，趙彊則附楚，楚、趙皆附，齊必懼矣。齊懼，必卑辭重幣以事秦。齊附而韓、魏因可虜也。」
7. ↑  司馬遷《史記·秦本紀》：「（秦昭襄王）四十年，悼太子死魏……四十二年，安國君為太子。」
8. ↑  司馬遷《史記·呂不韋列傳》：「秦昭王四十年，太子死。其四十二年，以其次子安國君為太子。安國君有子二十餘人。」
9. ↑  司馬遷《史記·呂不韋列傳》：「安國君中男名子楚，子楚母曰夏姬，毋愛。」
10. ↑  司馬遷《史記·呂不韋列傳》：「秦數攻趙，趙不甚禮子楚。」
11. 1 2  《戰國策·秦策五》：濮陽人呂不韋賈於邯鄲
12. 1 2  《戰國策·秦策五》：乃說秦王后弟陽泉君曰
13. 1 2  《戰國策·秦策五》：不韋曰：『王年高矣，王后無子，子傒有承國之業，士倉又輔之。王一日山陵崩，子傒立，士倉用事，王后之門，必生蓬蒿。
14. ↑  《戰國策·秦策五》：「子異人賢材也，棄於在趙，無母於內，引領西望，而願一得歸。王后誠請而立之，是子異人無國而有國，王后無子而有子也。」
15. ↑  《戰國策·秦策五》：「陽泉君曰：『然。』入說王后，王后乃請趙而歸之。」
16. 1 2  《戰國策·秦策五》：趙未之遣，不韋說趙曰：『子異人，秦之寵子也，無母於中，王后欲取而子之。使秦而欲屠趙，不顧一子以留計，是抱空質也。若使子意人歸而得立，趙厚送遣之，是不敢倍德畔施，是自為德講。秦王老矣，以日晏駕，雖有子異人，不足以結秦。』趙乃遣之。
17. ↑  《戰國策．秦策五》：異人至，不韋使楚服而見。王后悅其狀，高其知，曰：『吾楚人也。』而自子之，乃變其名曰楚。
18. ↑  《戰國策．秦策五》：「（子楚）間曰：『陛下嘗軔車於趙矣，趙之豪桀，得知名者不少。今大王反國，皆西面而望。大王無一介之使以存之，臣恐其皆有怨心，使邊境早閉晚開。』王以為然，奇其計。」
19. ↑  《戰國策·秦策五》：王后勸立之。王乃召相，令之曰：『寡人子莫若楚。』立以為太子。
20. 1 2  《戰國策·秦策五》：子楚立，以不韋為相，號曰文信侯，食藍田十二縣。
21. ↑  東漢班固《漢書·五行志第七下之上》：曰，諸畜生非其類，子孫必有非其姓者，至於始皇，果呂不韋子。京房易傳曰：「方伯分威，厥妖牡馬生子。亡天子，諸侯相伐，厥妖馬生人。」
22. ↑  司馬遷《史記·呂不韋列傳》：呂不韋者，陽翟大賈人也。往來販賤賣貴，家累千金。
23. ↑  司馬遷《史記·呂不韋列傳》：呂不韋乃以五百金與子楚，為進用，結賓客；而複以五百金買奇物玩好，自奉而西游秦，求見華陽夫人姊，而皆以其物獻華陽夫人。因言子楚賢智，結諸侯賓客遍天下，常曰「楚也以夫人為天，日夜泣思太子及夫人」。夫人大喜。不韋因使其姊說夫人曰：「吾聞之，以色事人者，色衰而愛弛。今夫人事太子，甚愛而無子，不以此時蚤自結於諸子中賢孝者，舉立以為適而子之，夫在則尊重，夫百歲之後，所子者為王，終不失勢，此所謂一言而萬世之利也。不以繁華時樹本，即色衰愛弛後，雖欲開一言，尚可得乎？今子楚賢，而自知中男也，次不得為適，其母又不得幸，自附夫人，夫人誠以此時拔以為適，夫人則竟世有寵於秦矣。」華陽夫人以為然，承太子間，從容言子楚質於趙者絕賢，來往者皆稱譽之。乃因涕泣曰：「妾幸得充後宮，不幸無子，原得子楚立以為適嗣，以託妾身。」安國君許之，乃與夫人刻玉符，約以為適嗣。
24. ↑  司馬遷《史記·呂不韋列傳》：子楚與呂不韋謀，行金六百斤予守者吏，得脫，亡赴秦軍，遂以得歸。
25. ↑  司馬遷《史記·呂不韋列傳》：莊襄王元年，以呂不韋為丞相，封為文信侯，食河南雒陽十萬戶。
26. ↑  班固《漢書·地理志》：河南郡，故秦三川郡，高帝更名。
27. ↑  司馬遷《史記·秦始皇本紀》：「晉陽反，元年，將軍蒙驁擊定之。」
28. ↑  司馬遷《史記·呂不韋列傳》：「太子政立為王，尊呂不韋為相國，號稱『仲父』」。
29. ↑  司馬遷《史記·秦始皇本紀》：「蒙驁、王齮、麃公等為將軍。」
30. ↑  司馬遷《史記·呂不韋列傳》：當是時，魏有信陵君，楚有春申君，趙有平原君，齊有孟嘗君，皆下士喜賓客以相傾。呂不韋以秦之彊，羞不如，亦招致士，厚遇之，至食客三千人。
31. ↑  司馬遷《史記·呂不韋列傳》：是時諸侯多辯士，如荀卿之徒，著書布天下。呂不韋乃使其客人人著所聞，集論以為八覽、六論、十二紀，二十餘萬言。以為備天地萬物古今之事，號曰呂氏春秋。
32. ↑  司馬遷《史記·秦始皇本紀》：（秦王政）八年，王弟长安君成蟜将军击赵，反，死（应无死字）屯留，军吏皆斩死，迁其民于临洮。
33. ↑  司馬遷. . .  [-61]. （赵悼襄王）六年，封长安君以饶。
34. ↑  《史記·秦始皇本紀》：（秦王政七年五月）十六日。夏太后死。
35. ↑  司馬遷《史記·呂不韋列傳》：呂不韋恐覺禍及己，乃私求大陰人嫪毐以為舍人，時縱倡樂，使毐以其陰關桐輪而行，令太后聞之。
36. ↑  司馬遷《史記·呂不韋列傳》：呂不韋乃進嫪毐，詐令人以腐罪告之。不韋又陰謂太后曰：「可事詐腐，則得給事中。」太后乃陰厚賜主腐者吏，詐論之，拔其鬚眉為宦者，遂得侍太后。
37. ↑  司馬遷《史記·呂不韋列傳》：太后私與通，絕愛之。有身，太后恐人知之，詐卜當避時，徙宮居雍。
38. ↑  司馬遷《史記·秦始皇本紀》：嫪毐封為長信侯。予之山陽地，令毐居之。宮室車馬衣服苑囿馳獵恣毐。事無小大皆決於毐。又以河西太原郡更為毐國。
39. ↑  司馬遷《史記·呂不韋列傳》：嫪毐家僮數千人，諸客求宦為嫪毐舍人千餘人。
40. 1 2  司馬遷《史記·白起王翦列傳》：王翦行，請美田宅園池甚眾。始皇曰：「將軍行矣，何憂貧乎？」王翦曰：「為大王將，有功終不得封侯，故及大王之鄉臣，臣亦及時以請園池為子孫業耳。」始皇大笑。
41. ↑  司馬遷《史記·秦始皇本紀》：四月，上宿雍。己酉，王冠，帶劍。
42. ↑  司馬遷《史記·呂不韋列傳》：始皇九年，有告嫪毐實非宦者，常與太后私亂，生子二人，皆匿之。與太后謀曰「王即薨，以子為後」。
43. ↑  司馬遷《史記·秦始皇本紀》：長信侯毐作亂而覺，矯王御璽。及太后璽以發縣卒。及衞卒、官騎、戎翟君公、舍人，將欲攻蘄年宮為亂。
44. 1 2  司馬遷《史記·秦始皇本紀》：王知之，令相國、昌平君、昌文君發卒攻毐。
45. ↑  司馬遷《史記·秦始皇本紀》：毐等敗走。即令國中：有生得毐，賜錢百萬；殺之，五十萬。盡得毐等。
46. ↑  司馬遷《史記·呂不韋列傳》：九月，夷嫪毐三族，殺太后所生兩子，而遂遷太后於雍。諸嫪毐舍人皆沒其家而遷之蜀。
47. ↑  西漢劉向《說苑·正諌》：（秦王）下令曰：「敢以太后事諫者，戮而殺之！」從蒺藜其脊肉，幹四肢而積之闕下，諫而死者二十七人矣。
48. ↑  司馬遷《史記·秦始皇本紀》：齊人茅焦說秦王曰：「秦方以天下為事，而大王有遷母太后之名，恐諸侯聞之，由此倍秦也。」
49. ↑  西漢劉向《說苑·正諌》：茅焦對曰：「陛下車裂假父，有嫉妒之心；囊撲兩弟，有不慈之名；遷母萯陽宮，有不孝之行；從蒺藜於諫士，有桀紂之治。今天下聞之，盡瓦解無嚮秦者，臣竊恐秦亡為陛下危之，所言已畢，乞行就質。」
50. ↑  西漢劉向《說苑·正諌》：皇帝立駕，千乘萬騎，空左方自行迎太后萯陽宮，歸於咸陽。復居甘泉宮。
51. ↑  西漢劉向《說苑·正諌》：乃立（茅）焦為仲父，爵之上卿
52. ↑  司馬遷《史記·呂不韋列傳》：始皇十九年，太后薨，諡為帝太后，與莊襄王會葬茝陽。
53. ↑  司馬遷《史記·呂不韋列傳》：王欲誅相國，為其奉先王功大，及賓客辯士為遊說者眾，王不忍致法。
54. ↑  司馬遷《史記·呂不韋列傳》：秦王十年十月，免相國呂不韋……而出文信侯就國河南。
55. ↑  司馬遷《史記·呂不韋列傳》：歲餘，諸侯賓客使者相望於道，請文信侯。
56. ↑  司馬遷《史記·呂不韋列傳》：呂不韋自度稍侵，恐誅，乃飲酖而死。
57. ↑  司馬遷《史記·秦始皇本紀》：（秦始皇）十二年，文信侯不韦死，窃葬。其舍人临者，晋人也，逐出之；秦人六百石以上，夺爵，迁；五百石以下，不临，迁，勿夺爵。
58. ↑  司馬遷《史記·秦始皇本紀》：秦王所加怒呂不韋、嫪毐皆已死，乃皆複歸嫪毐舍人遷蜀者。
59. ↑  司馬遷《史記·秦始皇本紀》：自今以來，操國事不道如嫪毐、不韋者籍其門，視此。
60. ↑  司馬遷《史記·秦始皇本紀》：「（秦王政）三年，蒙驁攻韓，取十三城。」
61. 1 2  司馬遷《史記·魏世家》：（魏）景湣王元年，秦拔我二十城，以為秦東郡。二年，秦拔我朝歌。衞徙野王。
62. ↑  司馬遷《史記·秦始皇本紀》：「（秦王政）五年，將軍驁攻魏，定酸棗、燕、虛、長平、雍丘、山陽城，皆拔之，取二十城。初置東郡。」
63. ↑  司馬遷《史記·六國年表》：始皇帝元年，擊取晉陽，作鄭國渠。
64. ↑  司馬遷《史記·河渠書》：韓聞秦之好興事，欲罷之，毋令東伐，乃使水工鄭國間說秦，令鑿涇水自中山西邸瓠口為渠，並北山東注洛三百餘里，欲以溉田。
65. ↑  司馬遷《史記·河渠書》：中作而覺，秦欲殺鄭國。鄭國曰：「始臣為間，然渠成亦秦之利也。」
66. ↑  司馬遷《史記·秦始皇本紀》：「（秦王政四年）十月庚寅，蝗蟲從東方來，蔽天。天下疫。百姓內粟千石，拜爵一級。」
67. ↑  司馬遷《史記·河渠書》：秦以為然，卒使就渠。
68. ↑  司馬遷《史記·河渠書》：渠就，用注填閼之水，溉澤鹵之地四萬餘頃，收皆畝一鐘。於是關中為沃野，無凶年，秦以富彊，卒並諸侯，因命曰鄭國渠。
69. ↑  司馬遷《史記·李斯列傳》：會韓人鄭國來間秦，以作注溉渠，已而覺。秦宗室大臣皆言秦王曰：「諸侯人來事秦者，大抵為其主游間於秦耳，請一切逐客。」李斯議亦在逐中。
70. ↑  司馬遷《史記·老子韓非列傳》：韓非者，韓之諸公子也。
71. ↑  司馬遷《史記·老子韓非列傳》：非為人口吃，不能道說，而善著書。
72. ↑  司馬遷《史記·老子韓非列傳》：與李斯俱事荀卿，斯自以為不如非。
73. ↑  司馬遷《史記·老子韓非列傳》：人或傳其書至秦。秦王見孤憤、五蠹之書，曰：「嗟乎，寡人得見此人與之遊，死不恨矣！」
74. ↑  司馬遷《史記·老子韓非列傳》：李斯曰：「此韓非之所著書也。」秦因急攻韓。韓王始不用非，及急，乃遣非使秦。
75. ↑  司馬遷《史記·秦始皇本紀》：韓非使秦，秦用李斯謀，留非，非死雲陽。
76. ↑  司馬遷《史記·老子韓非列傳》：李斯、姚賈害之，毀之曰：「韓非，韓之諸公子也。今王欲並諸侯，非終為韓不為秦，此人之情也。今王不用，久留而歸之，此自遺患也，不如以過法誅之。」秦王以為然，下吏治非。李斯使人遺非藥，使自殺。
77. ↑  司馬遷《史記·老子韓非列傳》：秦王後悔之，使人赦之，非已死矣。
78. ↑  《韓非子·孤憤》：智術之士，必遠見而明察，不明察不能燭私；能法之士，必強毅而勁直，不勁直不能矯姦。
79. ↑  《韓非子·五蠹》：故明主之國，無書簡之文，以法為教；無先王之語，以吏為師；無私劍之捍，以斬首為勇。是境內之民，其言談者必軌於法，動作者歸之於功，為勇者盡之於軍。是故無事則國富，有事則兵強，此之謂王資。
80. ↑  《韓非子·五蠹》：是故亂國之俗，其學者則稱先王之道，以籍仁義，盛容服而飾辯說，以疑當世之法，而貳人主之心。其言談者，為設詐稱，借於外力，以成其私，而遺社稷之利。其帶劍者，聚徒屬，立節操，以顯其名，而犯五官之禁。其患御者，積於私門，盡貨賂，而用重人之謁，退汗馬之勞。其商工之民，修治苦窳之器，聚弗靡之財，蓄積待時，而侔農夫之利。此五者，邦之蠹也。
81. ↑  司馬遷《史記·李斯列傳》：今怠而不急就，諸侯複彊，相聚約從，雖有黃帝之賢，不能並也。
82. ↑  司馬遷《史記·秦始皇本紀》：大梁人尉繚來，說秦王曰：「以秦之彊，諸侯譬如郡縣之君，臣但恐諸侯合從，翕而出不意，此乃智伯、夫差、湣王之所以亡也。願大王毋愛財物，賂其豪臣，以亂其謀，不過亡三十萬金，則諸侯可盡。」
83. ↑  司馬遷《史記·秦始皇本紀》：秦王從其計，見尉繚亢禮，衣服食飲與繚同。
84. ↑  司馬遷《史記·李斯列傳》：秦王乃拜斯為長史，聽其計，陰遣謀士齎持金玉以遊說諸侯。諸侯名士可下以財者，厚遺結之；不肯者，利劍刺之。離其君臣之計，秦王乃使其良將隨其後。秦王拜斯為客卿。
85. ↑  司馬遷《史記·趙世家》：（趙悼襄王）九年，趙攻燕，取貍、陽城。兵未罷，秦攻鄴，拔之。
86. ↑  司馬遷《史記·秦始皇本紀》：王翦攻閼與、橑楊。翦將十八日，軍歸斗食以下，什推二人從軍。取鄴安陽，桓齮將。
87. ↑  《韓非子·飾邪》：鑿龜數筴，兆曰「大吉」，而以攻燕者，趙也。鑿龜數筴，兆曰「大吉」，而以攻趙者，燕也。劇辛之事燕，無功而社稷危；鄒衍之事燕，無功而國道絕。趙代先得意於燕，後得意於齊，國亂節高。自以為與秦提衡，非趙龜神而燕龜欺也。趙又嘗鑿龜數筴而北伐燕，將劫燕以逆秦，兆曰「大吉」。始攻大梁（应为勺梁）而秦出上黨矣，兵至厘（即狸）而六城拔矣；至陽城，秦拔鄴矣；龐援揄兵而南，則鄣（应为漳）盡矣。臣故曰：趙龜雖無遠見於燕，且宜近見於秦。秦以其「大吉」，闢地有實，救燕有有名。趙以其「大吉」，地削兵辱，主不得意而死。
88. ↑  司馬遷《史記·秦始皇本紀》：（秦王政）十三年，桓齮攻趙平陽，殺趙將扈輒，斬首十萬。
89. ↑  司馬遷《史記·趙世家》：（趙王遷）三年，秦攻赤麗、宜安。
90. ↑  司馬遷《史記·趙世家》：李牧率師與戰肥下，卻之。封牧為武安君。
91. ↑  司馬遷《史記·廉頗藺相如列傳》：趙乃以李牧為大將軍，擊秦軍於宜安，大破秦軍，走秦將桓齮。封李牧為武安君。
92. ↑  司馬遷《史記·秦始皇本紀》：（十四年）韓王請為臣。
93. ↑  司馬遷《史記·秦始皇本紀》：（秦王政）十五年，大興兵，一軍至鄴，一軍至太原，取狼孟。
94. ↑  司馬遷《史記·趙世家》（趙王遷）四年，秦攻番吾，李牧與之戰，卻之。
95. ↑  司馬遷《史記·秦始皇本紀》：（秦王政）十六年九月，發卒受地韓南陽假守騰。初令男子書年。
96. 1 2  司馬遷《史記·趙世家》（趙王遷）五年，代地大動，自樂徐以西，北至平陰，台屋牆垣太半壞，地坼東西百三十步。六年，大饑，民訛言曰：「趙為號，秦為笑。以為不信，視地之生毛。」
97. ↑  司馬遷《史記·秦始皇本紀》：（秦王政）十七年，內史騰攻韓，得韓王安，盡納其地，以其地為郡，命曰潁川。
98. ↑  班固《漢書·地理志》：「秦既滅韓，徙天下不軌之民於南陽，故其俗誇奢，上氣力，好商賈漁獵，藏匿難制御也。」
99. ↑  司馬遷《史記·秦始皇本紀》：（秦王政）十八年，大興兵攻趙，王翦將上地，下井陘，端和將河內，羌瘣伐趙，端和圍邯鄲城。
100. ↑  司馬遷《史記·趙世家》（趙王遷）七年，秦人攻趙，趙大將李牧、將軍司馬尚將，擊之
101. ↑  司馬遷《史記·廉頗藺相如列傳·附李牧》：秦多與趙王寵臣郭開金，為反間，言李牧、司馬尚欲反。趙王乃使趙蔥及齊將顏聚代李牧。李牧不受命，趙使人微捕得李牧，斬之。廢司馬尚。
102. ↑  《戰國策 卷二十一 趙策四》：秦使王翦攻趙，趙使李牧、司馬尚御之。李牧數破走秦軍，殺秦將桓齮。王翦惡之，乃多與趙王寵臣郭開等金，使為反間，曰：「李牧、司馬尚欲與秦反趙，以多取封於秦。」趙王疑之，使趙蔥及顏為代將，斬李牧，廢司馬尚。
103. ↑  司馬遷《史記·廉頗藺相如列傳·附李牧》：後三月，王翦因急擊趙，大破殺趙蔥，虜趙王遷及其將顏聚，遂滅趙。
104. ↑  司馬遷《史記·秦始皇本紀》：趙公子嘉率其宗數百人之代，自立為代王，東與燕合兵，軍上谷。
105. ↑  司馬遷《史記·秦始皇本紀》：引兵欲攻燕，屯中山。
106. 1 2  司馬遷《史記·秦始皇本紀》：秦王之邯鄲，諸嘗與王生趙時母家有仇怨，皆阬之。秦王還，從太原、上郡歸。
107. 1 2  司馬遷《史記·秦始皇本紀》：（秦王政）廿一年，新鄭反。昌平君徙於郢。
108. 1 2  《睡虎地秦簡·編年紀》：韓王死。昌平君其處，有死𫊸屬（秦王政21年）。
109. ↑  司馬遷《史記·秦始皇本紀》：（秦王政）十六年，魏獻地於秦。
110. ↑  司馬遷《史記·秦始皇本紀》：荊王獻青陽以西，已而畔約，擊我南郡，故發兵誅，得其王，遂定其荊地。
111. 1 2  司馬遷《史記·楚世家》：（楚王負芻）二年，秦使將軍伐楚，大破楚軍，亡十餘城。
112. ↑  司馬遷《史記·秦始皇本紀》：（秦王政）二十二年，王賁攻魏，引河溝灌大梁，大梁城壞，其王請降，盡取其地。
113. ↑  司馬遷《史記·魏世家》：太史公曰：吾適故大梁之墟，墟中人曰：「秦之破梁，引河溝而灌大梁，三月城壞，王請降，遂滅魏。」
114. ↑  司馬遷《史記·白起王翦列傳》：於是始皇問李信：「吾欲攻取荊，於將軍度用幾何人而足？」李信曰：「不過用二十萬人。」始皇問王翦，王翦曰：「非六十萬人不可。」
115. ↑  司馬遷《史記·白起王翦列傳》：王翦言不用，因謝病，歸老於頻陽。
116. ↑  司馬遷《史記·白起王翦列傳》：（秦昭襄王29年）攻楚，拔郢，燒夷陵，遂東至竟陵。楚王亡去郢，東走徙陳。秦以郢為南郡。
117. ↑  司馬遷《史記·白起王翦列傳》：遂使李信及蒙恬（之父）將二十萬南伐荊……李信攻平與，蒙恬（之父）攻寢，大破荊軍。
118. ↑  司馬遷《史記·白起王翦列傳》：信又攻鄢郢，破之，於是引兵而西，與蒙恬（之父）會城父（當作父城）。
119. ↑  司馬遷《史記·白起王翦列傳》：荊人因隨之，三日三夜不頓舍，大破李信軍，入兩壁，殺七都尉，秦軍走。
120. ↑  司馬遷《史記·白起王翦列傳》：今聞荊兵日進而西。
121. ↑  司馬遷《史記·白起王翦列傳》：始皇聞之，大怒，自馳如頻陽，見謝王翦…
122. ↑  司馬遷《史記·白起王翦列傳》：王翦謝曰：「老臣罷病悖亂，唯大王更擇賢將。」始皇謝曰：「已矣，將軍勿複言！」王翦曰：「大王必不得已用臣，非六十萬人不可。」始皇曰：「為聽將軍計耳。」於是王翦將兵六十萬人，始皇自送至灞上。
123. ↑  司馬遷《史記·白起王翦列傳》：王翦既至關，使使還請善田者五輩。
124. ↑  司馬遷《史記·秦始皇本紀》：（秦王政）二十三年，秦王復召王翦，彊起之，使將擊荊。取陳以南至平輿。虜荊王。
125. ↑  《睡虎地秦簡·編年記》：（秦王政）廿三年，興，攻荊，□□守陽□死。四月，昌文君死。
126. 1 2  司馬遷《史記·秦始皇本紀》：秦王游至郢陳。
127. ↑  司馬遷《史記·秦始皇本紀》：荊將項燕立昌平君為荊王，反秦於淮南。
128. ↑  司馬遷《史記·秦始皇本紀》：（秦王政）二十四年，王翦、蒙武攻荊，破荊軍，昌平君死，項燕遂自殺。
129. ↑  司馬遷《史記·白起王翦列傳》：至蘄南，殺其將軍項燕
130. ↑  司馬遷《史記·秦始皇本紀》：王翦遂定荊江南地，降越君，置會稽郡。五月，天下大酺。
131. ↑  司馬遷《史記·刺客列傳》：燕太子丹者，故嘗質於趙，而秦王政生於趙，其少時與丹驩。及政立為秦王，而丹質於秦。秦王之遇燕太子丹不善，故丹怨而亡歸。
132. ↑  司馬遷《史記·刺客列傳》：歸而求為報秦王者，國小，力不能。
133. ↑  司馬遷《史記·刺客列傳》：太子丹患之，問其傅鞠武。武對曰：「秦地遍天下，威脅韓、魏、趙氏，北有甘泉、穀口之固，南有涇、渭之沃，擅巴、漢之饒，右隴、蜀之山，左關、殽之險，民眾而士厲，兵革有餘。意有所出，則長城之南，易水以北，未有所定也。奈何以見陵之怨，欲批其逆鱗哉！」
134. ↑  司馬遷《史記·刺客列傳》：秦將樊於期得罪於秦王，亡之燕，太子受而舍之。
135. ↑  司馬遷《史記·刺客列傳》：鞠武諫曰：「不可。夫以秦王之暴而積怒於燕，足為寒心，又況聞樊將軍之所在乎？是謂『委肉當餓虎之蹊』也，禍必不振矣！雖有管、晏，不能為之謀也。原太子疾遣樊將軍入匈奴以滅口。請西約三晉，南連齊、楚，北購於單于，其後乃可圖也。」
136. ↑  司馬遷《史記·刺客列傳》：太子（丹）曰：「太傅之計，曠日彌久，心惛然，恐不能須臾。且非獨於此也，夫樊將軍窮困於天下，歸身於丹，丹終不以迫於彊秦而棄所哀憐之交，置之匈奴，是固丹命卒之時也。原太傅更慮之。」
137. ↑  司馬遷《史記·刺客列傳》：鞠武曰：「夫行危欲求安，造禍而求福，計淺而怨深，連結一人之後交，不顧國家之大害，此所謂『資怨而助禍』矣……燕有田光先生，其為人智深而勇沈，可與謀。」
138. ↑  司馬遷《史記·刺客列傳》：出見田先生，道「太子原圖國事於先生也」。田光曰：「敬奉教。」乃造焉。
139. ↑  司馬遷《史記·刺客列傳》：田光曰：「臣聞騏驥盛壯之時，一日而馳千里；至其衰老，駑馬先之。今太子聞光盛壯之時，不知臣精已消亡矣。雖然，光不敢以圖國事，所善荊卿可使也。」太子曰：「原因先生得結交於荊卿，可乎？」田光曰：「敬諾。」
140. ↑  司馬遷《史記·刺客列傳》：（田光）欲自殺以激荊卿，曰：「原足下急過太子，言光已死，明不言也。」因遂自刎而死。
141. ↑  司馬遷《史記·刺客列傳》：荊軻遂見太子，言田光已死，致光之言。太子再拜而跪，膝行流涕，有頃而後言曰：「丹所以誡田先生毋言者，欲以成大事之謀也。今田先生以死明不言，豈丹之心哉！」
142. ↑  司馬遷《史記·刺客列傳》：今計舉國不足以當秦。諸侯服秦，莫敢合從。丹之私計愚，以為誠得天下之勇士使於秦，闚以重利；秦王貪，其勢必得所原矣。誠得劫秦王，使悉反諸侯侵地，若曹沫之與齊桓公，則大善矣；則不可，因而刺殺之。彼秦大將擅兵於外而內有亂，則君臣相疑，以其間諸侯得合從，其破秦必矣。此丹之上原，而不知所委命，唯荊卿留意焉。
143. ↑  司馬遷《史記·刺客列傳》：太子（丹）前頓首，固請毋讓，然後許諾。於是尊荊卿為上卿，舍上舍。
144. ↑  司馬遷《史記·刺客列傳》：夫樊將軍，秦王購之金千斤，邑萬家。
145. ↑  司馬遷《史記·刺客列傳》：荊軻知太子不忍，乃遂私見樊於期曰：「秦之遇將軍可謂深矣，父母宗族皆為戮沒。今聞購將軍首金千斤，邑萬家，將奈何？」於期仰天太息流涕曰：「於期每念之，常痛於骨髓，顧計不知所出耳！」荊軻曰：「今有一言可以解燕國之患，報將軍之仇者，何如？」於期乃前曰：「為之奈何？」荊軻曰：「原得將軍之首以獻秦王，秦王必喜而見臣，臣左手把其袖，右手揕其匈，然則將軍之仇報而燕見陵之愧除矣。將軍豈有意乎？」樊於期偏袒搤捥而進曰：「此臣之日夜切齒腐心也，乃今得聞教！」遂自剄。
146. ↑  司馬遷《史記·刺客列傳》：燕國有勇士秦舞陽，年十三，殺人，人不敢忤視。乃令秦舞陽為副。
147. ↑  司馬遷《史記·刺客列傳》：誠得樊將軍首與燕督亢之地圖，奉獻秦王，秦王必說見臣，臣乃得有以報。
148. ↑  司馬遷《史記·刺客列傳》：遂至秦，持千金之資幣物，厚遺秦王寵臣中庶子蒙嘉。
149. ↑  司馬遷《史記·刺客列傳》：嘉為先言於秦王曰：「燕王誠振怖大王之威，不敢舉兵以逆軍吏，原舉國為內臣，比諸侯之列，給貢職如郡縣，而得奉守先王之宗廟。恐懼不敢自陳，謹斬樊於期之頭，及獻燕督亢之地圖，函封，燕王拜送於庭，使使以聞大王，唯大王命之。」
150. 1 2  司馬遷《史記·刺客列傳》：秦王聞之，大喜，乃朝服，設九賓，見燕使者咸陽宮。
151. ↑  司馬遷《史記·刺客列傳》：荊軻奉樊於期頭函，而秦舞陽奉地圖柙，以次進。
152. ↑  司馬遷《史記·刺客列傳》：至陛，秦舞陽色變振恐，群臣怪之。
153. ↑  司馬遷《史記·刺客列傳》：荊軻顧笑舞陽，前謝曰：「北蕃蠻夷之鄙人，未嘗見天子，故振慴。原大王少假借之，使得畢使於前。」
154. ↑  司馬遷《史記·刺客列傳》：秦王謂軻曰：「取舞陽所持地圖。」軻既取圖奏之，秦王發圖，圖窮而匕首見。
155. ↑  司馬遷《史記·刺客列傳》：因左手把秦王之袖，而右手持匕首揕之。
156. 1 2  司馬遷《史記·刺客列傳》：秦王驚，自引而起，袖絕。拔劍，劍長，操其室。時惶急，劍堅，故不可立拔。
157. 1 2  司馬遷《史記·刺客列傳》：荊軻逐秦王，秦王環柱而走。
158. ↑  司馬遷《史記·刺客列傳》：群臣皆愕，卒起不意，盡失其度。而秦法，群臣侍殿上者不得持尺寸之兵；諸郎中執兵皆陳殿下，非有詔召不得上。
159. ↑  司馬遷《史記·刺客列傳》：是時侍醫夏無且以其所奉藥囊提荊軻也。
160. ↑  司馬遷《史記·刺客列傳》：負劍，遂拔以擊荊軻，斷其左股。荊軻廢，乃引其匕首以擿秦王，不中，中桐柱。秦王複擊軻，軻被八創。
161. ↑  司馬遷《史記·刺客列傳》：秦王不怡者良久。已而論功，賞群臣及當坐者各有差，而賜夏無且黃金二百溢，曰：「無且愛我，乃以藥囊提荊軻也。」
162. ↑  司馬遷《史記·秦始皇本紀》：而使王翦、辛勝攻燕。燕、代發兵擊秦軍，秦軍破燕易水之西。
163. ↑  司馬遷《史記·秦始皇本紀》：（秦王政）二十一年，乃益發卒詣王翦軍，遂破燕太子軍，取燕薊城，得太子丹之首。燕王東收遼東而王之。王翦謝病老歸。
164. ↑  司馬遷《史記·刺客列傳》：燕王喜、太子丹等盡率其精兵東保於遼東。
165. ↑  司馬遷《史記·刺客列傳》：秦將李信追擊燕王急
166. ↑  司馬遷《史記·刺客列傳》：其後李信追丹，丹匿衍水中
167. ↑  司馬遷《史記·刺客列傳》：代王嘉乃遺燕王喜書曰：「秦所以尤追燕急者，以太子丹故也。今王誠殺丹獻之秦王，秦王必解，而社稷幸得血食。」
168. ↑  司馬遷《史記·刺客列傳》：燕王乃使使斬太子丹，欲獻之秦。
169. ↑  司馬遷《史記·刺客列傳》：後五年，秦卒滅燕，虜燕王喜。
170. ↑  司馬遷《史記·燕召公世家》：（燕王喜）三十三年，秦拔遼東，虜燕王喜，卒滅燕。是歲，秦將王賁亦虜代王嘉。
171. ↑  司馬遷《史記·秦始皇本紀》：（秦王政）二十五年，大興兵，使王賁將，攻燕遼東，得燕王喜。還攻代，虜代王嘉。
172. ↑  司馬遷《史記·田敬仲完世家》：齊亦東邊海上，秦日夜攻三晉、燕、楚，五國各自救於秦，以故王建立四十餘年不受兵。
173. ↑  司馬遷《史記·田敬仲完世家》：（齊王建）二十八年，王入朝秦，秦王政置酒咸陽。
174. ↑  司馬遷《史記·秦始皇本紀》：（秦王政）十六年，齊王建與其相后勝發兵守其西界，不通秦。
175. ↑  司馬遷《史記·秦始皇本紀》：齊王用后勝計，絕秦使，欲為亂，兵吏誅，虜其王，平齊地。
176. ↑  司馬遷《史記·秦始皇本紀》：秦使將軍王賁從燕南攻齊
177. ↑  司馬遷《史記·蒙恬列傳》：蒙恬因家世得為秦將，攻齊，大破之，拜為內史。
178. ↑  劉向《戰國策．齊策．卷六》：秦使陳馳誘齊王內之，約與五百里之地
179. 1 2  劉向《戰國策．齊策．卷六》：齊王不聽即墨大夫而聽陳馳，遂入秦。處之共。松柏之間，餓而死。
180. ↑  司馬遷《史記·田敬仲完世家》：（齊王建）四十四年，秦兵擊齊。齊王聽相后勝計，不戰，以兵降秦。
181. ↑  司馬遷《史記·田敬仲完世家》：五國已亡，秦兵卒入臨淄，民莫敢格者。
182. ↑  司馬遷《史記·田敬仲完世家》：秦虜王建，遷之共。
183. ↑  司馬遷《史記·田敬仲完世家》：故齊人怨王建不蚤與諸侯合從攻秦，聽奸臣賓客以亡其國，歌之曰：「松耶 ，柏耶？住建共者，客耶？」，
184. ↑  司馬遷《史記·衛康叔世家》：（衛）元君十四年，秦拔魏東地，秦初置東郡，更徙衛野王縣，而並濮陽為東郡。
185. ↑  司馬遷《史記·秦始皇本紀》：（秦王政）六年，韓、魏、趙、衞、楚共擊秦，取壽陵。秦出兵，五國兵罷。拔衞，迫東郡，其君角率其支屬徙居野王，阻其山以保魏之河內。
186. ↑  司馬遷《史記·衛康叔世家》：（衛君角）二十一年，二世廢君角為庶人，衛絕祀。
187. ↑  《蘇洵·六國論》：六國破滅，非兵不利，戰不善，弊在賂秦。
188. ↑  《蘇軾·六國論》：六國之君虐用其民，不減始皇、二世，然當是時百姓無一人叛者，以凡民之秀傑者多以客養之，不失職也。其力耕以奉上，皆椎魯無能為者，雖欲怨叛，而莫為之先，此其所以少安而不即亡也。始皇初欲逐客，因李斯之言而止。既併天下，則以客為無用，於是任法而不任人，謂民可以恃法而治，謂吏不必才取，能守吾法而已。故墮名城，殺豪傑，民之秀異者散而歸田畝。
189. ↑  《蘇轍·六國論》：夫秦之所與諸侯爭天下者，不在齊、楚、燕、趙也，而在韓、魏之郊；諸侯之所與秦爭天下者，不在齊、楚、燕、趙也，而在韓、魏之野。秦之有韓、魏，譬如人之有腹心之疾也。韓、魏塞秦之衝，而蔽山東之諸侯，故夫天下之所重者，莫如韓、魏也。
190. ↑  《論語·顏淵第十二之七》子貢問政。子曰：「足食，足兵，民信之矣。」子貢曰：「必不得已而去，於斯三者何先？」曰：「去兵。」子貢曰：「必不得已而去，於斯二者何先？」曰：「去食。自古皆有死，民無信不立。」
191. ↑  司馬遷《史記·貨殖列傳》：（關中）西有羌中之利，北有戎翟之畜，畜牧為天下饒。然地亦窮險，唯京師要其道。故關中之地，於天下三分之一，而人眾不過什三；然量其富，什居其六。
192. ↑  司馬遷《史記·貨殖列傳》：巴蜀亦沃野，地饒卮、姜、丹沙、石、銅、鐵、竹、木之器。南禦滇僰，僰僮。西近邛笮，笮馬、旄牛。然四塞，棧道千里，無所不通，唯襃斜綰轂其口，以所多易所鮮。
193. ↑  唐·杜佑《通典·食貨典一·田制上》：秦孝公任商鞅，鞅以三晉地狹人貧，三晉，韓趙魏三卿，今河東道之地。秦地廣人寡，故草不盡墾，地利不盡出。於是誘三晉之人，利其田宅，復三代無知兵事，而務本於內，而使秦人應敵於外。故廢井田，制阡陌，任其所耕，不限多少。孝公十二年之制。數年之閒，國富兵強，天下無敵。
194. ↑  西漢·劉安《淮南子·要略》秦國之俗，貪狼強力，寡義而趨利。可威以刑，而不可化以善；可勸以賞，而不可厲以名。
195. ↑  司馬遷《史記·秦本紀》：（秦惠文君13年）使張儀伐取陝，出其人與魏。
196. ↑  司馬遷《史記·燕召公世家》：劇辛故居趙，與龐煖善，已而亡走燕。燕見趙數困於秦，而廉頗去，令龐煖將也，欲因趙弊攻之。問劇辛，辛曰：「龐煖易與耳。」燕使劇辛將擊趙，趙使龐煖擊之，取燕軍二萬，殺劇辛。
197. ↑  司馬遷《史記·秦始皇本紀》：丞相綰、御史大夫劫、廷尉斯等皆曰：「昔者五帝地方千里，其外侯服夷服諸侯或朝或否，天子不能制。今陛下興義兵，誅殘賊，平定天下，海內為郡縣，法令由一統，自上古以來未嘗有，五帝所不及。臣等謹與博士議曰：『古有天皇，有地皇，有泰皇，臣等昧死上尊號，王為『泰皇』。命為『制』，令為『詔』，天子自稱曰『朕』。」
198. ↑  司馬遷《史記·秦始皇本紀》：王曰：「去『泰』，著『皇』，采上古『帝』位號，號曰『皇帝』。他如議。」制曰：「可。」追尊莊襄王為太上皇。
199. ↑  司馬遷《史記·秦始皇本紀》：更名民曰「黔首」。
200. ↑  司馬遷《史記·秦始皇本紀》：始皇推終始五德之傳，以為周得火德，秦代周德，從所不勝。方今水德之始，改年始，朝賀皆自十月朔。衣服旄旌節旗皆上黑。數以六為紀，符、法冠皆六寸，而輿六尺，六尺為步，乘六馬。更名河曰德水，以為水德之始。剛毅戾深，事皆決於法，刻削毋仁恩和義，然後合五德之數。於是急法，久者不赦。
201. ↑  司馬遷《史記·封禪書》：秦始皇既並天下而帝，或曰：「黃帝得土德，黃龍地螾見。夏得木德，青龍止於郊，草木暢茂。殷得金德，銀自山溢。周得火德，有赤烏之符。今秦變周，水德之時。昔秦文公出獵，獲黑龍，此其水德之瑞。」於是秦更命河曰「德水」，以冬十月為年首，色上黑，度以六為名，音上大呂，事統上法。
202. ↑  《国语·鲁语下》记載：「是故天子大采朝日，与三公九卿，祖识地德」
203. ↑  《吕氏春秋·孟春纪》云：「立春之日，天子亲率三公九卿诸侯大夫，以迎春于东郊」
204. ↑  司馬遷《史記·秦始皇本紀》：丞相綰等言：「諸侯初破，燕、齊、荊地遠，不為置王，毋以塡之。請立諸子，唯上幸許。」始皇下其議於群臣，群臣皆以為便。
205. ↑  司馬遷《史記·秦始皇本紀》：廷尉李斯議曰：「周文武所封子弟同姓甚衆，然後屬疏遠，相攻擊如仇讎，諸侯更相誅伐，周天子弗能禁止。今海內賴陛下神靈一統，皆為郡縣，諸子功臣以公賦稅重賞賜之，甚足易制。天下無異意，則安寧之術也。置諸侯不便。」
206. ↑  司馬遷《史記·秦始皇本紀》：始皇曰：「天下共苦戰鬬不休，以有侯王。賴宗廟，天下初定，又復立國，是樹兵也，而求其寧息，豈不難哉！廷尉議是。」分天下以為三十六郡，郡置守、尉、監。
207. ↑  范曄《後漢書·東夷列傳》：秦并六國，其淮﹑泗夷皆散為民戶。
208. ↑  司馬遷《史記·東越列傳》：閩越王無諸及越東海王搖者，其先皆越王句踐之後也，姓騶氏。秦已並天下，皆廢為君長，以其地為閩中郡。
209. ↑  司馬遷《史記·秦始皇本紀》：收天下兵，聚之咸陽，銷以為鍾鐻，金人十二，重各千石，置廷宮中。
210. ↑  《孟子·告子篇》引白圭曰：「丹之治水也愈於禹。」孟子曰：「子過矣。禹之治水，水之道也。是故禹以四海為壑。今吾子以鄰國為壑。水逆行，謂之洚水；洚水者，洪水也，仁人之所惡也。吾子過矣。」
211. ↑  班固《漢書·溝洫志》：蓋堤防之作，近起戰國，雍防百川，各以自利。齊與趙、魏，以河為竟。趙、魏瀕山，齊地卑下，作堤去河二十五里。河水東抵齊堤，則西泛趙、魏，趙、魏亦為堤去河二十五里。
212. ↑  司馬遷《史記·秦始皇本紀》：徙天下豪富於咸陽十二萬戶。
213. ↑  東漢班固《汉书·艺文志》：《史籀》十五篇。周宣王太史作大篆十五篇，建武时亡六篇矣……《苍颉》一篇。上七章，秦丞相李斯作；《爰历》六章，车府令赵高作；《博学》七章，太史令胡毋敬作。
214. ↑  東漢許慎《说文解字·序》：秦始皇帝初兼天下，丞相李斯乃奏同之，罢其不与秦文合者。斯作仓颉篇。中车府令赵高作爰历篇。大史令胡毋敬作博学篇。皆取史籀大篆，或颇省改，所谓小篆也。
215. ↑  東漢班固《汉书·艺文志》：汉兴，闾里书师合《苍颉》、《爰历》、《博学》三篇，断六十字以为一章，凡五十五章，并为《苍颉篇》。
216. ↑  唐·張懷瓘《書斷·卷上》：案隸書者，秦下邽人程邈所作也。邈字元岑，始為衙縣獄吏，得罪始皇，幽繫雲陽獄中，覃思十年，益小篆方圓而為隸書三千字。奏之，始皇善之，用為御史。以奏事繁多，篆字難成，乃用隸字。以為隸人佐書，故曰隸書。
217. ↑  《左傳·昭公三年》：四升为豆，各自其四，以登于釜，釜十则钟。
218. ↑  司馬遷《史記·平準書》：而珠玉、龟贝、银锡之属为器饰宝藏，不为币。
219. ↑  司馬遷《史記·平準書》：及至秦，中一国之币为等，黄金以溢名，为上币；铜钱识曰半两，重如其文，为下币。
220. ↑  司馬遷《史記·平準書》：然各随时而轻重无常。
221. ↑  班固《漢書·爰盎晁錯傳》：秦民見行，如往棄市，因以謫發之，名曰「謫戍」。先發吏有謫及贅婿、賈人，後以嘗有市籍者，又後以大父母、父母嘗有市籍者，後入閭，取其左。
222. ↑  司馬遷《史記·貨殖列傳》：烏氏倮畜牧，及眾，斥賣，求奇繒物，間獻遺戎王。戎王什倍其償，與之畜，畜至用谷量馬牛。秦始皇帝令倮比封君，以時與列臣朝請。而巴寡婦清，其先得丹穴，而擅其利數世，家亦不訾。清，寡婦也，能守其業，用財自衛，不見侵犯。秦皇帝以為貞婦而客之，為築女懷清台。
223. ↑  司馬遷《史記·秦始皇本紀》：（始皇帝31年）米石千六百。
224. ↑  司馬遷《史记·蒙恬列传》：秦已並天下，乃使蒙恬將三十萬眾北逐戎狄，收河南。築長城，因地形，用制險塞，起臨洮，至遼東，延袤萬餘。
225. ↑  司馬遷《史记·秦始皇本纪》：（秦始皇32年）刻碣石門。壞城郭，決通隄防。
226. ↑  房玄齡《晉書·地理志上》：樂浪郡漢置…朝鮮周封箕子地，屯有渾彌遂城，秦築長城之所起。
227. ↑  班固《汉书·匈奴传》：及冒頓以兵至，大破滅東胡王，虜其民眾、畜產。既歸，西擊走月氏，南並樓煩、白羊河南王，悉復收秦所使蒙恬所奪匈奴地者，與漢關胡河南塞，至朝那、膚施，遂侵燕、代。
228. ↑  司馬遷《史记·秦始皇本纪》：（秦始皇27年）治馳道。
229. ↑  司馬遷《史记·李斯列传》：治馳道，興遊觀，以見主之得意。
230. ↑  班固《漢書·賈鄒枚路傳》：為馳道於天下，東窮燕、齊，南極吳、楚，江湖之上，瀕海之觀畢至。道廣五十步，三丈而樹，厚築其外，隱以金椎，樹以青松。為馳道之麗至於此，使其後世曾不得邪徑而托足焉。
231. ↑  司馬遷《史记·蒙恬列傳》：始皇欲遊天下，道九原，直抵甘泉，乃使蒙恬通道，自九原抵甘泉，巉山堙穀，千八百里。道未就。
232. ↑  司馬遷《史记·秦始皇本纪》：（秦始皇）三十五年，除道，道九原。抵雲陽，塹山堙谷，直通之。
233. 1 2  司馬遷《史記·平津侯主父列傳》：又使尉屠睢將樓船之士南攻百越，使監祿鑿渠運糧，深入越，越人遁逃。
234. ↑  司馬遷《史記·秦始皇本紀》：秦每破諸侯，寫放其宮室，作之咸陽北阪上，南臨渭，自雍門以東至涇、渭，殿屋複道周閣相屬。所得諸侯美人鐘鼓，以充入之。
235. ↑  司馬遷《史記·秦始皇本紀》：關中計宮三百，關外四百餘。
236. ↑  司馬遷《史記·秦始皇本紀》：（秦始皇35年）乃令咸陽之旁二百里內宮觀二百七十，復道甬道相連，帷帳鐘鼓美人充之。
237. ↑  《三輔黃圖》：梁山宮，始皇幸梁山，在好畤。
238. ↑  東漢班固《漢書·鄒陽傳》：臣聞秦倚曲臺之宮，懸衡天下，畫地而不犯。
239. ↑  北魏酈道元《水經注·渭水下》：秦始皇作離宮於渭水南北，以象天宮。故《三輔黃圖》曰：渭水貫都，以象天漢，橫橋南度，以法牽牛。南有長樂宮，北有咸陽宮，欲通二宮之間，故造此橋。
240. ↑  唐·李吉甫《元和郡縣圖志·卷一·關內道》：秦蘭池宮，在縣東二十五里。
241. 1 2  司馬遷《史記·秦始皇本紀》：始皇為微行咸陽，與武士四人俱，夜出逢盜蘭池，見窘，武士擊殺盜，關中大索二十日。
242. ↑  《三輔黃圖》：宜春宮，本秦之離宮，在長安城東南，杜縣東，近下杜。
243. ↑  《三輔黃圖》：望夷宮，在涇陽縣界長平觀道東，北臨涇水，以望北夷，以爲宮名。
244. ↑  《三輔黃圖》：鐘宮，在鄠縣東北二十五里，始皇收天下兵銷爲鐘鐻，此或其處也。
245. ↑  司馬遷《史記·秦始皇本紀》：（秦始皇34年）始皇置酒咸陽宮，博士七十人前為壽。
246. ↑  司馬遷《史記·秦始皇本紀》：聽事，群臣受決事，悉於咸陽宮。
247. ↑  司馬遷《史記·秦始皇本紀》：焉作信宮渭南，已更命信宮為極廟，象天極。自極廟道通酈山，作甘泉前殿。筑甬道，自咸陽屬之。
248. ↑  《三輔黃圖》：秦始皇造，漢修飾之，周迴二十餘里。
249. ↑  《三輔黃圖》：阿房宮，亦曰阿城。惠文王造，宮未成而亡。始皇廣其宮，規恢三百餘里。
250. ↑  司馬遷《史記·秦始皇本紀》：始皇以為咸陽人多，先王之宮廷小，吾聞周文王都豐，武王都鎬，豐鎬之間，帝王之都也。乃營作「朝宮」渭南上林苑中。先作前殿阿房。
251. ↑  班固《漢書·賈山傳·顏師古注》：阿房者，言殿之四阿皆為房也。一說大陵曰阿，言其殿高若於阿上為房也。房字或作旁，說云始皇作此殿，未有名，以其去咸陽近，且號阿房，阿，近也。
252. ↑  司馬遷《史記·秦始皇本紀》：阿房宮未成；成，欲更擇令名名之。作宮阿房，故天下謂之阿房宮。
253. ↑  司馬遷《史記·六國年表》：（秦始皇）二十八，為阿房宮。
254. 1 2  班固《漢書·賈山傳》：又為阿房之殿，殿高數十仞，東西五里，南北千步，從車羅騎，四馬鶩馳，旌旗不橈。
255. ↑  司馬遷《史記·秦始皇本紀》：東西五百步，南北五十丈，上可以坐萬人，下可以建五丈旗。
256. ↑  《三輔舊事》：車行酒，騎行炙。
257. ↑  司馬遷《史記·秦始皇本紀》：周馳為閣道，自殿下直抵南山。表南山之顛以為闕。為復道，自阿房渡渭，屬之咸陽，以象天極閣道絕漢抵營室也。
258. ↑  北魏酈道元《水經注·卷19·渭水下》：又逕磁石門西。門在阿房前，悉以磁石為之，故專其目。令四夷朝者，有隱甲懷刃入門而脅之以示神，故亦曰卻胡門也。
259. 1 2 3  司馬遷《史記·秦始皇本紀》：徒刑者七十餘萬人，乃分作阿房宮，或作麗山。發北山石槨，乃寫蜀、荊地材皆至。
260. ↑  司馬遷《史記·秦始皇本紀》：因徙三萬家麗邑，五萬家雲陽，皆復不事十歲。
261. ↑  司馬遷《史記·秦始皇本紀》：（秦二世元年）四月，二世還至咸陽，曰：「先帝為咸陽朝廷小，故營阿房宮為室堂。未就，會上崩，罷其作者，復土酈山。」
262. ↑  司馬遷《史記·秦始皇本紀》：（秦二世元年四月）復作阿房宮。外撫四夷，如始皇計。
263. ↑  司馬遷《史記·秦始皇本紀》：（秦二世）二年冬，陳涉所遣周章等將西至戲，兵數十萬。二世大驚，與群臣謀曰：「柰何？」少府章邯曰：「盜已至，衆彊，今發近縣不及矣。酈山徒多，請赦之，授兵以擊之。」二世乃大赦天下，使章邯將，擊破周章軍而走，遂殺章曹陽。
264. ↑  班固《漢書·劉向傳》：其高五十餘丈，周回五里有餘。
265. ↑  《太平御覽》引《關中記》：酈山無此大石，運取於渭北諸山，故其歌曰：「運石甘泉口，渭水為不流。」千人一唱，萬人相鈎。
266. ↑  《古今圖書集成·坤輿典》引《漢舊儀》：驪山其陰多金，其南多美玉，曰藍田。故始皇貪而葬焉。
267. ↑  東漢蔡邕《獨斷》：古不墓祭，至秦始皇出寢，起之於墓側，漢因而不改，故今陵上稱寢殿，有起居衣冠，象生之備，皆古寢之意也。
268. ↑  司馬遷《史記·秦始皇本紀》：始皇初即位，穿治酈山，及幷天下，天下徒送詣七十餘萬人，穿三泉，下銅而致槨，宮觀百官奇器珍怪徙臧滿之。
269. ↑  司馬遷《史記·秦始皇本紀》：以人魚膏為燭，度不滅者久之。
270. ↑  司馬遷《史記·秦始皇本紀》：令匠作機弩矢，有所穿近者輒射之。以水銀為百川江河大海，機相灌輸，上具天文，下具地理。
271. ↑  司馬遷《史記·秦始皇本紀》，二世曰：「先帝後宮非有子者，出焉不宜。」皆令從死，死者甚衆。葬既已下，或言工匠為機，臧皆知之，臧重即泄。大事畢，已臧，閉中羨。下外羨門，盡閉工匠臧者，無復出者。樹草木以象山。
272. ↑  《古今圖書集成·坤輿典》引《漢舊儀》：「丞相臣斯昧死言：臣所將隸徒七十二萬人治驪山者，已深至極，鑿之不入，燒之不然，叩之空空，如下天狀。制曰：鑿之不入，燒之不然，其旁行三百丈乃至。」
273. ↑  酈道元《水经注·渭水注》：「始皇造陵取土，其地汙深，水积成池，谓之鱼池。池在秦始皇陵东北五里，周围四里。」
274. ↑  司馬遷《史記·秦始皇本紀》：地東至海暨朝鮮，西至臨洮、羌中，南至北向戶，北據河為塞，并陰山至遼東。
275. ↑  司馬遷《史記·秦始皇本紀》：燕人盧生使入海還，以鬼神事，因奏錄圖書，曰「亡秦者胡也」。
276. ↑  班固《漢書·匈奴傳上》：當是時，東胡強而月氏盛
277. ↑  司馬遷《史記·平津侯主父列傳》：昔秦皇帝任戰勝之威，蠶食天下，併吞戰國，海內為一，功齊三代。務勝不休，欲攻匈奴，李斯諫曰：「不可。夫匈奴無城郭之居，委積之守，遷徙鳥舉，難得而制也。輕兵深入，糧食必絕；踵糧以行，重不及事。得其地不足以為利也，遇其民不可役而守也。勝必殺之，非民父母也。靡弊中國，快心匈奴，非長策也。」
278. ↑  司馬遷《史記·平津侯主父列傳》：秦皇帝不聽，遂使蒙恬將兵攻胡，辟地千里，以河為境。
279. ↑  司馬遷《史記·秦始皇本紀》：始皇乃使將軍蒙恬發兵三十萬人北擊胡，略取河南地。
280. ↑  司馬遷《史記·秦始皇本紀》：西北斥逐匈奴。自榆中並河以東，屬之陰山，以為（三）〔四〕十四縣，城河上為塞。
281. ↑  司馬遷《史記·蒙恬列傳》：秦已並天下，乃使蒙恬將三十萬眾北逐戎狄，收河南。築長城，因地形，用制險塞，起臨洮，至遼東，延袤萬餘里。
282. ↑  司馬遷《史記·秦始皇本紀》：又使蒙恬渡河取高闕、（陶）〔陽〕山、北假中，築亭障以逐戎人。
283. ↑  司馬遷《史記·蒙恬列傳》：於是渡河，據陽山，逶蛇而北。
284. ↑  班固《漢書·匈奴傳上》：匈奴單于曰頭曼，頭曼不勝素，北徙。
285. ↑  司馬遷《史記·蒙恬列傳》：暴師於外十餘年，居上郡。是時蒙恬威振匈奴。
286. ↑  司馬遷《史記·秦始皇本紀》：（秦始皇33年）徙謫，實之初縣。
287. ↑  北魏酈道元《水經注·河水注》引東晉薛瓚曰：秦逐匈奴，收河南地，徙民以實之，謂之新秦也。
288. 1 2  司馬遷《史記·秦始皇本紀》：「明星出西方。（秦始皇）三十四年，適治獄吏不直者，築長城及南越地。」
289. ↑  司馬遷《史記·平津侯主父列傳》：地固澤鹵，不生五穀。
290. ↑  司馬遷《史記·平津侯主父列傳》：又使天下蜚芻輓粟，起於黃、腄、琅邪負海之郡，轉輸北河，率三十鍾而致一石。
291. ↑  司馬遷《史記·平津侯主父列傳》：男子疾耕不足於糧饟，女子紡績不足於帷幕。百姓靡敝，孤寡老弱不能相養，道路死者相望。
292. ↑  班固《漢書·匈奴傳上》：十有餘年而蒙恬死，諸侯畔秦，中國擾亂，諸秦所徙適邊者皆復去。
293. ↑  司馬遷《史記·平津侯主父列傳》引公孫弘曰：「秦時常發三十萬眾築北河，終不可就，已而棄之。」
294. ↑  班固《漢書．西南夷列傳》：「老夫處粵四十九年，於今抱孫焉。」（南越王趙佗《上文帝書》摘錄）
295. ↑  班固《漢書·嚴安傳》：「秦祸北构于胡，南挂于越，宿兵于无用之地，进而不得退，行十馀年。」
296. ↑  司馬遷《史記·屈原賈生列傳》：「贾生既以谪居长沙，长沙卑湿，自以寿不得长，伤悼之。」
297. ↑  范曄《後漢書·馬援列傳》：「虏未灭时，下瘴上雾，毒气重熏，仰视飞鸟跕跕堕水中，卧念少游平生时语，何可得也。」
298. ↑  劉安《淮南子·人間訓》：「秦皇（中略）又利越之犀角、象齒、翡翠、珠璣…」
299. 1 2  班固《漢書·嚴安傳》：「（秦）欲威海外…又使尉屠睢將樓船之士攻越…」
300. ↑  班固《漢書·嚴助傳》：「越人逃入深山林丛，不可得攻。」
301. ↑  劉安《淮南子·人間訓》：「而越人皆入叢薄中，與禽獸處，莫肯為秦虜。」
302. ↑  班固《漢書·高祖本紀·高祖十一年封尉佗為南越王詔》：「粵人之俗，好相攻擊。」
303. ↑  班固《漢書·西南夷兩粵朝鮮傳》：「且南方卑濕，蠻夷中西有西甌，其衆半羸，南面稱王。」（趙佗上文帝書摘錄）
304. ↑  劉安《淮南子·人間訓》：「殺西嘔君譯吁宋。」
305. ↑  劉安《淮南子．人間訓》：「相置桀駿以為將，而夜攻秦人，大破之，殺尉屠睢。」
306. ↑  劉安《淮南子·人間訓》：「乃使尉屠睢發卒五十萬，為五軍，一軍塞鐔城之嶺，一軍守九疑之塞，一軍處番禺之都，一軍守南野之界，一軍結餘干之水。」
307. ↑  班固《漢書·嚴助傳》：「留軍屯守空地，曠日引久，士卒勞倦，越出擊之。」
308. ↑  班固《漢書·嚴安傳》：「曠日持久，糧食乏絕，越人擊之，秦兵大敗。」
309. ↑  劉安《淮南子．人間訓》：「使監祿無以轉餉，又以卒鑿渠而通糧道，以與越人戰。」
310. ↑  班固《漢書·嚴安傳》：「使監祿鑿渠運糧，深入越地。」
311. ↑  劉安《淮南子·人間訓》：「乃發適戍以備之。」
312. ↑  班固《漢書·高祖本紀·高祖十一年封尉佗為南越王詔》：“前時秦徙中縣之民南方三郡，使與百粵雜處。”
313. ↑  司馬遷《史记·秦始皇本紀》：「（秦始皇）三十三年，發諸嘗逋亡人、贅婿、賈人略取陸梁地，為桂林、象郡、南海，以適遣戍。」
314. ↑  司馬遷《史记·南越列传》：「秦時已并天下，略定楊越，置桂林、南海、象郡，以謫徙民。」
315. ↑  劉安《淮南子·人間訓》：「男子不得修农亩，妇人不得剡麻考缕，羸弱服格于道，大夫箕会于衢。病者不得养，死者不得葬。」
316. ↑  司馬遷《史記·淮南衡山列傳》：「又使尉佗踰五嶺攻百越。尉佗知中國勞極，止王不來，使人上書，求女無夫家者三萬人，以為士卒衣補。秦皇帝可其萬五千人。於是百姓離心瓦解，欲為亂者十家而七。」
317. ↑  班固《漢書·嚴助傳》：「當此之時，外內騷動，百姓靡敝，行者不還，往者莫反，皆不聊生，亡逃相從，群為盜賊，於是山東之難始興。」
318. ↑  司馬遷《史記·秦始皇本紀》：二世與趙高謀曰：「朕年少，初即位，黔首未集附。先帝巡行郡縣，以示彊，威服海內。今晏然不巡行，即見弱，毋以臣畜天下。」
319. ↑  司馬遷《史記·刺客列傳》：於是秦逐太子丹、荊軻之客，皆亡。高漸離變名姓為人庸保，匿作於宋子。久之，作苦，聞其家堂上客擊筑，傍徨不能去。每出言曰：「彼有善有不善。」從者以告其主，曰：「彼庸乃知音，竊言是非。」家丈人召使前擊筑，一坐稱善，賜酒。而高漸離念久隱畏約無窮時，乃退，出其裝匣中筑與其善衣，更容貌而前。舉坐客皆驚，下與抗禮，以為上客。使擊筑而歌，客無不流涕而去者。宋子傳客之，聞於秦始皇。秦始皇召見，人有識者，乃曰：「高漸離也。」秦皇帝惜其善擊筑，重赦之，乃矐其目。使擊筑，未嘗不稱善。稍益近之，高漸離乃以鉛置筑中，複進得近，舉筑朴秦皇帝，不中。於是遂誅高漸離，終身不復近諸侯之人。
320. ↑  司馬遷《史記·留侯世家》：悉以家財求客刺秦王，為韓報仇，以大父、父五世相韓故。
321. ↑  司馬遷《史記·秦始皇本紀》：（秦始皇）29年，始皇東游。至陽武博狼沙中，為盜所驚。求弗得，乃令天下大索十日。
322. ↑  司馬遷《史記·留侯世家》：得力士，為鐵椎重百20斤。秦皇帝東游，良與客狙擊秦皇帝博浪沙中，誤中副車。秦皇帝大怒，大索天下，求賊甚急，為張良故也。良乃更名姓，亡匿下邳。
323. ↑  《史記·秦始皇本紀》：始皇聞亡，乃大怒曰：「吾前收天下書不中用者盡去之。悉召文學方術士甚眾，欲以興太平，方士欲練以求奇藥。今聞韓眾去不報，徐巿等費以巨萬計，終不得藥，徒姦利相告日聞。盧生等吾尊賜之甚厚，今乃誹謗我，以重吾不德也。諸生在咸陽者，吾使人廉問，或為訞言以亂黔首。」於是使御史悉案問諸生，諸生傳相告引，乃自除犯禁者四百六十餘人，皆阬之咸陽，使天下知之，以懲後。益發謫徙邊。
324. ↑  《史記·儒林列传》：及至秦之季世，焚诗书，坑术士，六艺从此缺焉。
325. ↑  司馬遷《史記·秦始皇本紀》：（秦始皇36年）有墜星下東郡，至地為石，黔首或刻其石曰「始皇帝死而地分」。始皇聞之，遣御史逐問，莫服，盡取石旁居人誅之，因燔銷其石。始皇不樂，使博士為仙真人詩，及行所游天下，傳令樂人謌弦之。
326. ↑  司馬遷《史記·秦始皇本紀》：（秦始皇36年）秋，使者從關東夜過華陰平舒道，有人持璧遮使者曰：「為吾遺滈池君。」因言曰：「今年祖龍死。」使者問其故，因忽不見，置其璧去。使者奉璧具以聞。始皇默然良久，曰：「山鬼固不過知一歲事也。」退。言曰：「祖龍者，人之先也。」
327. ↑  司馬遷《史記·秦始皇本紀》：使御府視璧，乃二十八年行渡江所沉璧也。於是始皇卜之，卦得游徙吉。遷北河榆中三萬家。拜爵一級。
328. ↑  司馬遷《史記·秦始皇本紀》：（秦始皇）三十七年十月癸丑，始皇出游。左丞相斯從，右丞相去疾守。少子胡亥愛慕請從，上許之。
329. ↑  司馬遷《史記·秦始皇本紀》：（秦始皇三十七年）十一月，行至雲夢，望祀虞舜於九疑山。浮江下，觀籍柯，渡海渚。過丹陽，至錢唐。臨浙江，水波惡，乃西百二十里從狹中渡。上會稽，祭大禹，望于南海。
330. ↑  司馬遷《史記·項羽本紀》：秦始皇帝游會稽，渡浙江，梁與籍俱觀。籍曰：「彼可取而代也。」梁掩其口，曰：「毋妄言，族矣！」梁以此奇籍。
331. ↑  司馬遷《史記·秦始皇本紀》：還過吳，從江乘渡。并海上，北至琅琊。
332. ↑  司馬遷《史記·秦始皇本紀》：方士徐巿等入海求神藥，數歲不得，費多，恐譴，乃詐曰：「蓬萊藥可得，然常為大鮫魚所苦，故不得至，願請善射與俱，見則以連弩射之。」始皇夢與海神戰，如人狀。問占夢，博士曰：「水神不可見，以大魚蛟龍為候。今上禱祠備謹，而有此惡神，當除去，而善神可致。」
333. ↑  司馬遷《史記·秦始皇本紀》：乃令入海者齎捕巨魚具，而自以連弩候大魚出射之。自瑯邪北至榮成山，弗見。至之罘，見巨魚，射殺一魚。遂并海西。
334. ↑  司馬遷《史記·秦始皇本紀》：至平原津而病。始皇惡言死，群臣莫敢言死事。
335. ↑  司馬遷《史記·秦始皇本紀》：上病益甚，乃為璽書賜公子扶蘇曰：「與喪會咸陽而葬。」書已封，在中車府令趙高行符璽事所，未授使者。
336. ↑  《齊伯五星占》：彗孛出大角傍，可六七丈，天下大亂，兵大起，國易政，期三年，中五年，遠七年。
337. ↑  伏生《洪範五行傳》：秦始皇帝三十七年五月，彗星出于大角，其長七尺，以東北入于女御，有一大星與星斗于宮中。三月五月，彗星盡，大星乃亡，始皇以六月乙丑死于沙丘，及西南行至咸陽，乃禍諸子女，官及九卿皆死以兵，天下大亂，起而攻，秦遂亡。
338. ↑  司馬遷《史記·南越列傳》：南越王尉佗者，真定人也，姓趙氏。
339. ↑  司馬遷《史記·南越列傳》：南海尉任囂病且死，召龍川令趙佗語曰：「聞陳勝等作亂，秦為無道，天下苦之，項羽、劉季、陳勝、吳廣等州郡各共興軍聚眾，虎爭天下，中國擾亂，未知所安，豪傑畔秦相立。南海僻遠，吾恐盜兵侵地至此，吾欲興兵絕新道，自備，待諸侯變，會病甚。且番禺負山險，阻南海，東西數千里，頗有中國人相輔，此亦一州之主也，可以立國。郡中長吏無足與言者，故召公告之。」即被佗書，行南海尉事。
340. ↑  司馬遷《史記·南越列傳》：囂死，佗即移檄告橫浦、陽山、湟谿關曰：「盜兵且至，急絕道聚兵自守！」因稍以法誅秦所置長吏，以其黨為假守。
341. ↑  吴士连《大越史记全书》外纪卷一《蜀纪》：「在位五十年。姓蜀，諱泮。巴蜀人也。都封溪今古螺城是也。」
342. ↑  北魏酈道元《水經注·卷三十七》引《交州外域記》曰：「交阯昔未有郡縣之時，土地有雒田。其田從潮水上下，民墾食其田，因名為雒民。設雒王、雒侯，主諸郡縣。縣多為雒將，雒將銅印青綬。後蜀王子將兵三萬，來討雒王、雒侯，服諸雒將，蜀王子因稱為安陽王。後南越王尉佗舉眾攻安陽王。安陽王有神人，名皋通，下輔佐，為安陽王治神弩一張，一發殺三百人。南越王知不可戰，卻軍住武寧縣。按晉《太康記》縣屬交趾。越遣太子名始，降服安陽王，稱臣事之。安陽王不知通神人，遇之無道，通便去，語王曰：能持此弩王天下，不能持此弩者亡天下。通去，安陽王有女名曰媚珠，見始端正，珠與始交通。始問珠，令取父弩視之。始見弩，便盜以鋸截弩訖，便逃歸報南越王。南越進兵攻之，安陽王發弩，弩折，遂敗。安陽王下船，逕出於海。」
343. ↑  司馬遷《史記·南越列傳》：秦已破滅，佗即擊並桂林、象郡，自立為南越武王。
344. ↑  劉向《說苑·至公》：秦始皇帝既吞天下，乃召群臣而议曰：“古者五帝禅贤，三王世继，孰是，将为之。”博士七十人未对，鲍白令之对曰：“天下官，则让贤是也；天下家，则世继是也。故五帝以天下为官，三王以天下为家。”
345. ↑  劉向《說苑·至公》：秦始皇帝仰天而叹曰：“吾德出于五帝，吾将官天下。谁可使代我后者？”鲍白令之对曰：“陛下行桀纣之道，欲为五帝之禅，非陛下所能行也。”秦始皇帝大怒曰：“令之前！若何以言我行桀纣之道也？趣说之，不解则死。”令之对曰：“臣请说之。陛下筑台干云，宫殿五里，建千石之钟，万石之虡。妇女连百，倡优累千。兴作骊山，宫室至雍，相继不绝，所以自奉者。殚天下，竭民力，偏驳自私，不能以及人。陛下所谓自营仅存之主也，何暇比德五帝，欲官天下哉？”始皇黯然无以应之，面有惭色，久之曰：“令之之言，乃令众丑我。”遂罢谋，无禅意也。
346. ↑  《燕丹子》卷下：秦王...召姬人鼓琴，琴聲曰：「羅縠單衣，可掣而絕。八尺屏風，可超而越。鹿盧之劍，可負而拔。」軻不曉音。秦王從言，掣之絕，超屏風，負劍而走。
347. ↑  酈道元《水經註》引樂資《九州志》：縣有秦延山，秦始皇徑此，美人死，葬于山上，山下有美人廟。
348. ↑   古:

### 引用今籍
1. 1 2 3  （英文）Wood, Frances. (2008年). China's First Emperor and His Terracotta Warriors. Macmillan publishing. ISBN 978-0-312-38112-7, 9780312381127.
2. ↑  莱芜市委讲师团课题组. . 山东干部函授大学学报(理论学习).   [2019-07-08]. CNKI:SUN:XXLL.0.2018-08-011. （原始内容存档于2019-07-08）.
3. ↑  .   [2019-07-08]. （原始内容存档于2019-07-08）.
4. ↑  聂振国. . 泰山学院学报. 2009年, 第31卷 (第4期). doi:10.3969/j.issn.1672-2590.2009.04.003.
5. ↑  .   [2019-07-08]. （原始内容存档于2019-07-08）.
6. ↑  光明日報。趙正書。北大西漢竹書：發現已亡佚李斯《蒼頡篇》書中稱秦始皇和秦二世為「秦王趙正（政）」、「秦王胡亥」
7. ↑  曹植《文帝诔》：“……二世而歼，汉氏乃因。弗求古训，嬴政是遵……”
8. 1 2  （英文）Ren, Changhong. Wu, Jingyu. (2000年). Rise and Fall of the Qin Dynasty. Asiapac Books Pte Ltd. ISBN 978-981-229-172-1, 9789812291721.
9. 1 2  （英文）Duiker, William J. Spielvogel, Jackson J. Edition: 5, illustrated. (2006年). World History:第1冊：To 1800. Thomson Higher Education publishing. ISBN 978-0-495-05053-7, 9780495050537.第78頁
10. ↑  儒家學者. . 戰國時期: 第二十八章. 「今天下車同軌，書同文，行同倫」。目前社會車輛有統一之道路，書籍文字統一，行為倫理統一。
11. 1 2 3 4 5 6  （日語）吉川忠夫『秦の始皇帝』講談社學術文庫、2002年、第1版。ISBN 978-4-06-159532-3、第四章：天下一統—皇帝一詞的誔生
12. ↑  （英文）Hardy, Grant. Kinney, Anne Behnke. (2005年). The Establishment of the Han Empire and Imperial China. Greenwood Publishing Group. ISBN 978-0-313-32588-5, 9780313325885.第10頁.
13. ↑  （英文）"The Great Wall. (1981年). Luo, Zhewen Luo. Lo, Che-wen. Wilson, Dick Wilson. Drege, J. P. Contributor Che-wen Lo. McGraw-Hill. ISBN 978-0-07-070745-0, 9780070707450.第23頁.
14. ↑  （英文）Fowler, Jeaneane D. (2005年). An Introduction to the Philosophy and Religion of Taoism: Pathways to Immortality. Sussex Academic Press. ISBN 978-1-84519-086-6, ISBN 9781845190866. 第132頁.
15. ↑  （英文）Lewis, Mark Edward. . 哈佛大學出版社. 2007年: 第52頁  [2012-04-11]. ISBN 067402477X, ISBN 978-0674024779. （原始内容存档于2013-05-27）.
16. ↑  （英文）see Chinese Emperors by Ma Yan. ISBN 978-1-4351-0408-2
17. 1 2 3 4 5 6 7 8 9 10  （日語）吉川忠夫『秦の始皇帝』講談社学術文庫、2002年、第1版。ISBN 978-4-06-159532-3、第一章：奇貨可居—秦始皇是否呂不韋之子？
18. ↑  （英文）Donn, Lin. Donn, Don. Ancient China. (2003年). Social Studies School Service. Social Studies. ISBN 978-1-56004-163-4, 9781560041634.第49頁.
19. ↑  （英文）Lü, Buwei. Translated by Knoblock, John. Riegel, Jeffrey. The Annals of Lü Buwei: Lü Shi Chun Qiu : a Complete Translation and Study. (2000年). Stanford University Press. ISBN 978-0-8047-3354-0, 9780804733540.
20. ↑  （英文）The Annals of Lü Buwei. Knoblock, John and Riegel, Jeffrey Trans.. Stanford University Press. (2001年). ISBN 978-0-8047-3354-0.第9頁
21. ↑  人民網：方舟子：從秦始皇生父之謎說起，2006年11月8日
22. 1 2  馬元材（馬非百）著：《秦始皇帝傳》（江蘇古籍出版社，1985年版）
23. 1 2 3 4 5  李開元教授. . 中華書局. 2009年. ISBN 9787101067125.，第二案 弟弟与假父的故事
24. ↑  杨宽《战国史》，上海人民出版社，1998年3月第3版，第427页
25. ↑  《史記疑案》，李全華著，湖南大学出版社，第1版（2010年7月1日），ISBN：9787811138405，第1.3章　秦始皇是谁的儿子？
26. ↑  《史记·秦始皇本纪》：将军壁死，卒屯留蒲鶮反，戮其尸。
27. ↑  .   [2019-05-31]. （原始内容存档于2019-05-30）.
28. ↑  李開元：秦王「子婴」为始皇弟成蟜子说——补《史记》秦王婴列传，2006年7月16日載於國史探微網站
29. 1 2 3 4 5  （英文）Mah, Adeline Yen. (2003年). A Thousand Pieces of Gold: Growing Up Through China's Proverbs. Published by HarperCollins. ISBN 978-0-06-000641-9, 9780060006419.第32至34頁.
30. 1 2 3 4 5  （日語）陳舜臣『中国の歴史（二）』講談社文庫、1998年（初版1990年）、第12版。ISBN 978-4-06-184783-5
31. 1 2 3 4 5 6 7  （日語）吉川忠夫『秦の始皇帝』講談社學術文庫、2002年、第1版。ISBN 978-4-06-159532-3、第二章：逐客令與秦國的發展
32. ↑  《史記》 卷六 秦始皇本紀 第六：大索，逐客，李斯上書說，乃止逐客令。
33. ↑  （日語）吉川忠夫『秦の始皇帝』講談社學術文庫、2002年、第1版。ISBN 978-4-06-159532-3、第287至291頁、秦始皇生平年譜
34. 1 2 3 4 5 6 7 8 9 10 11 12  （日語）吉川忠夫『秦の始皇帝』講談社學術文庫、2002年、第1版。ISBN 978-4-06-159532-3、第三章：統一之道—併吞六國
35. ↑  杨宽. . 上海人民出版社. 2001年11月. ISBN 7208031851.
36. ↑  中國文化研究院. "破趙逼燕
37. ↑  （英文）Haw, Stephen G. (2007年). Beijing a Concise History. Routledge. ISBN 978-0-415-39906-7.第22-23頁
38. 1 2 3 4 5 6 7 8 9 10 11 12 13 14  田餘慶著《说张楚——关于“亡秦必楚”问题的探讨》，原刊《历史研究》1989年第2期，收入《秦汉魏晋史探微》［重订本］，中华书局2004年）
39. 1 2 3 4 5 6 7 8  李開元教授. . 中華書局. 2009年. ISBN 9787101067125.，第三案 尋找秦始皇的表叔
40. ↑  欽定四庫全書版本：唐司馬貞《史記索隱·卷十五－卷十九》，第124頁，諸子百家：中國哲學書電子化計劃
41. 1 2 3 4 5  末代楚王史迹鈎沉——補《史記·昌平君列傳》，李開元著，載於史學集刊2010年1月（第1期）
42. ↑  《湖北雲夢睡虎地十一座秦墓發掘報告》，《文物》1976年第9期
43. ↑  黃盛璋，《雲夢秦墓兩封家信中有關歷史地理的問題》，《文物》1980年第8期
44. 1 2 3 4  岳南：《考古中国：秦始皇兵马俑发现记》·海南出版社·ISBN 978-7-5443-1795-5
45. ↑  李開元教授. . 中華書局. 2009年. ISBN 9787101067125.，第四案 秦始皇的后宫谜团
46. 1 2 3 4 5 6 7 8 9 10 11 12  《析論中國歷史：治亂因果篇（上冊）》，呂振基、蘇榮 編著，永柏出版有限公司，2005年8月第二版，ISBN：988-98403-1-6
47. ↑  嚴耕望著《戰國時代列國民風與生計——兼論秦統一天下之背景》，取自嚴耕望史學論文選集（第95-112頁），聯經出版社，1989年10月19日出版
48. ↑  杜正勝著《編戶齊民—傳統政治社會結構之形成》（台北，聯經出版社，1990年）
49. ↑  中國社學科學院：传国玉玺漫谈
50. ↑  欽定四庫全書版本：唐張守節《史記正義·卷五－卷六》，第84頁，諸子百家：中國哲學書電子化計劃
51. 1 2 3  《两汉思想史》，徐復觀著，华东师范大学出版社，2001年版，ISBN：9787561728161，第123-124及第127頁
52. ↑  （英文）Imperialism in Early China. CA. 1600BC - 8AD. University of Michigan Press. ISBN 978-0-472-11533-4, 9780472115334. p 43-44
53. 1 2  后曉榮，秦代政區地理，北京：社會科學文獻出版社，2009年，ISBN：9787509705704
54. 1 2  骆正林，中国古代乡村政治文化的特点，家族势力与国家势力的博弈与合流，皖西学院学报，2007年第03期
55. 1 2 3  （英文）Chang, Chun-shu Chang. (2007). The Rise of the Chinese Empire: Nation, State, and Imperialism in Early China, CA. 1600BC - 8AD. University of Michigan Press. ISBN 978-0-472-11533-4, 9780472115334. p 43-44
56. ↑  Wiesehofer, Josef (2001). "Ancient Persia", p. 59-62. I. B. Tauris. ISBN 978-1-86064-675-1.
57. ↑  （英文）Imperialism in Early China. CA. 1600BC - 8AD'. University of Michigan Press. ISBN 978-0-472-11533-4, 9780472115334. p 43-44'
58. 1 2  （日語）藤枝晃『文字の文化史』講談社学術文庫、1999年、第1版。ISBN 978-4-06-159409-8、第四章 皇帝の文字
59. ↑  見唐朝開元期間著名書法家張懷瓘所著《書斷·卷上》
60. ↑  《说文解字系传》：苍颉、爰历、博学，通谓之三苍。
61. ↑  （日語）藤枝晃『文字の文化史』講談社学術文庫、1999年、第1版。ISBN 978-4-06-159409-8、第五章 政治の文字 隷書，第93至97頁
62. 1 2 3  王立群读《史记》之秦始皇（下），著者：王立群，广西师范大学出版社，第二十八章：统一制度，2009年3月出版，ISBN：7563382976
63. 1 2 3  《國史縱論（下編）》，鄭佩華、吳美英、黎惠賢 編著，雅集出版社有限公司，2000年8月版，第23至25頁，ISBN：962-469-204-1
64. ↑  中國文化研究院　燦爛的中國文明Hk.chiculture.net：秦始皇統一度量衡的詔書
65. ↑  （日語）. 考古用語辞典.   [2011-11-20]. （原始内容存档于2011-10-13）.
66. 1 2 3 4 5 6 7 8 9 10 11 12 13 14 15 16 17 18  《重現的文明—秦俑》，日本NHK小組 編著，羅慧娟 譯，閱世界國際出版集團出版，2001年1月初版，ISBN：957-480-422-9
67. ↑  欽定四庫全書版本：唐司馬貞《史記索隱·卷五－卷九》：顧氏按古今注云「秦錢半兩，徑一寸二分，重十二銖」，見第135頁，諸子百家：中國哲學書電子化計劃
68. ↑  袁林：《两周土地制度新论》，东北师范大学出版社，2000年版，第283页。
69. 1 2 3  中國秦漢史研究會：「使黔首自实田」新解，赵理平（苏州大学社会学院研究生），2006年3月21日
70. ↑  華夏地理雜誌：秦朝驰道示意图
71. ↑  Sina.com. 秦代三大水利工程之一：灵渠
72. ↑  （英文）Mayhew, Bradley. Miller, Korina. English, Alex. South-West China: lively Yunnan and its exotic neighbours. Lonely Planet. ISBN 978-1-86450-370-8, 9781864503708. page 222.
73. ↑  . 中华人民共和国国家文物局. 1988年1月13日  [2019年12月19日]. （原始内容存档于2012年5月1日）.
74. ↑  （英文）Chang, Kwang-chih. Xu, Pingfang. Lu, Liancheng. Allan, Sarah. (2005). The Formation of Chinese Civilization: An Archaeological Perspective. Yale University Press. ISBN 978-0-300-09382-7, 9780300093827. pg 258.
75. ↑  刘庆柱。观念中的历史与历史的真实——阿房宫遗址考古发现的再思考。《文史知识》2004年12期8-11页
76. ↑  段清波，阿房宫：一座想象中的宫殿，中国国家地理杂志，2005年6月。
77. ↑  杨东宇，段清波.阿房宫概念与阿房宫考古。《考古与文物》2006年第2期51页－56页。
78. ↑  觀念中的阿房宮之倒塌，轉載自中國社會科學院，2005年2月2日
79. 1 2 3 4 5  秦始皇陵揭秘之四大存疑，《新京报》，2003年12月
80. 1 2 3 4  新華網：秦始皇陵地宮布局之謎告破，轉載自中國經濟網，2006年7月28日
81. ↑  新浪觀察：专访秦陵研究专家赵化成：发掘帝王陵的口子不能开，2003年12月12日
82. ↑  （英文）Jane Portal and Qingbo Duan, The First Emperor: China's Terracotta Arm, British Museum Press, 2007, p. 207.
83. ↑  騰訊網：秦始皇兵马俑发现记，2009年9月15日
84. 1 2 3 4 5  《復活的軍團：秦軍秘史》．中華書局（香港）．金鐵木著．2005年5月初版．ISBN 962-8885-56-1
85. 1 2 3  《史記疑案》，李全華著，湖南大學出版社，第1版（2010年7月1日），ISBN：9787811138405，1.9发现秦征南越历史
86. ↑  .   [2021-08-06]. （原始内容存档于2021-11-10）.
87. ↑   [NHK特集：亞洲巨大遺跡 第3集 長眠地底的皇帝野心 ～中國秦始皇陵墓與兵馬俑～]. NHK. 2015-11-07  [2015-11-14]. （原始内容存档于2015-11-17） （日语）.
88. ↑  （英文）Elizabeth, Jean. Ward, Laureate. (2008). The Songs and Ballads of Li He Chang. ISBN 978-1-4357-1867-8, 9781435718678. p 51
89. ↑  （英文）Wu, Hung. The Wu Liang Shrine: The Ideology of Early Chinese Pictorial Art. Stanford University Press, 1989. ISBN 978-0-8047-1529-4, 9780804715294. p 326.
90. 1 2 3 4 5 6 7  （日語）吉川忠夫『秦の始皇帝』講談社學術文庫、2002年、第1版。ISBN 978-4-06-159532-3、第八章：祖龍之死—秦帝國的崩潰
91. 1 2  （英文）Wintle, Justin Wintle. (2002). China. Rough Guides Publishing. ISBN 978-1-85828-764-5, 9781858287645. p 61. p 71.
92. 1 2  王立群讀《史記》之秦始皇（下），著者：王立群，廣西師範大學出版社，第三十二章：秦始皇之死，2009年3月出版，ISBN：7563382976
93. ↑  Liang, Yuansheng. (2007). The Legitimation of New Orders: Case Studies in World History. Chinese University Press. ISBN 978-962-996-239-5, 9789629962395. pg 5.
94. ↑  王蘧常《秦史》卷5引李善 《昭明文選·西征賦》注引《史記》及徐堅《初學記》卷5引《史記》均作「明年祖龍死」。
95. ↑  zhǔ，音煮
96. ↑  （英文）Tung, Douglas S. Tung, Kenneth. (2003). More Than 36 Stratagems: A Systematic Classification Based On Basic Behaviours. Trafford Publishing. ISBN 978-1-4120-0674-3, 9781412006743.
97. ↑  （日語）. CRI online.   [2012年5月9日]. （原始内容存档于2013年5月16日）.
98. ↑  . 人民日报. 2013-10-19  [2013-11-30]. （原始内容存档于2013-12-03） （中文（中国大陆））.
99. ↑  . 扬子晚报. 2013-11-30  [2013-11-30]. （原始内容存档于2013-12-08） （中文（中国大陆））.
100. ↑  鶴間和幸：《秦始皇之死與遺囑的真相》
101. ↑  辛德勇讀《趙正書》 一件事 兩支筆：胡亥繼位的是與非
102. ↑  胡守为：《南越开拓先驱——赵佗》，广东人民出版社，2005年7月，第35至36页。ISBN：7-218-04928-1
103. 1 2 3 4  张荣芳、黄淼章：《南越国史》，廣東人民出版社，2008年9月第2版，ISBN 7-5010-1734-4
104. ↑  欽定四庫全書版本：唐司馬貞《史記索隱·卷二十五－卷二十九》：「後南越王尉他攻破安阳王，令二使典主交阯、九真二郡人」。見第15頁，諸子百家：中國哲學書電子化計劃
105. ↑   參:

## 延伸阅读
[在维基数据编辑]
 在维基文库阅读此作者作品（ 在维基共享资源阅览影像、分类）
 《史記·卷六·秦始皇本紀》，出自司馬遷《史記》
 《刺客列傳》，出自司馬遷《史記》